# Arquitectura neoclàssica

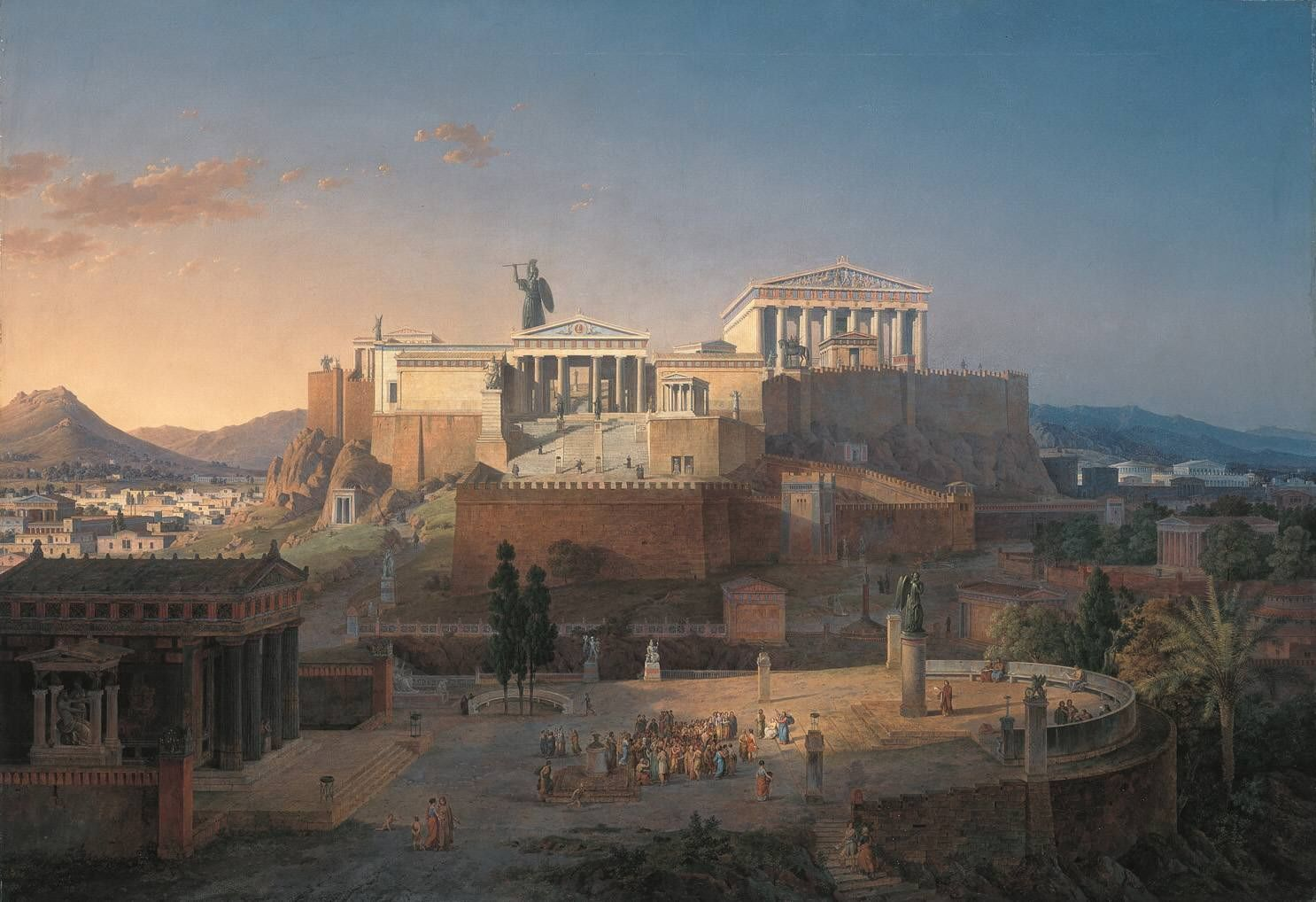
Representació de l'Acròpoli d'Atenes, obra de 1846 de l'arquitecte i pintor Leo von Klenze (Neue Pinakothek, Múnic)

L'arquitectura neoclàssica és l'estil arquitectònic del moviment neoclàssic que va començar a mitjan segle xviii, per una reacció contra l'estil rococó d'ornamentació naturalista així com pel desenvolupament d'alguns trets classicistes nascuts en el barroc tardà.
Així, el projecte de l'arquitecte Jacques Germain Soufflot per al Panteó de París (1764-1791) accentua les referències a l'arquitectura clàssica, portant al pla de l'arquitectura monumental el que era tendència en les arts decoratives amb l'anomenat estil Lluís XVI.
Es va perllongar durant el segle xix, confluint a partir de llavors amb altres tendències, com la arquitectura historicista i el eclecticisme arquitectònic. Alguns historiadors denominen el període de l'arquitectura neoclàssica de la primera meitat del segle xix com classicisme romàntic, tot i el oxímoron (oposició de termes), atès que, a més de coincidir en el temps amb el romanticisme, estilísticament comparteix trets amb l'estètica romàntica, en afegir certa expressivitat i esperit exaltat a la senzillesa i claredat de les edificacions clàssiques grecoromanes.
Els factors fonamentals que van influir en el sorgiment de l'arquitectura neoclàssica van ser els mateixos que van determinar el context polític, social i econòmic de l'època, en què s'inclouen destacadament la Revolució Industrial, la crisi de l'Antic Règim, la Il·lustració, l'enciclopedisme, la fundació de les acadèmies o el despotisme il·lustrat. La Revolució Industrial va modificar profundament el ritme de vida i va influir en nous avenços tècnic-constructius i en l'ocupació de nous materials. El concepte d'economia relacionat amb el funcionament dels propis edificis va canviar alguns esquemes d'organització espacial i tot de la relació entre vans i massissos.
El enciclopedisme, l'esperit precursor de la Revolució francesa, va portar amb si una concepció romàntica de la Grècia Antiga. La Il·lustració sostenia que la infelicitat de l'home es devien a la ignorància i a la irracionalitat i per això l'únic camí a la felicitat era portar-li la llum de la raó per mitjà de l'educació. En l'arquitectura aquesta educació implicava el coneixement de les fonts antigues com ara Vitruvi, Palladio, Vignola; per la qual cosa es va fer ús dels repertoris formals de les arquitectures grega i romana.
Es va buscar donar un caràcter més científic a les arts, de manera que els artistes van haver de ser tècnics més que inventors, i imitadors més que creadors. Aquest esperit científic va portar a considerar a l'art clàssic com un art progressista, perquè estava desproveït d'ornaments sense sentit i buscava la perfecció de les lleis immutables, sense dependre de les impressions subjectives i imperfectes de l'artista.
Tot i que les primeres Acadèmies per a l'estudi de les arts van sorgir a Itàlia ja al segle xvi, les fundades en el segle xviii ja estaven matisades per la Il·lustració, el que els va donar un caràcter diferent. L'Acadèmia va servir com a transmissora de les idees contràries al barroc i en favor del neoclassicisme i els diversos tractats clàssics i renaixentistes de les Tres nobles arts, així com d'obres de caràcter tècnic i científic que en racionalitzaven la pràctica i execució. En aquest moment l'art comença a patir les conseqüències d'una crítica lliure, fundada en els principis acadèmics.

## L'origen de l'estil
L'arquitectura neoclàssica es vol hereva de l'arquitectura clàssica, teoritzada per l'arquitecte antic Vitruvi en el seu tractat que va definir la teoria dels tres ordres (dòric, jònic i corinti). Vitruvi serà la gran referència dels arquitectes per a fundar la renovació dels recursos a les formes antigues, des de la segona meitat del segle xviii fins a 1850. Encara que en els seus inicis a França el 1760, l'arquitectura neoclàssica pretenia haver recorregut a formes gregues més que a les italianes -al punt que anomena goût grec - intel·lectualment, el neoclassicisme era un desig de tornar a la "puresa" percebuda de les arts de Roma, a la percepció més vaga ("ideal") de les arts gregues antigues i, en menor mesura, al classicisme renaixentista del segle xvi, que havia estat també una font per a l'arquitectura barroca acadèmica.
Es tracta d'un moviment internacional que apareix amb diferents manifestacions, des d'Amèrica del Nord fins a Rússia. Es va declinar en diversos corrents i es poden distingir:
- La fase del palladianisme, la més antiga, que es desenvolupa en les terres de Gran Bretanya sota l'impuls de Inigo Jones i de Christopher Wren. S'aplica més aviat a edificis aïllats, rurals i de forma compacta. És més d'influència italiana que antiga.
- El neogrec (Greek Revival a Anglaterra), l'arquitecte principal a França va ser Ange-Jacques Gabriel, primer arquitecte del rei sota Lluís XV.
- L'estil neoclàssic pròpiament dit, en arquitectura, que coneixerà un èxit durador en tota la primera meitat del segle xix, tant per als edificis públics com privats a Occident. També es veurà reflectit en les arts decoratives entre 1770 i 1830.
- El estil Beaux Arts, que alguns volen veure com una extensió dels cànons neoclàssics.

 
Molts arquitectes neoclàssics de principis del segle xix van estar influenciats pels dibuixos i projectes de Étienne-Louis Boullée i Claude Nicolas Ledoux. Els molts dibuixos de grafit de Boullée i dels seus alumnes representen una arquitectura geomètrica que emula l'eternitat de l'univers. Hi ha vincles entre les idees de Boullée i la concepció del sublim de Edmund Burke. Ledoux va afegir el concepte del caràcter arquitectònic. Sostenia que un edifici ha de comunicar immediatament a l'espectador la funció que té: preses literalment tals idees donen lloc a la «arquitectura parlant».

## La crítica il·lustrada
L'arquitectura pot ser analitzada com una branca de les arts social i moral; L'Encyclopédie li va atribuir la capacitat d'influir en el pensament i en els costums dels homes. Proliferen així les construccions que poden contribuir a millorar la vida humana com hospitals, biblioteques, museus, teatres, parcs, etc., pensades amb caràcter monumental. Aquesta nova orientació va fer que es rebutgés l'última arquitectura barroca i es tornessin els ulls cap al passat a la recerca d'un model arquitectònic de validesa universal.
Neixen moviments de crítica que propugnen la necessitat de la funcionalitat i la supressió dels ornaments als edificis. Francesco Milizia (1725-1798) a Principi di Architettura Civile (1781) va estendre des d'Itàlia les concepcions rigoristes a tot Europa. Mentrestant, a França, l'abat Marc-Antoine Laugier (1713-1769) propugna en les seves obres Essai sur l'Architecture (1752) i Observations sur l'Architecture (1765) la necessitat de crear un edifici en el qual totes les seves parts tinguessin una funció essencial i pràctica i en el qual els ordres arquitectònics fossin elements constructius i no només decoratius, tot això per fer una arquitectura veritable: la construïda amb lògica.
Tots els arquitectes parteixen d'uns supòsits comuns com són la racionalitat en les construccions i la volta al passat. Els models dels edificis de Grècia i Roma i fins i tot d'Egipte i de l'Àsia Menor, es converteixen en referents que tots empren encara que des de punts de vista diferents.

## Arquitectura visionària

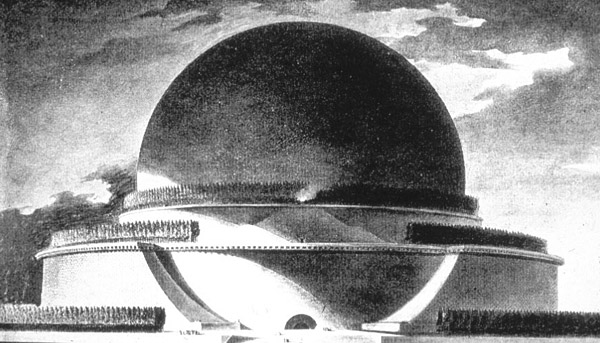
Projecte de cenotafi per Isaac Newton, de Étienne-Louis Boullée.

Altres arquitectes, els anomenats utòpics, revolucionaris o visionaris, van plantejar edificis basats en les formes geomètriques. No van menysprear l'herència del passat clàssic i, encara que van respectar les normes de simetria i la monumentalitat, els seus edificis són de vegades el resultat de la combinació capritxosa de les formes geomètriques. Étienne-Louis Boullée (1728-1799) i Claude-Nicolas Ledoux (1736-1806) van encapçalar aquesta postura; entre la gran quantitat de projectes no construïts val la pena esmentar el Cenotafi per Isaac Newton concebut per Boullée com una esfera, representació del model ideal, aixecada sobre una base circular que havia d'acollir el sarcòfag del científic. Ledoux ha deixat edificis construïts, entre ells una part de la utòpica ciutat industrial de les Salines d'Arc-et-Senans, de planta circular al Franc Comtat o el conjunt de la Villette a París.

## Arquitectura pintoresca

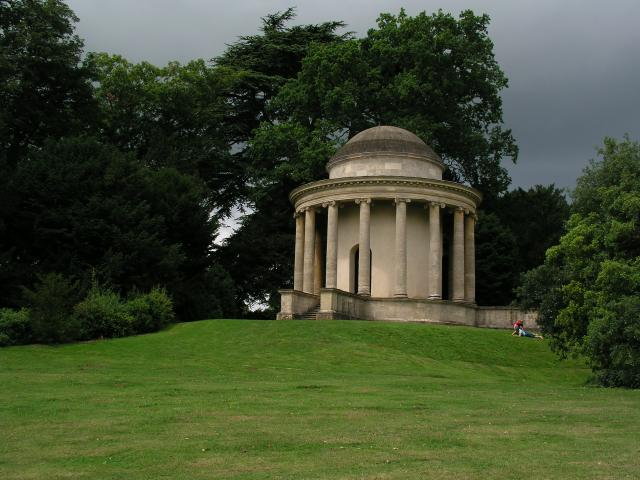
Temple de la Virtut Antiga, Stowe, Buckinghamshire, de William Kent.

Entre un i altre grups apareix una tercera categoria, l' arquitectura pintoresca, a partir de la creació dels jardins anglesos al segle xviii, ordenats de manera natural lluny del geometrisme del jardí francès. En aquesta arquitectura es valora la combinació de la natura amb l'arquitectònic, la inclusió en el paisatge natural d'edificis que imiten les construccions xineses, índies o medievals. Aquest joc de formes capritxoses i l'aprofitament de la llum busquen suscitar sensacions en l'espectador. Horace Walpole (1717-1797) va construir a Strawberry Hill (Londres, 1753-1756) una fantasia gòtica de la qual el seu autor va dir que li havia inspirat per escriure una novel·la gòtica, una expressió de l'efecte inspirador de l'arquitectura. També  William Chambers (1723-1796) va crear un conjunt pintoresc en els Jardins de Kew (Londres, 1757-1763) amb la inclusió d'una pagoda xinesa que reflectia el seu coneixement de les arquitectures orientals.

## Neoromà i neogrec

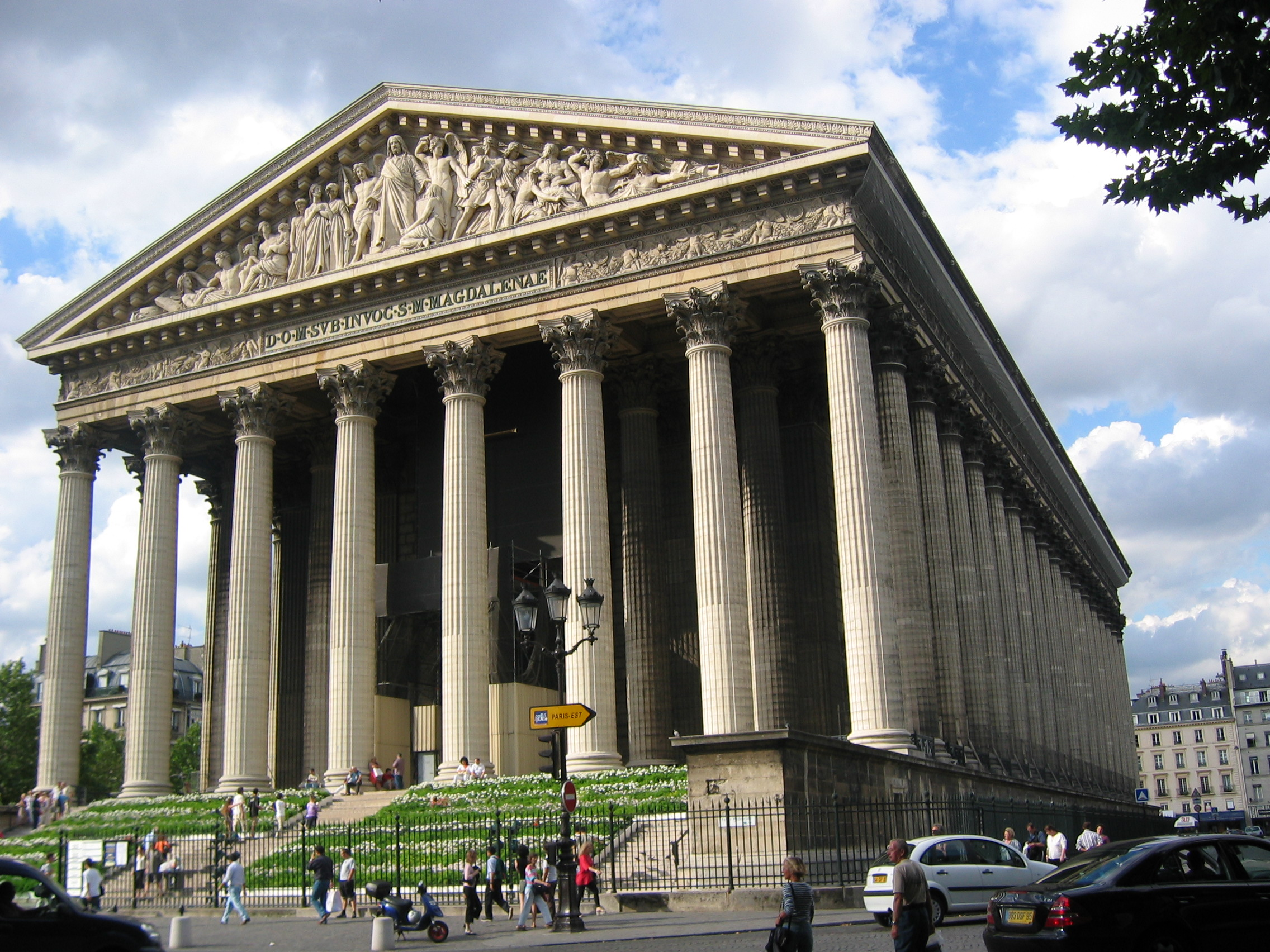
Temple a la Glòria de la Gran Armée, Pierre Alexandre Vignon, 1806.

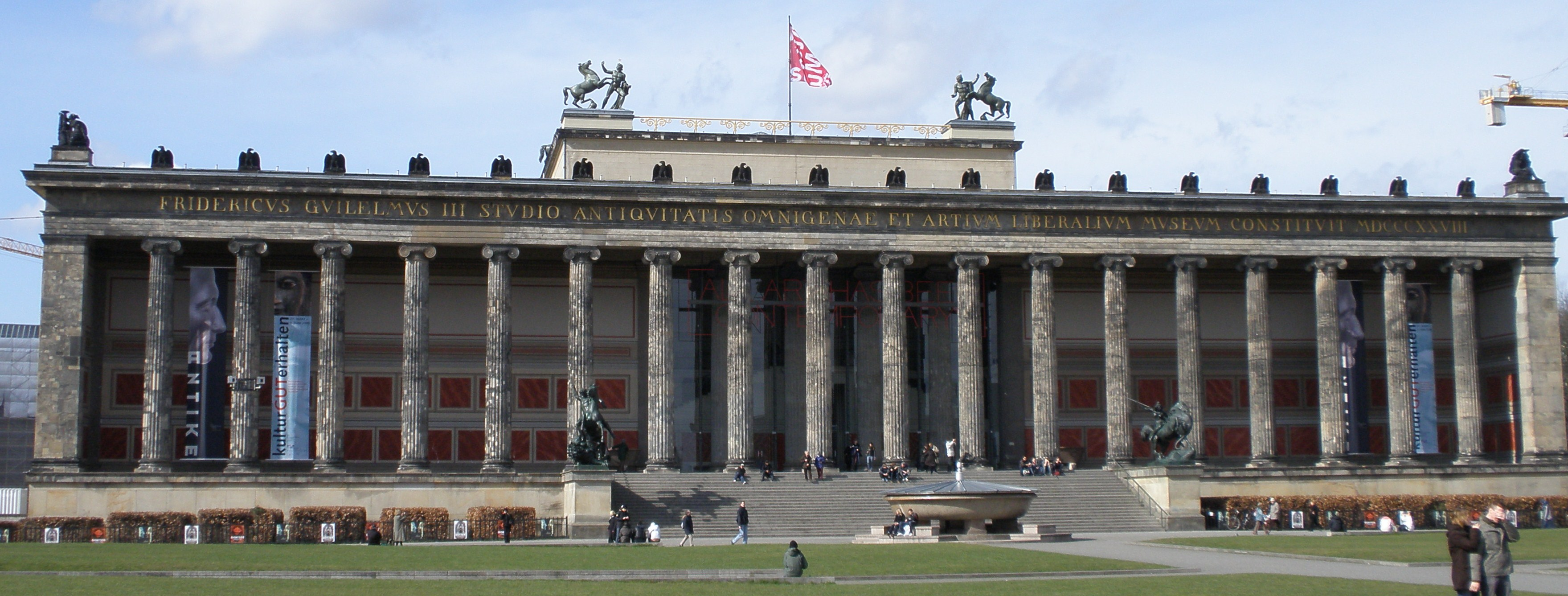
Altes Museum de Berlín, de Karl Friedrich Schinkel, 1825-1828.)

Marcadament historicista en la recerca de les fonts clàssiques, el neoclassicisme arquitectònic es va trobar amb dues possibles vies, que van ser explorades alternativament a França i Alemanya.
A França, especialment a partir de l'Imperi Napoleònic es va trobar en l'art imperial romà el model idoni per als seus fins propagandístics i d'enaltiment personal de la figura de l'emperador com al Temple a la Glòria de la Gran Armée (avui església de la Magdalena), de Pierre Alexandre Vignon, projectat pel mateix Napoleó. Al Regne Unit i a Alemanya van ser els models grecs que van predominar l'Altes Museum  de Berlín, de Karl Friedrich Schinkel, el primer edifici concebut i construït des de l'inici per ser un museu.

## Neoclassicisme a Europa

### França

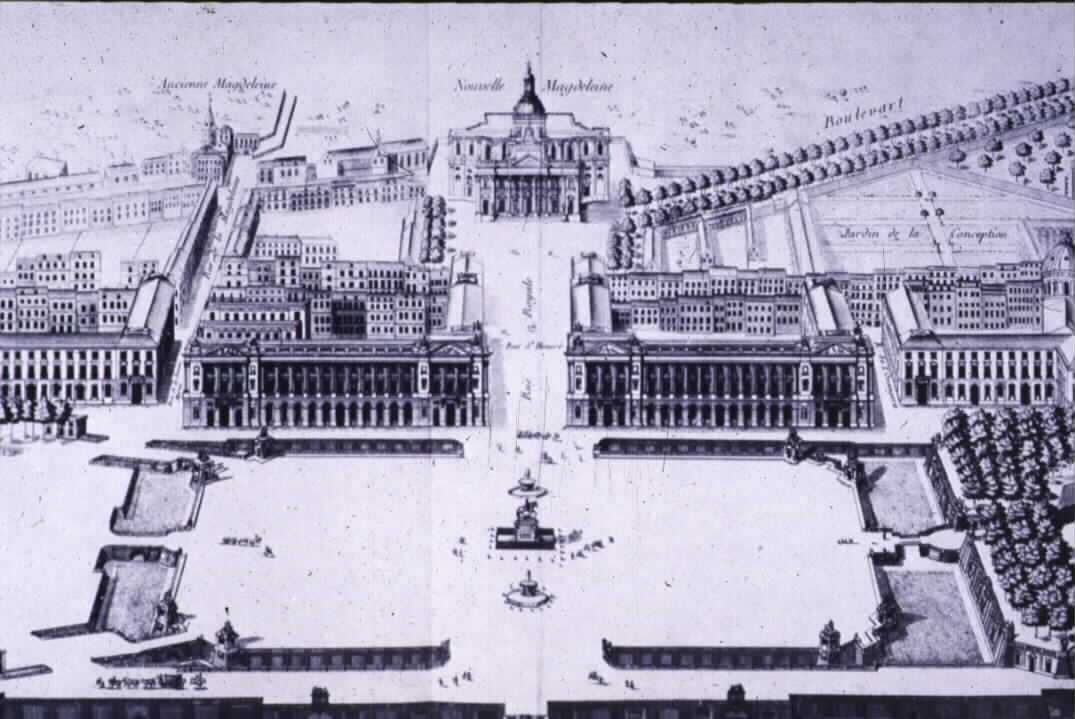
Ange-Jacques Gabriel, projecte per la Place de la Concorde, París

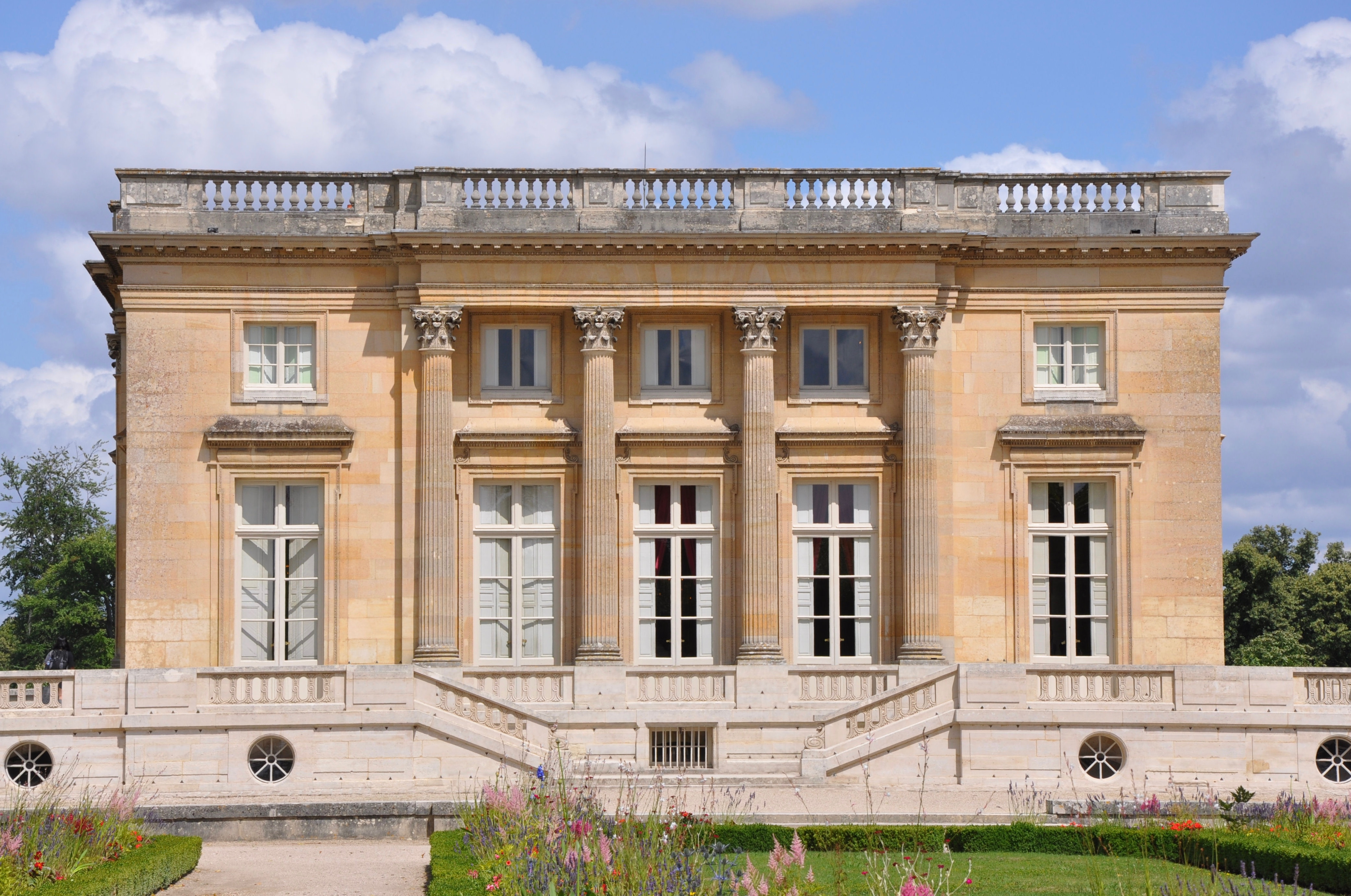
Ange-Jacques Gabriel, façana oest del Petit Trianon, Versalles

L'arquitectura civil francesa considera el neoclassicisme a partir de la meitat del segle xviii amb la creació d'obres lúcides i sòbries com la plaça de la Concòrdia a París i el Petit Trianon a Versalles, ambdues de Ange-Jacques Gabriel, en què encara es troben premisses del classicisme barroc francès. El projecte per a la plaça de la Concòrdia, en l'època de Lluís XV, es remunta a 1753: els dissenys originals definien un espai molt diferent a l'actual, fruit dels projectes elaborats en l'època napoleònica, amb dos palaus que delimitaven un espai tancat per una sèrie de balustrades. Els edificis estaven clarament inspirats en la perspectiva de Claude Perrault (1613-1688) per a la façana del Louvre. Per a l'arquitectura francesa, l'obra de Perrault per completar el famós palau reial de París era de fet un exemple d'absoluta mestria: el seu disseny clar i ordenat caracteritzat per un frontó central i una columnata de doble alçada erigida sobre un massiu basament, va tenir una influència considerable en la definició dels nous cànons estètics de l'arquitectura. de poc després de la famosa plaça parisenca és precisament el Petit Trianon, construït entre 1761 i 1768, en el qual els ambients interiors es distribueixen d'acord amb la funció i no tant als requeriments estètics de simetria. L'exterior està molt simplificat i privat d'excessiva decoració, però definit per un rigorós ordre de grans buits envidrats.
La següent generació es va dirigir cap a una concepció més clàssica i severa de l'arquitectura. Més de trenta anys més jove que Gabriel, Marie-Joseph Peyre (1730-1785) va ser a Itàlia, on va guanyar un concurs organitzat per la Accademia nazionale di San Luc a Roma per una catedral amb dos palaus annexos. De tornada a França, va dissenyar l' Hôtel de Neubourg (avui destruït), una vila per Mme. Leprêtre de Neubourg prop de París, potser el primer edifici francès veritablement clàssic. la vila es va disposar sobre un estilòbat i està constituïda per volums compactes, sense ornaments, amb una planta a la qual s'atenua qualsevol èmfasi: la disposició de les estades és simple, no hi ha entorns d'acompliment i les escales no es mostren estant tancades dins d'un buit. L'any 1763, Peyre es va dedicar a la casa per al Príncep de Condé, una implantació menys austera, l'element més interessant és una columnata que envolta el pati d'entrada. Al costat del seu amic Charles De Wailly va projectar el Théâtre de l'Odéon de París, construït entre 1779 i 1782, però reconstruït diverses vegades després de ser destruït en dos incendis. L'aspecte original del teatre era sobri i sever, amb l'exterior revestit en bugnato (encoixinat) i la façana principal apantallada amb un pòrtic de columnes dòriques.

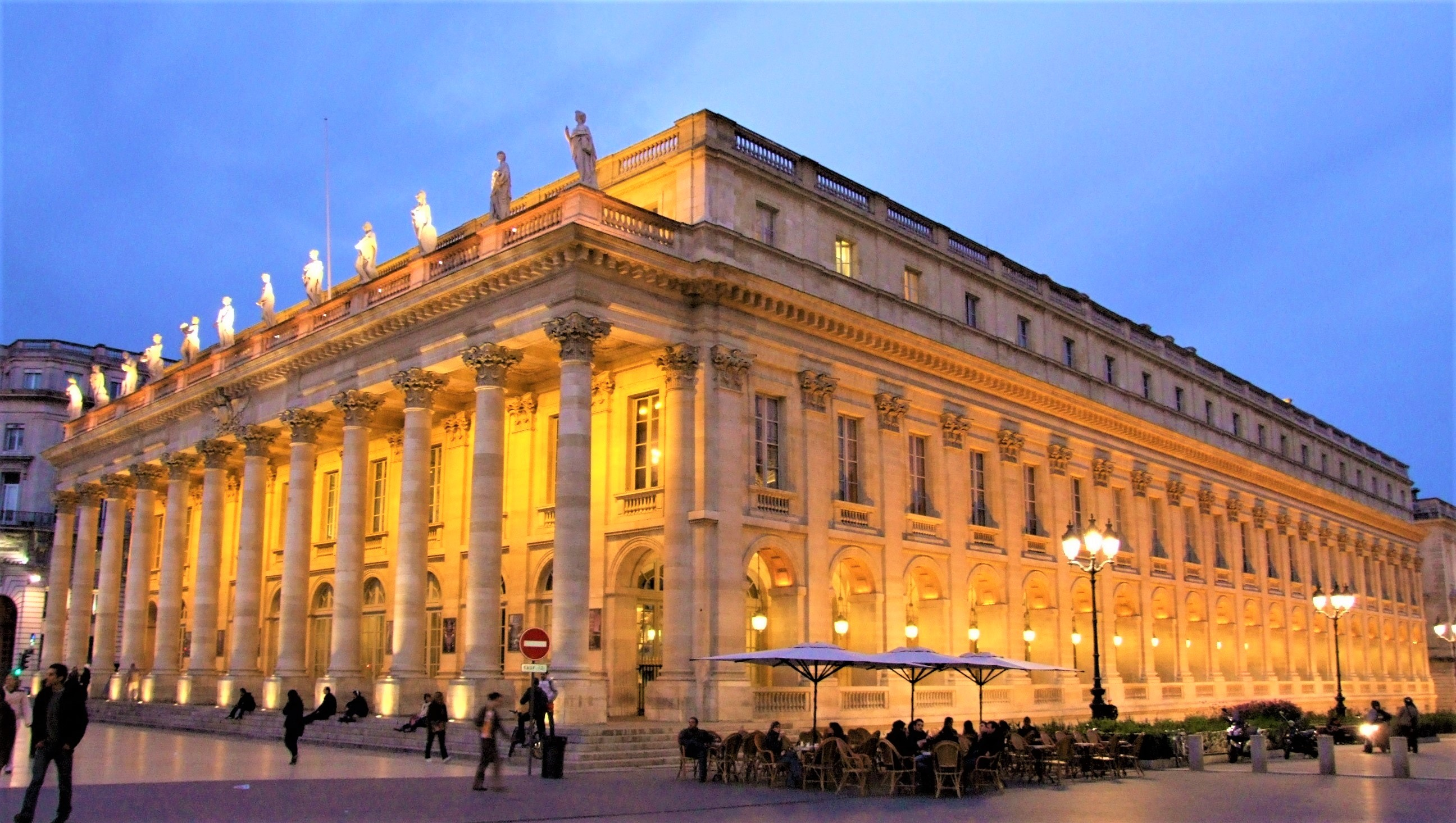
Victor Louis, Gran Teatre de Bordeus

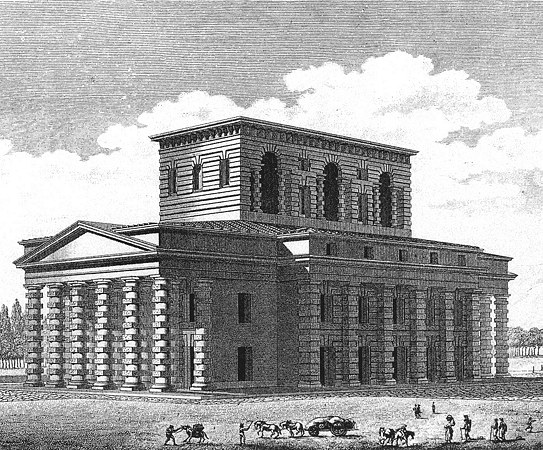
Claude-Nicolas Ledoux: projecte per a la casa del director de les Salines Reials d'Arc-et-Senans

En aquest clima de renovació, es van construir molts teatres a tot França, fins i tot en petites ciutats com Amiens o Besançon. A Bordeus, en la dècada de 1770 es va construir el Gran Teatre, el més bell teatre francès de l'època. projectat per Victor Louis (1731-1800), consta d'un bloc rectangular, amb una façana precedida per dotze grans columnes corínties.
Si Peyre, De Wailly, Louis i, com es veurà més endavant, Jean Chalgrin, van ser alguns dels principals exponents de l'estil clàssic de finals del segle xviii, són d'igual importància artistes com Jacques Gondouin (1737-1818), Étienne-Louis Boullée (1728-1799) i Claude-Nicolas Ledoux (1736-1806). Gondouin és recordat per l' Escola de cirurgia de París, construïda en entre 1769-1775. Representa una obra paradigmàtica per l'època, tant és així que Quatremère de Quincy en dirà: «Aquesta és l'obra clàssica de finals del segle xviii». L'aula semicircular, destinada a acomodar l'amfiteatre d'anatomia, presenta grades, parets corbes i una semicúpula de cassetons inspirada en el Panteó de Roma. El succés d'aquesta obra, que influirà fins i tot al nord-americà Benjamin Latrobe, proporcionarà a l'autor molts altres encàrrecs fins a l'esclat de la Revolució. La seva obra servirà com a model per a diverses sales de reunió arreu al món.
Aquesta preferència per la volumetria pura va a trobar en Boullée i Ledoux als seus principals exponents. Encara que molts dels seus projectes es van quedar en el paper o, en el cas de Ledoux, van ser enderrocats, tots dos aspiraven a crear una arquitectura «parlant», és a dir simbòlica, al punt de comunicar la pròpia funció a través de l'ús racional de les formes. Boullée va construir molt poc, però va exercir una gran influència. El seu projecte més famós, que encaixa en l'anomenada «arquitectura de la Revolució», va ser el cenotafi de Newton, una immensa esfera que se suposava anava a albergar les restes del gran científic: tot té dimensions colossals i es tracta amb una expressivitat elemental abstracta. En l'època napoleònica els conceptes expressats per Boullée van trobar un fidel seguidor en Jean-Nicolas-Louis Durand (1760-1834), professor a l' École polytechnique i el precursor de les teories sobre el funcionalisme, amb l'estreta relació que havia d'existir entre l'edifici i la funció.

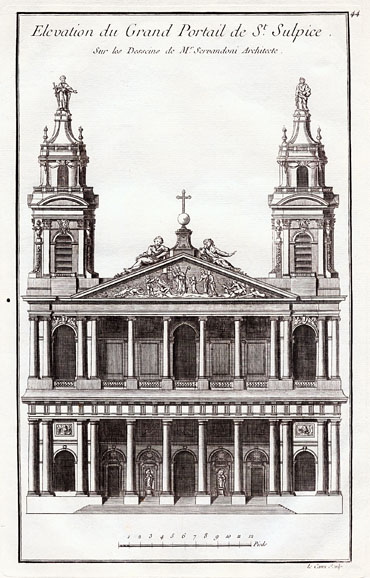
Giovanni Niccolò Servandoni, projecte per a la façana de l'església de Sant Sulpici, París

Els estudis teòrics de Boullée van asseure però les bases per a l'afirmació de Ledoux, l'obra, també influenciada per Piranesi, també es caracteritza per una extrema simplicitat geomètrica. Va edificar nombrosos hôtel i l'any 1775 va començar les Salines Reials d'Arc-et-Senans, pensant-com una mena de ciutat ideal amb connotacions utòpiques. El complex, realitzat només en part, es mou a través d'un llenguatge altament simbòlic, típic de l'arquitectura de Ledoux; per exemple, una de les seves més originals solucions, la de casa dels masovers del riu, la va imaginar com un cilindre buit col·locat al voltant del riu.
En els anys prerrevolucionaris, Ledoux va ser responsable dels peatges de París, oferint un ampli repertori de solucions en el disseny de les barreres duaneres, algunes dels quals s'han conservat; entre aquestes la Barrière de la Villette, formada per una creu grega coronada per un cilindre.
En la discussió de les principals obres neoclàssiques franceses del segle xviii, també cal esmentar alguns edificis sacres: una de les primeres manifestacions de la reacció al rococó va ser la façana de l'església de Saint Sulpice, construïda en estil clàssic pel florentí Giovanni Niccolò Servandoni i després alterada repetidament en el curs del temps.

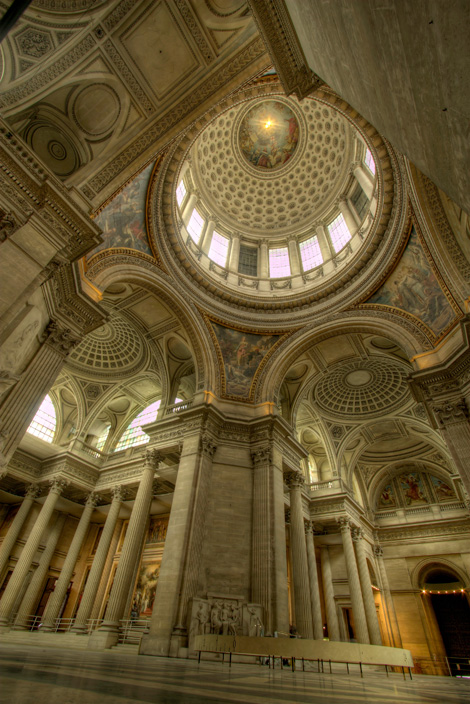
Jacques-Germain Soufflot, interior del Panteó de París.

El exemple emblemàtic en el camp de l'arquitectura sagrada és el Panteó de París, construït originalment com a església de Santa Genoveva i més tard transformat en mausoleu de la Nació. De l'edifici, dissenyat per Jacques-Germain Soufflot i construït entre 1757 i 1791, destaca la cúpula inspirada en la de la catedral de Sant Pau de Londres i l'audaç estructura interna que recorda, per la seva lleugeresa, les antigues catedrals gòtiques. De fet, durant la construcció de Santa Genoveva, Soufflot i els seus col·laboradors van recórrer França a la recerca de les pedres més adequades i van preparar un laboratori a analitzar les característiques de resistència i elasticitat. L'objectiu era fer l'estructura més i més refinada i així reduir els elements portants. Prenien l'exemple de les esglésies medievals francesos, i també la capella del Sant Sudari de Torí, i de la basílica de Santa Maria della Salute de Venècia.
Una altra església parisenca, l'església de Sant-Philippe-du-Roule (1772 - 1784), és notòria per la nau coberta per una volta de canó decorada amb enteixinat i disposada sobre un entaulament recolzat sobre una columnata jònica. El disseny es deu a l'esmentat Jean Chalgrin (1739 - 1811), però l'edifici quedarà distorsionada cap a la meitat del següent segle amb l'obertura de finestres al llarg de la volta i la construcció de dues capelles. No obstant això, l'esquema de Sant-Philippe va exercir alguna influència en l'arquitectura de l'època.
 

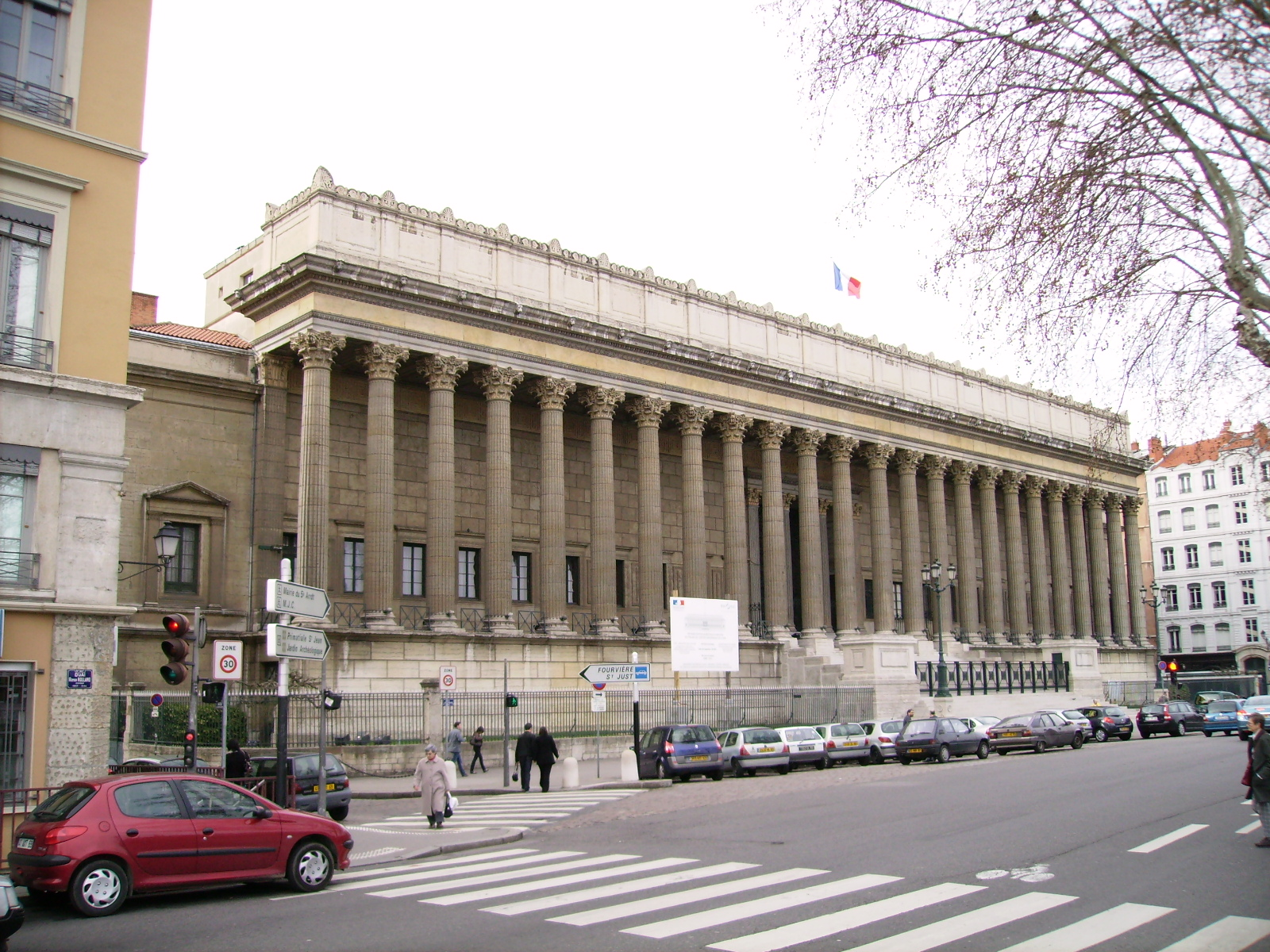
Louis-Pierre Baltard, palau de Justícia de Lió.

Entre l'arquitectura neoclàssica del segle xix, ja en època napoleònica, un lloc prominent pertany a l'església de la Madeleine, construïda a principis del segle xix en un París fulcre del nou Imperi napoleònic (es parla d' estil Imperi). Inicialment dissenyada per ser una església de planta basilical, l'any 1806 Napoleó va voler fer un temple de la Glòria, canviant radicalment el projecte original i convertint-lo en alguna cosa similar a un colossal temple romà. Si a l'exterior aquesta relació és evident, a l'interior l'arquitecte es va limitar simplement a articular l'espai mitjançant una sèrie de voltes, inspirant vagament en la modularitat de la arquitectura termal romana.
El mateix ascens de Napoleó va coincidir amb la construcció d'altres imponents obres públiques destinades a canviar la cara de París. L'any 1806 es va començar el Arc de Triomf, dissenyat per Chalgrin; en els mateixos anys François-Joseph Bélanger va cobrir el pati de la Halle aux Bles amb una cúpula de ferro colat; Alexandre-Théodore Brongniart va dissenyar la seu de la Borsa de París i, entre 1806 i 1810, es va erigir la columna Vendôme.
A més, cal destacar les principals obres urbanístiques de matriu neoclàssica al París de principis del segle xix. Es tracta de la sistematització de la rue de Rivoli, iniciada el 1801 de la mà de Charles Percier i Pierre-François-Léonard Fontaine. Els dos projectistes van construir una llarguíssima avinguda recta uniformitzada per les perspectives contínues dels edificis porticats; el treball s'acabarà sota el domini de Napoleó III i el Segon Imperi francès, modificant però, el disseny original amb l'addició de grans cobertes amansardades.

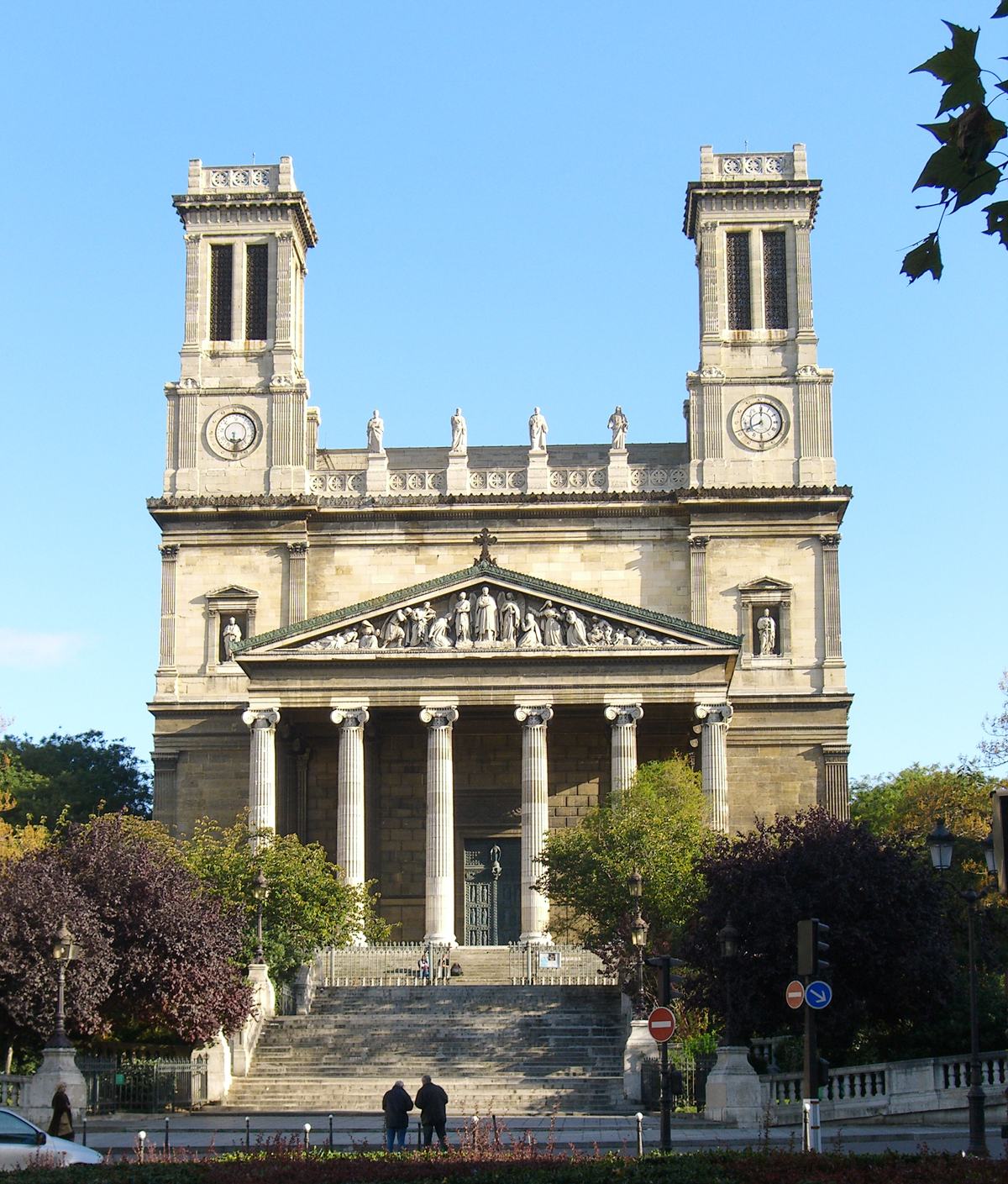
Jakob Ignaz Hittorff, Església de Sant Vicenç de Paül, París.

Per tal de l'imperi napoleònic i la restauració borbònica, els arquitectes francesos es van trobar sense una guia fiable. Les noves tendències van sorgir de la Académie des beaux-arts i del Consell General dels Bâtiments Civils [Consell General dels Edificis Civils]. Figura dominant d'aquesta fase va ser Antoine Chrysostome Quatremère de Quincy (1755-1849), secretari de l'Acadèmia durant més de vint anys i partidari convençut de l'art clàssic. Des d'aquest lloc, els límits del seu gust, a causa de l'excessiva rigidesa dels seus ideals doctrinaris, van emergir en molts edificis construïts a França en el moment, com en el Palau de Justícia de Lió, iniciat el 1835 per Louis-Pierre Baltard i caracteritzat per una severa façana amb quatre columnes corínties.
Algunes innovacions es van deure a Jakob Ignaz Hittorff, sustentador de la teoria segons la qual l'arquitectura grega va haver d'haver estat rica en color. Les seves obres principals, totes a París, són l'església de Sant Vicenç de Paül, l'ordenació de la plaça de la Concòrdia i la Gare de Paris Nord (Estació de París Nord, 1859). A l'església de Sant Vicenç, de la construcció es va fer càrrec el 1830, va demostrar com l'arquitectura clàssica es podria variar sense desviar-se dels models antics: a l'exterior, un pòrtic jònic i un frontó queden flanquejats per dues torres quadrades; mentre que l'interior, dividit en naus de dos ordres de columnes, està policromat i ricament decorat, d'una forma més afí a la arquitectura paleocristiana que a la clàssica: les columnes són de color albercoc, el registre superior està decorat amb frescos i les armadures de coberta són de color vermell i blau i daurats, a imitació de les presents a la siciliana catedral de Monreale. Uns anys més tard es va fer càrrec de la reorganització de la plaça de la Concòrdia, on va afegir estàtues, va erigir l'obelisc i va disposar la font de ferro colat. El 1859 va dissenyar l'estació del Nord, el seu major assoliment, la façana presenta tanmateix una barreja de motius clàssics en una escala desproporcionada.

Algunes obres parisenques
Jean Chalgrin, Arc de Triomf
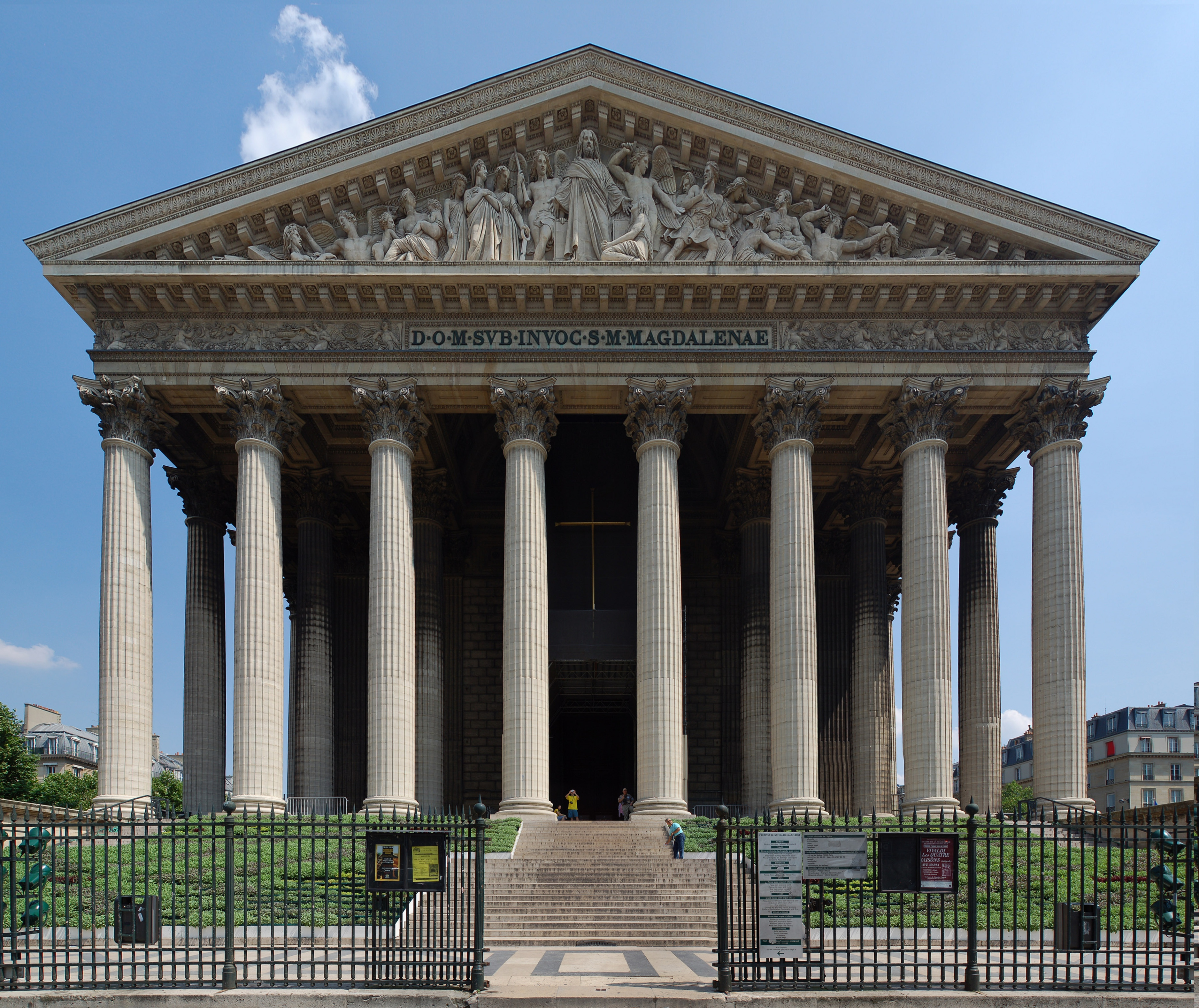
església de la Madeleine
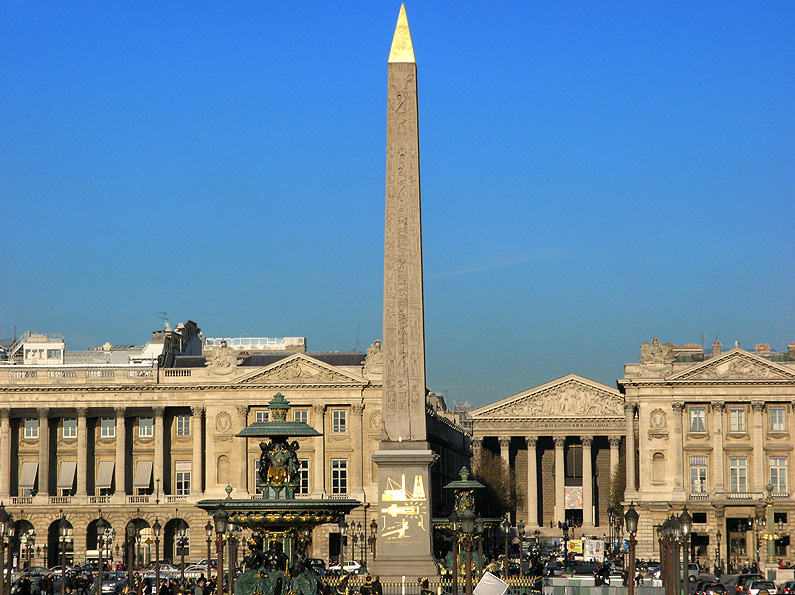
Plaça de la Concòrdia, al fons, la Madeleine

### Alemanya

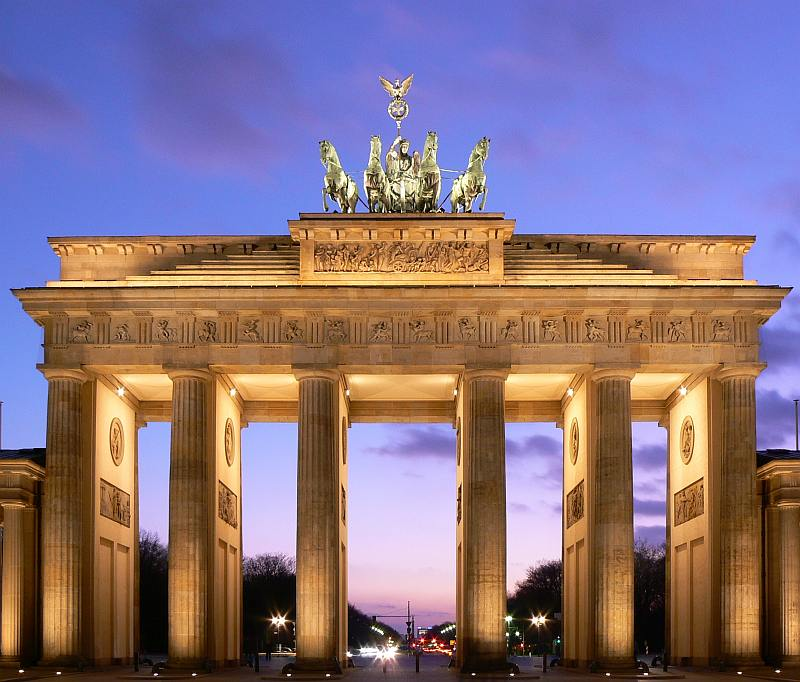
Carl Gotthard Langhans, Porta de Brandenburg, Berlín

L'obra que va introduir amb força el Neoclassicisme a Alemanya va ser la porta de Brandenburg (1789-1793), erigida a Berlín per Carl Gotthard Langhans: és un sever monument dòric, el primer del seu gènere basat en les reconstruccions publicades a la segona meitat del segle xviii dels Propileus d'Atenes. en referir al model atenès, Langhans va prendre una versió del dòric romà simplificada: a diferència del dòric autèntic, les columnes presenten basaments i estan espaiades de manera desigual en els pavellons laterals, mentre que apareixen mitges mètopes al final del fris (els grecs, al seu lloc, acabaven el fris amb un Tríglif). la porta de Brandenburg va exercir una influència considerable en els seus contemporanis: per exemple, en el projecte per l'entrada al Downing College de Cambridge (1806), obra de l'anglès  William Wilkins, o al propileu del castell de Chester, de  Thomas Harrison, al Regne Unit o als Propyläen de la Königsplatz (que tanquen el conjunt de la plaça juntament amb la Gliptoteca de Múnic i el Staatliche Antikensammlungen) de Leo von Klenze.

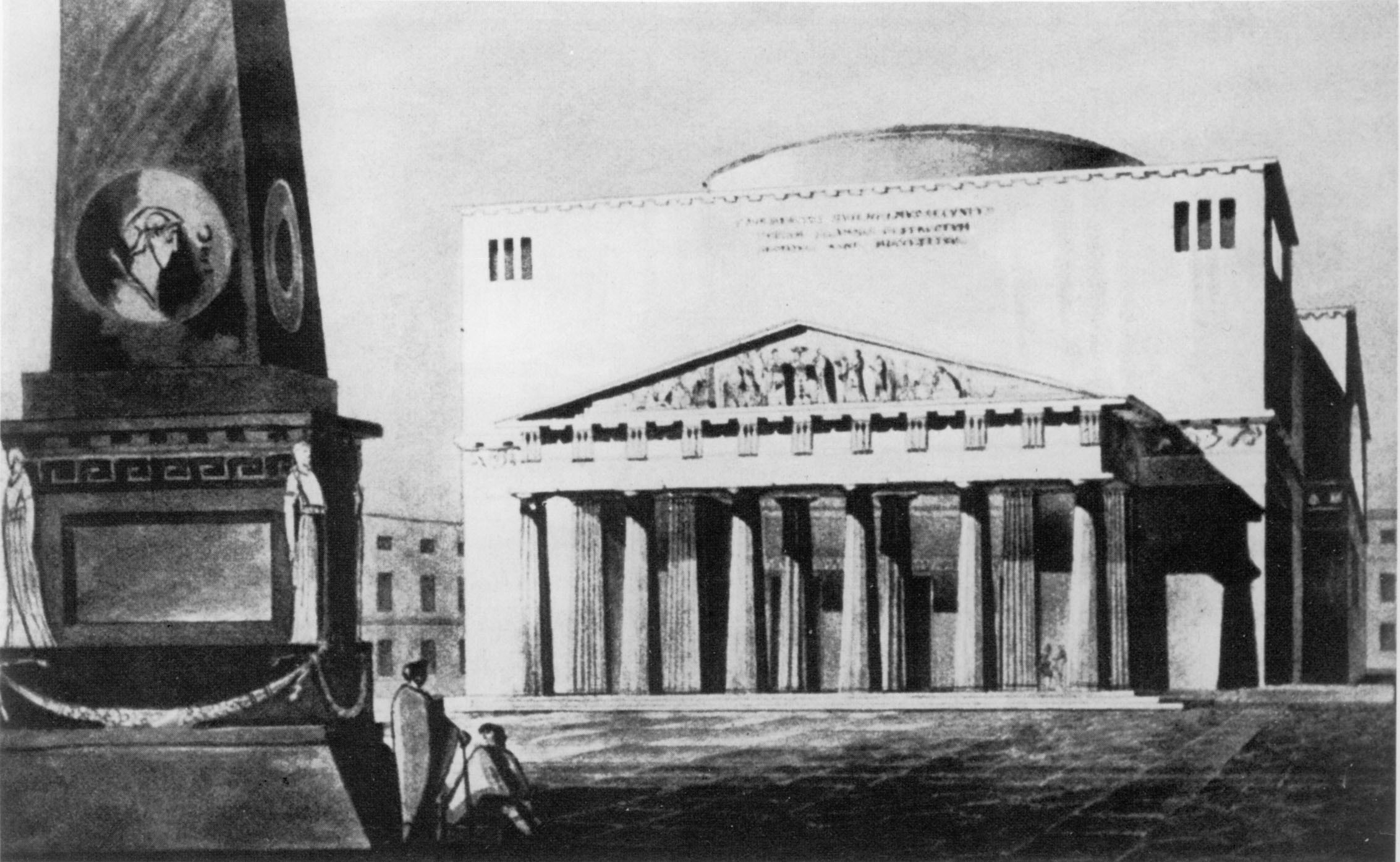
Disseny per a l'església de Sant Nicolásen Potsdam, de Friedrich Gilly (1797)

Altres treballs que s'han de considerar són els estudis de Friedrich Gilly. El jove arquitecte va construir poc en la seva curta vida i mai va visitar Itàlia, però després de 1790 va preparar alguns projectes importants: el disseny per al Teatre Nacional de Berlín i el monument a Frederic el Gran. En particular, al teatre s'adverteix l'estret vincle amb l'arquitectura francesa contemporània de Ledoux: Gilly va renunciar a gran part de les decoracions i va reforçar els volums, definits en la seva forma per la funció específica que haurien de complir. Igual que Ledoux a França i Soane a Anglaterra, Gilly semblava anunciar una arquitectura totalment nova, però no trobarà espai en la societat vuitcentista, dominada pels encàrrecs de propietaris d'indústries i de mines: homes de gran riquesa, però en general culturalment pobres.

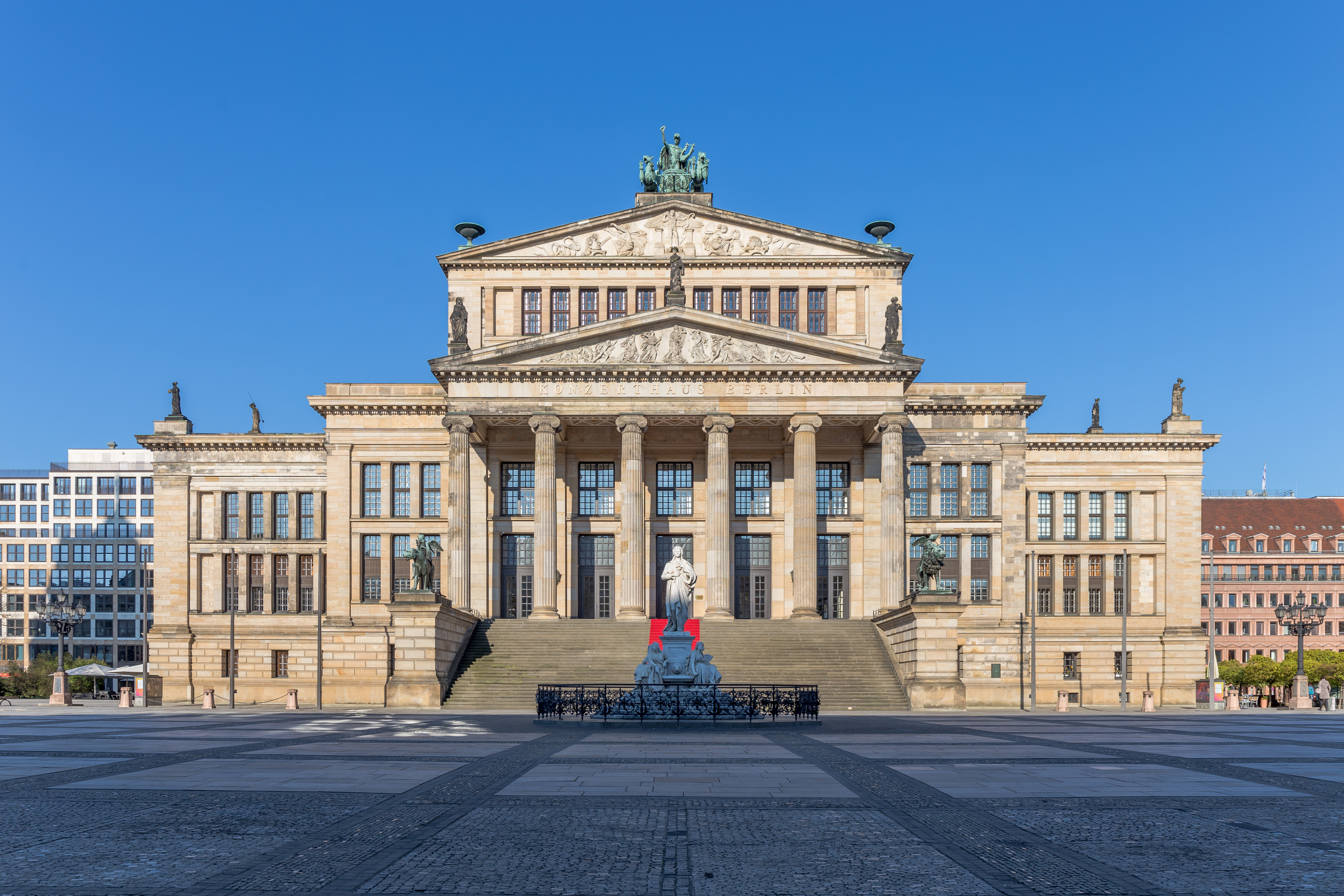
Karl Friedrich Schinkel, Schauspielhaus de Berlín

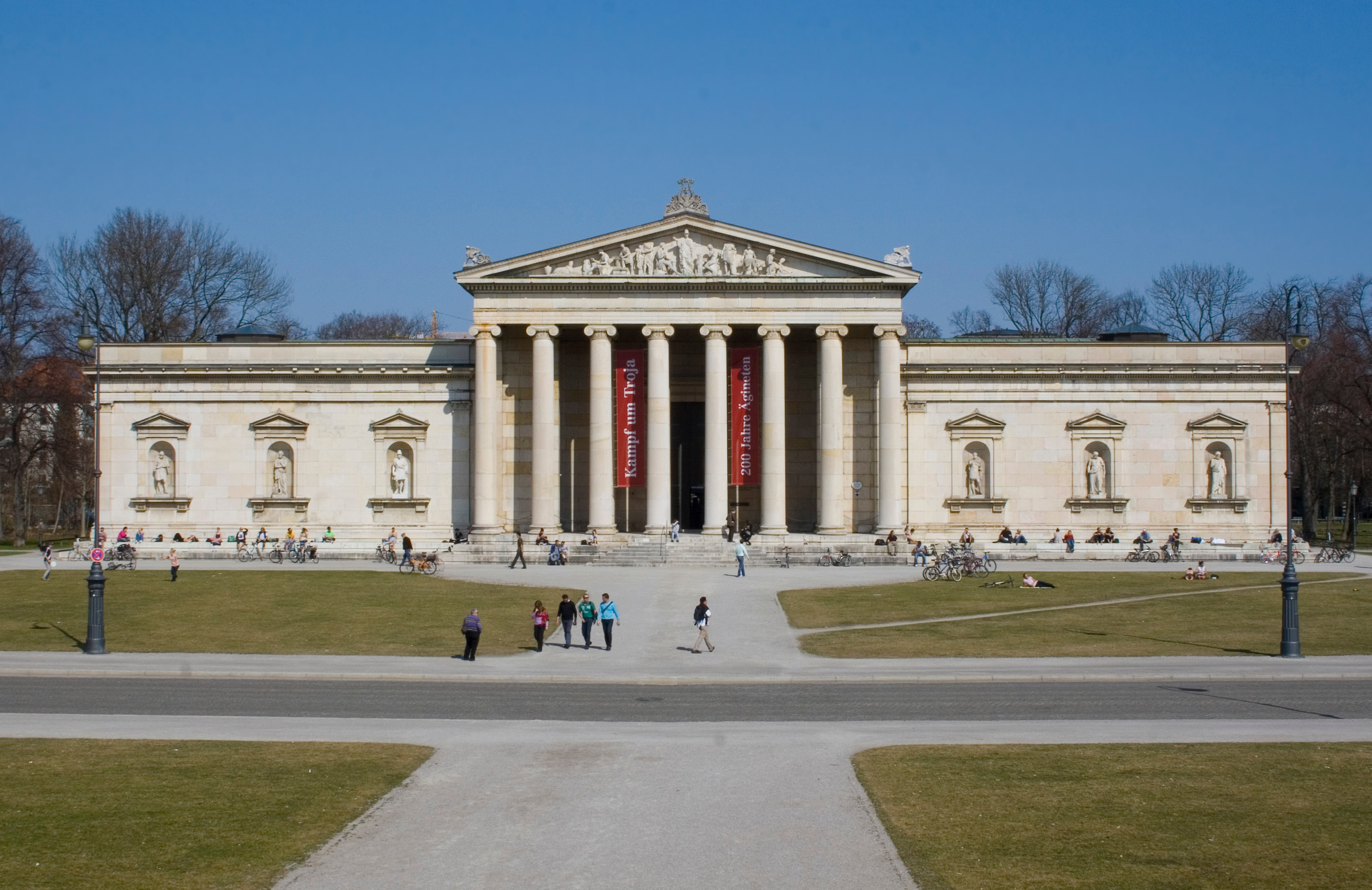
Leo von Klenze, Gliptoteca de Múnic

Alumne de Gilly va ser Karl Friedrich Schinkel, qui després d'un debut neogòtic, es va acostar al neoclassicisme d'origen neogrec, estil que va tenir molta fortuna a Alemanya. En general l'obra de Schinkel, amb els seus elements gòtics, clàssics i pintorescs, aquesta més a prop d'Anglaterra que de França o Itàlia, però la seva interpretació funcional del classicisme, que tornarà un cop més a estar en voga entre 1910 i 1940, va ser identificada com un estil profundament nacional. A principis del segle xix va realitzar la Neue Wache i altres edificis a Berlín, de formes clares i elegants que fins i tot van influir en l'arquitectura de països llunyans, com Finlàndia. Altres obres destacades de Schinkel són el Berliner Schauspielhaus i el Altes Museum de Berlín. En el teatre berlinès, l'arquitecte va exaltar la funcionalitat de les diferents parts, conferint a l'edifici i als seus marcats volums, una extraordinària tridimensionalitat: l'element més proper a la tradició és la columnata hexàstila coronada per un frontó ricament decorat.
Al funcionalisme de la Berliner Schauspielhaus es contraposa el més clàssic Musew Altes que combina el tema del llarg pòrtic de la estoa de l'antiga Grècia, amb la rotonda del Panteó disposada a l'interior: el resultat és una perspectiva molt dilatada, que confia la pròpia capacitat comunicativa a una columnata de divuit columnes jòniques.
Rival de Schinkel va ser Leo von Klenze (1784-1864), la fama està lligada principalment al projecte del  Walhalla (1830-1842), un monument a la vora del Danubi prop de Regensburg, i de la Gliptoteca de Múnic (1816-1834). Es tracta de dos complexos neogrecs erigits en les primeres dècades del segle xix. Entre els dos, sorprenent per la grandesa, apareix sense dubte el Walhalla, el lloc en què, segons la mitologia, es reunien les ànimes dels herois caiguts en la batalla: es tracta d'un temple perípter en estil dòric, disposat sobre un potent basament al qual s'accedeix mitjançant àmplies escalinates. La construcció recorda d'una manera extraordinària a l'esmentat monument dissenyat per Gilly per Frederic el Gran, però von Klenze confereix a l'obra una impressió més romàntica: el Walhalla reproposa en el seu interior els busts de les personalitats més importants d'Alemanya, amb un baix relleu que il·lustra la història d'Alemanya.

Algunes obres a Alemanya
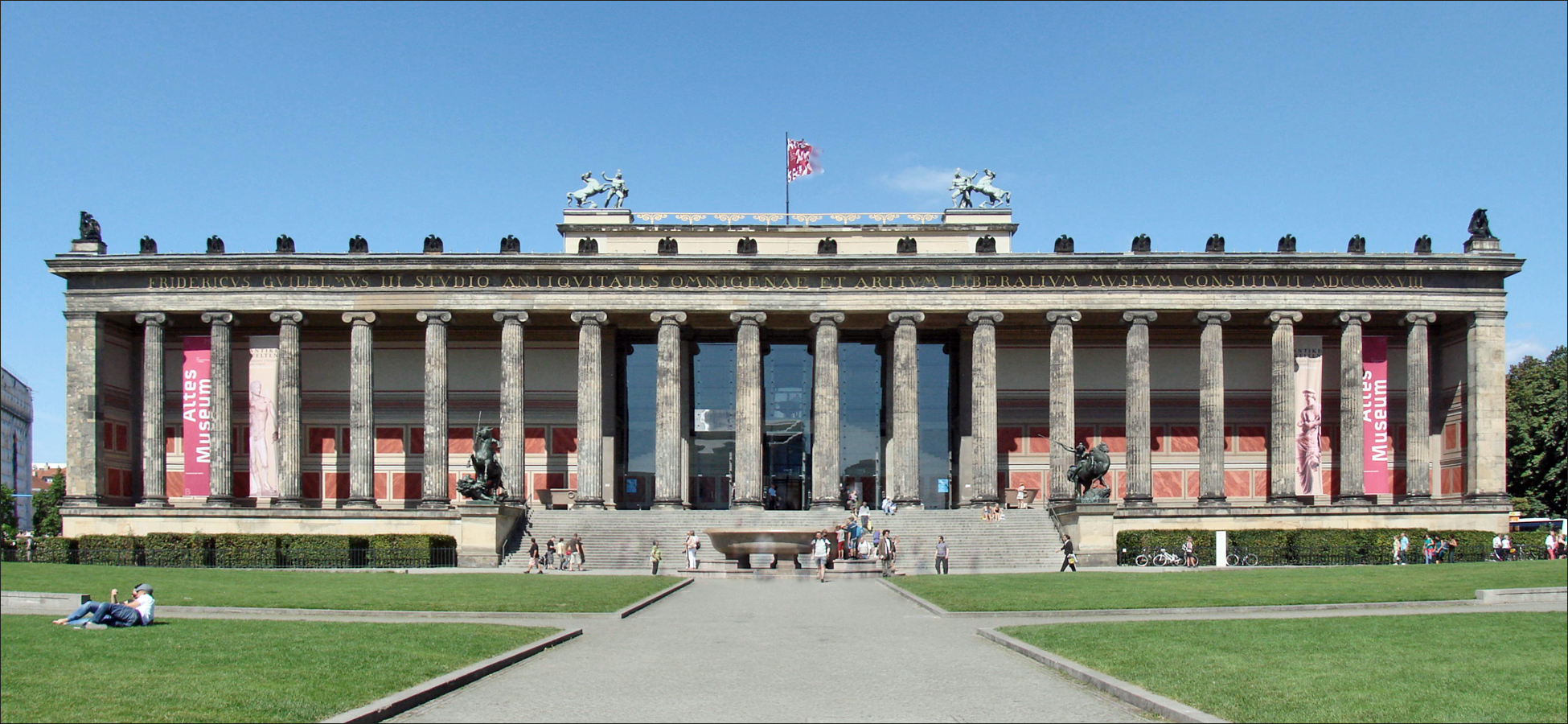
Karl Friedrich Schinkel, Altes Museum a Berlín
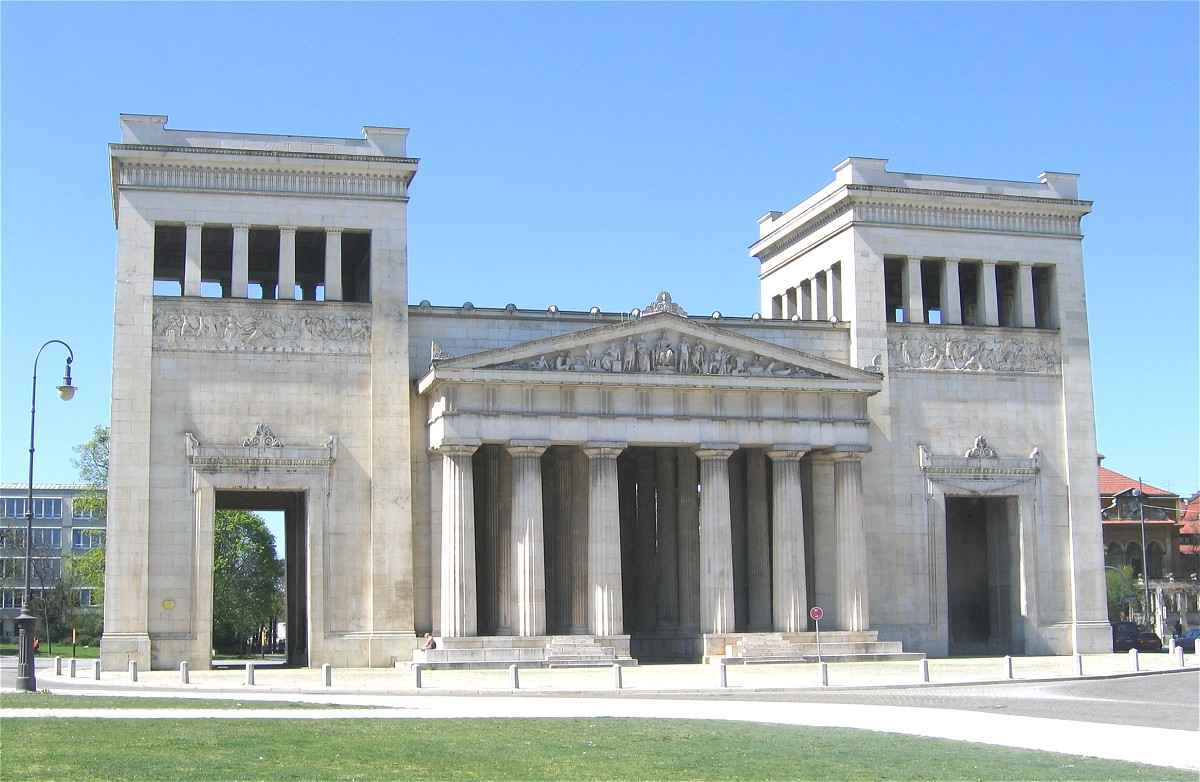
Leo von Klenze, Propilei de Múnic (1854-1862)
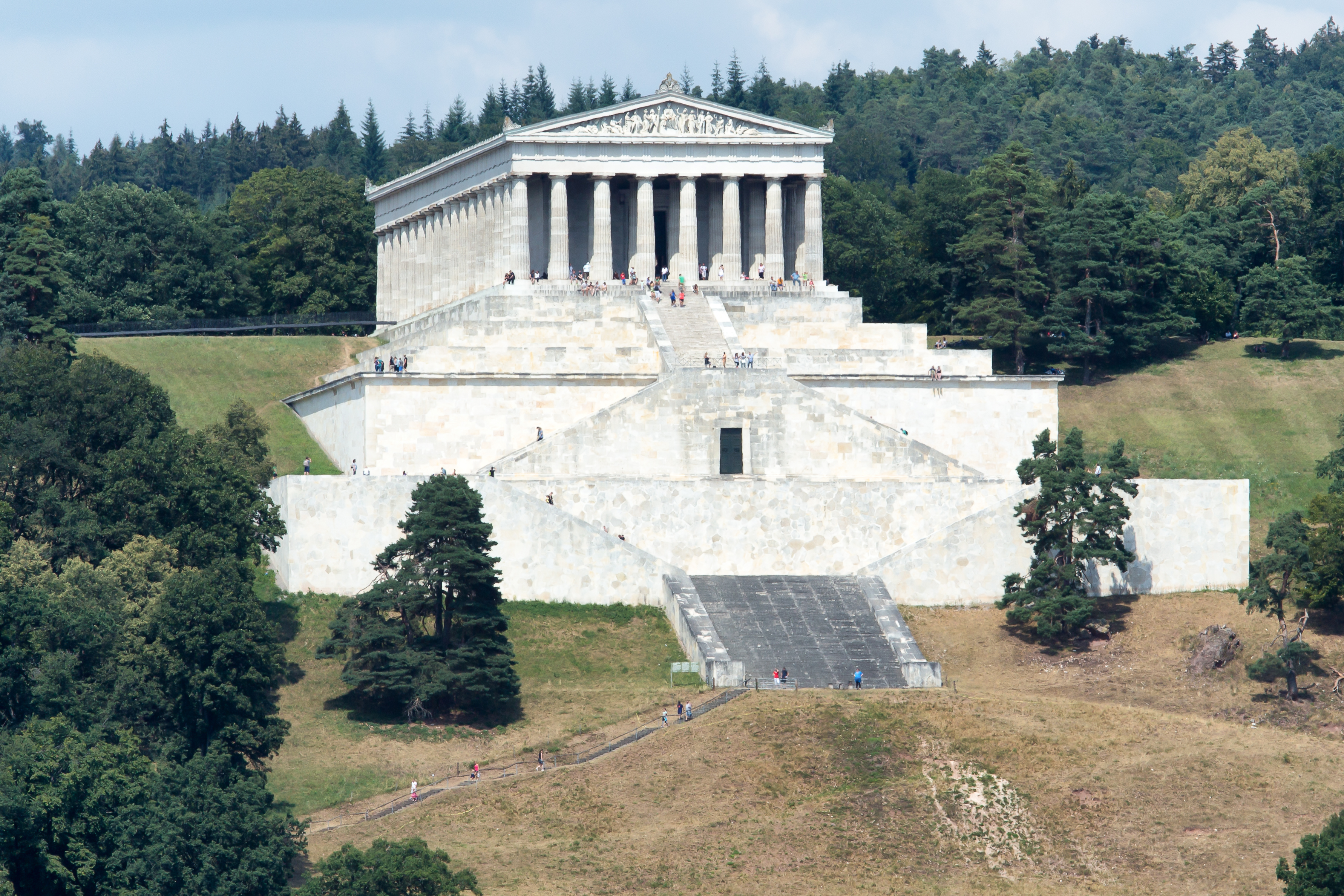
Leo von Klenze, Walhalla (1830-1842)

### Gran Bretanya

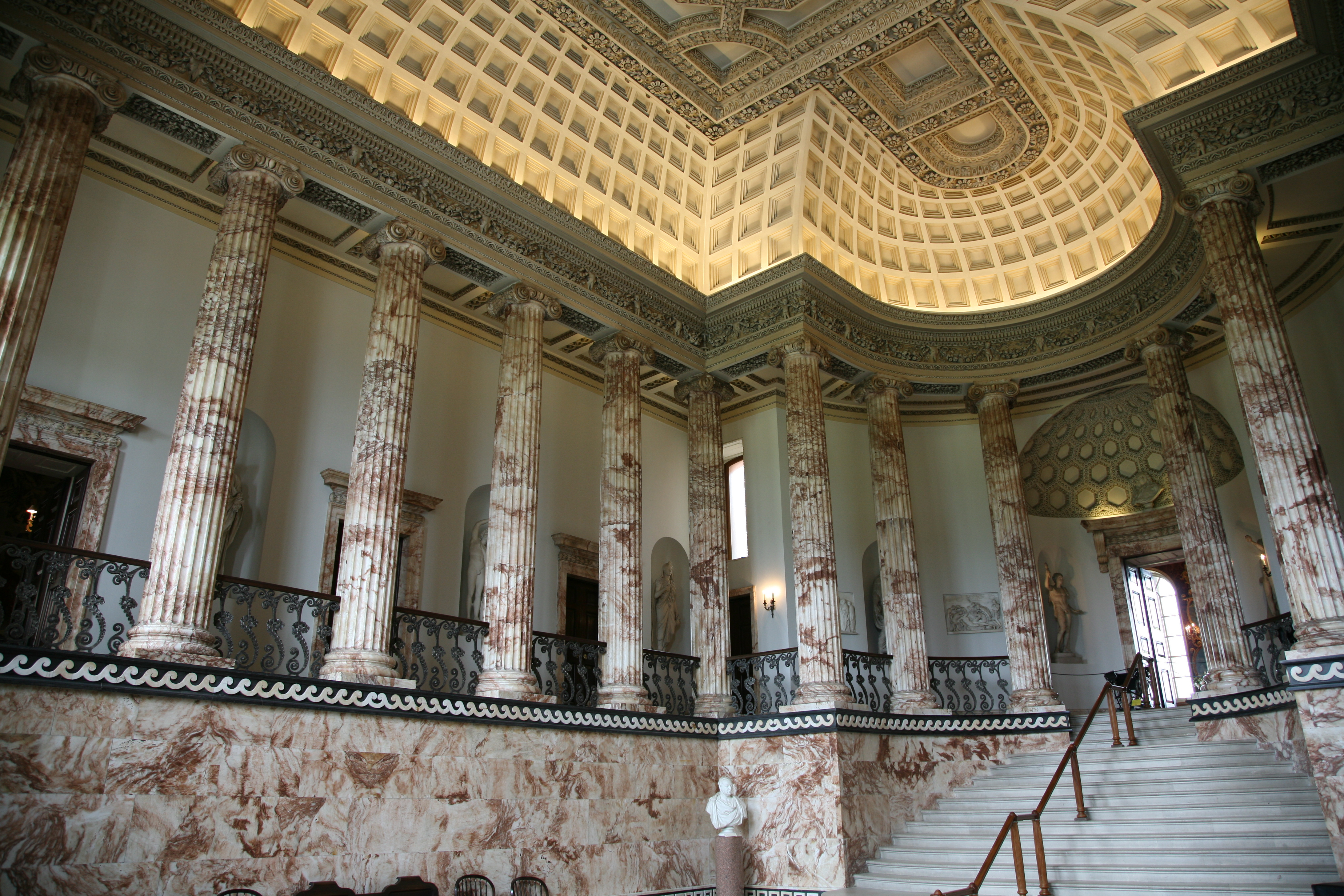
Holkham Hall, Norfolk

Anglaterra va conèixer l'arquitectura d'Andrea Palladio a principis de segle xvii, gràcies a la tasca de difusió de Inigo Jones. Des llavors, la fortuna de la arquitectura pal·ladiana va ser tan gran que va dominar l'arquitectura anglesa fins que no va ser modificada d'una manera més elegant per Robert Adam (1728-1792), els treballs varien entre el Neoclassicisme pintoresc i un neogòtic i en versió classista.
Al llarg del segle xviii es va veure la construcció de nombroses residències marcades únicament pel "estil italià", com la Holkham Hall i la Chiswick House, dissenyada per William Kent i Lord Burlington. De la col·laboració entre els dos va sorgir la sala d'entrada d'Holkham Hall (ca. 1734), definida com «un dels més espectaculars interiors del segle XVIII». Al model de base, derivat d'un projecte no realitzat de Palladio, es va afegir un absis un cop més inspirat en les esglésies venecianes del mateix arquitecte italià; diversos detalls, com la volta de cassetons, s'inspiren en les reconstruccions arqueològiques publicades al volum  Edifices antiques de Rome  del 1682. L'efecte final és decididament clàssic, per a una sala que revela una concepció dramàtica d'inspiració barroca.
El primer espai interior neoclàssic anglès és comú situar-lo en la sala que James Stuart (1713-1788), un arquitecte arqueòleg al que s'ha anomenat l'atenès, va realitzar a la Spencer House a Londres el 1758. Stuart va construir molt poc durant la seva carrera, però és més conegut per haver tornat a descobrir el gust grec: el seu temple al parc de Hagley Hall és el primer exemple d'neogrec dòric a tot Europa en què va reproduir el monument coràgic de Lisícrates d'Atenes en el seu monument a Lisícrates a Staffordshire.

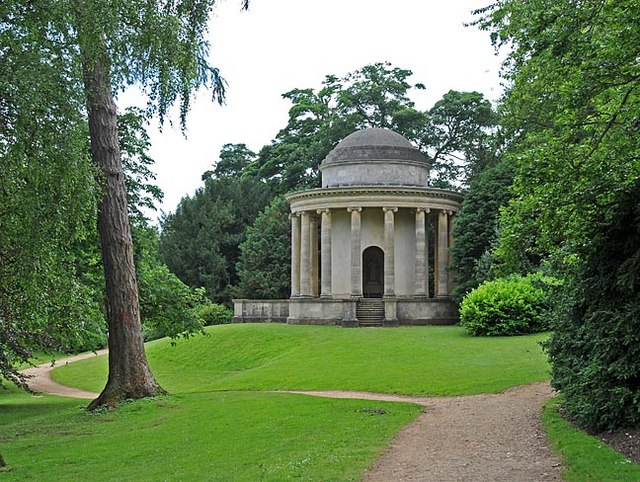
William Kent, Temple de la Virtut Antiga, Buckinghamshire

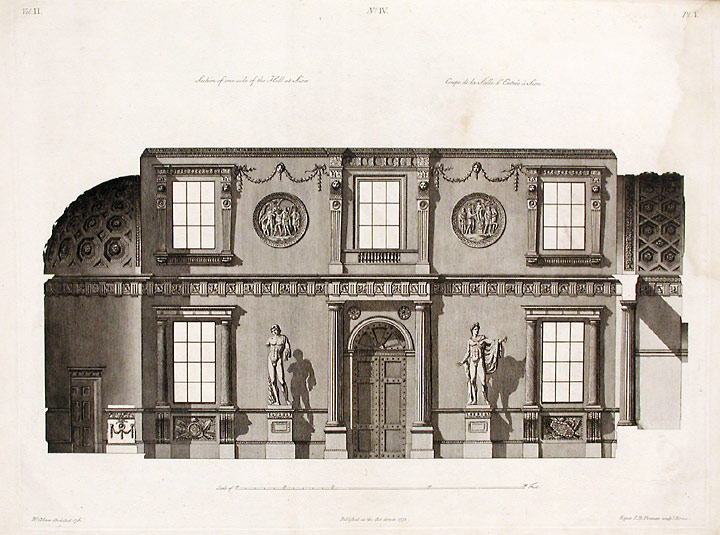
Robert Adam, secció de l'avantcambra de Syon House

En canvi, en la planificació urbanística són significatives les transformacions de tendència classicista promogudes a la ciutat balneari de Bath, on, a partir de la primera meitat del segle xviii, John Wood va fer una sèrie de intervencions inspirades en models del passat (com el Fòrum Romà); el treball va ser completat pel seu fill John Wood el Jove amb l'addició del Crescent, un grup d'edificis que es caracteritzen per un línia corba contínua i definida per un ordre gegant de columnes. Les transformacions de Bath, influiran, com es vora més endavant, en molts projectes urbans a Anglaterra i els Estats Units.
Paral·lelament, a partir de 1740, amb l'afirmació del pittoresco, en arquitectura es difon la passió per les ruïnes, tant és així que molts arquitectes van començar a idear els seus edificis en decadència, reduïts a la ruïna per l'acció del temps. En aquest corrent s'insereix el primer projecte anglès que entra plenament en el neoclassicisme, el mausoleu del Príncep de Gal·les (1751), de l'escocès William Chambers; però, el caràcter neoclàssic d'aquest projecte es dissol en la concepció romàntica del mausoleu, que va ser presentat en la forma que tindria quan quedés en ruïnes.

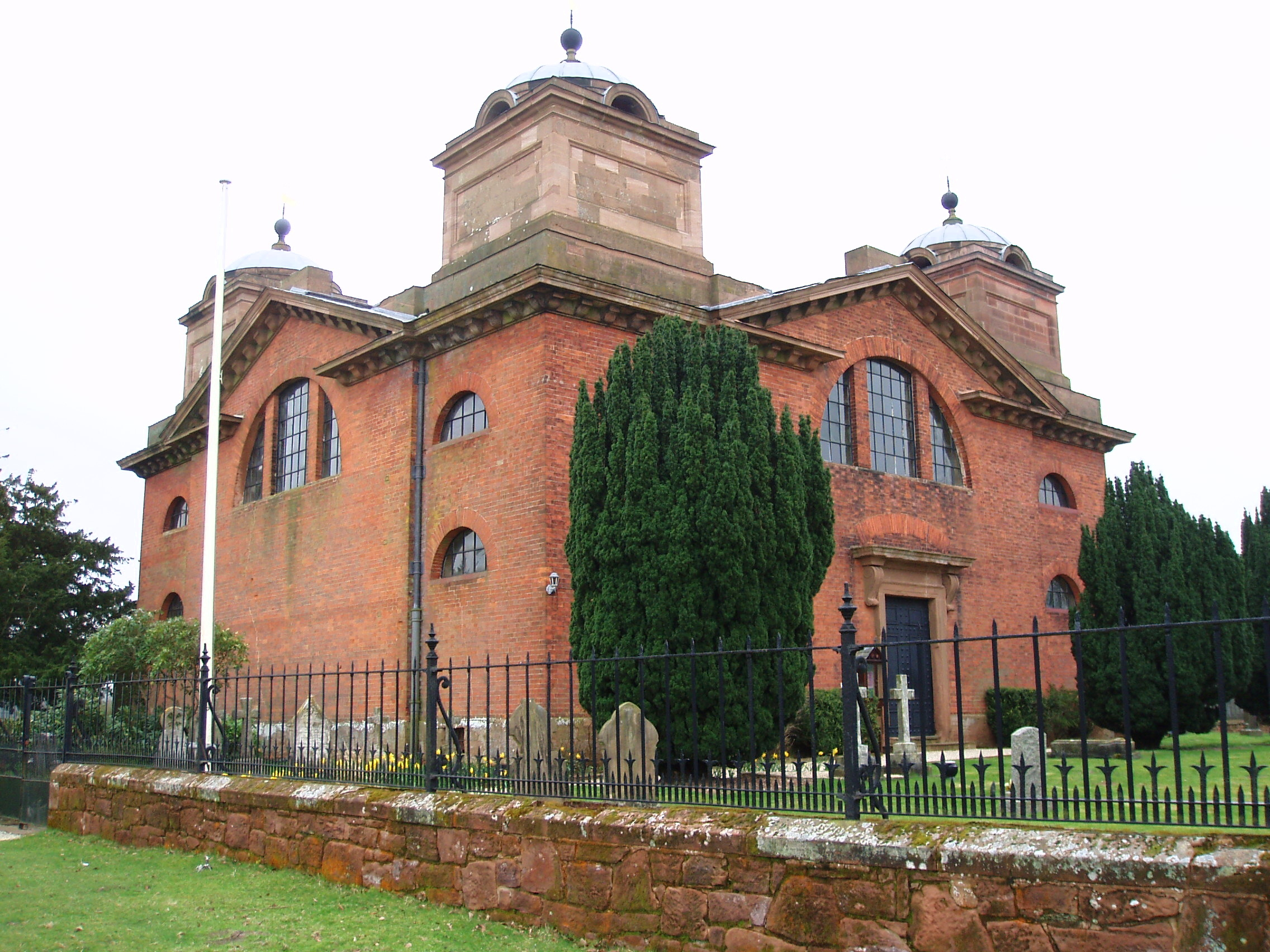
Joseph Bonomi el Vell, església al parc de Packington

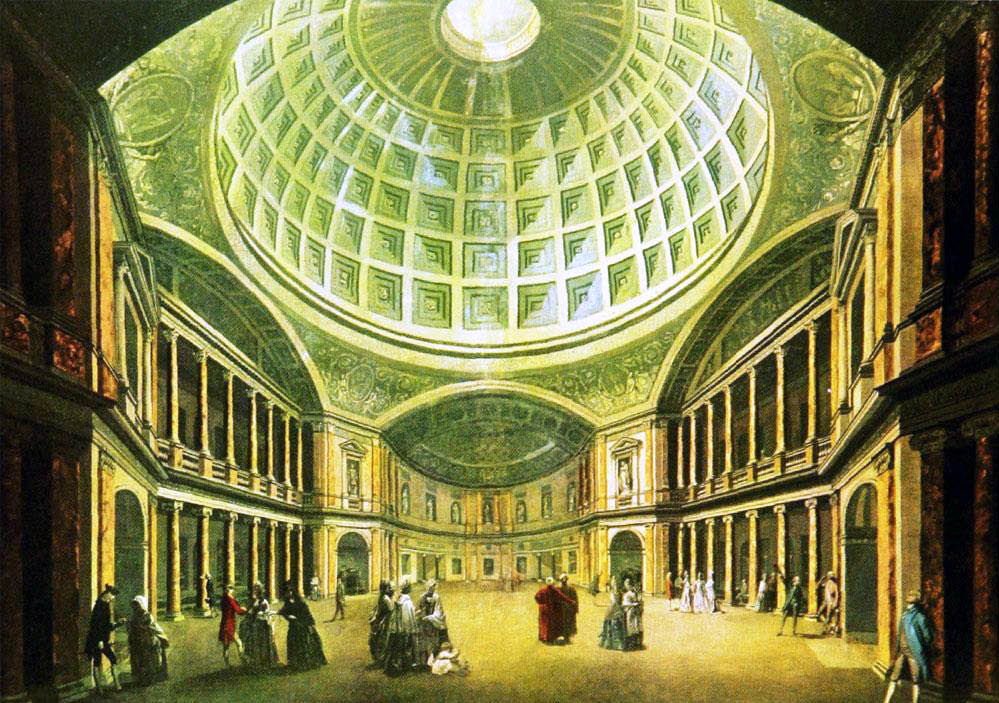
James Wyatt, Panteó a Oxford Street, Londres (destruït)

El 'pintoresc' es va originar en l'art dels jardins més que en l'arquitectura; el parc anglès derivava al seu torn dels jardins renaixentistes italians, lloats per Alexander Pope i el citat William Kent. El primer jardí a l'anglesa digne de menció era just el que Alexander Pope volia aconseguir a Twickenham, començat en 1719 i que comptava amb una zona selvàtica, una gruta i un petit temple amb una semicúpula en forma de closca. Posteriorment, en l'anomenat Elysian Field [camp Elisi] (Buckinghamshire), William Kent va dissenyar el temple de planta circular de la Virtut Antiga (1734), inspirat en l'esquema de Palladio per al Temple de Vesta a Tívoli. El mateix Kent va dissenyar el jardí de Rousham, a Oxfordshire, anàleg a l'anterior, però al mateix temps més variat i unitari. Entre totes dues, l'obra de Kent que és el terme de comparació del jardí fet entre 1740 i 1760 en Stourhead, a Wiltshire. El parc, que neix de la fusió d'arquitectura, arqueologia, poesia, jardineria, topografia i esoterisme, es va aixecar a prop de Salisbury i Glastonbury, en una vall lacustre, d'exuberant vegetació; Aquí es van establir nombrosos santuaris d'imitació clàssica, com el Panteó de Claudi i Virgili, acabat l'any 1754 i adornat a l'interior amb estàtues d'Hèrcules, Flora i Livia Augusta sota l'aparença de Ceres, aquest última procedent de les pròpies excavacions arqueològiques de Herculà.
A Robert Adam se li atribueix haver fet una síntesi entre la tradició anglesa i els gustos europeus. Nascut a Escòcia l'any 1728, va visitar França i Itàlia, on es va convertir en un amic de personalitats com Piranesi. I propi de Piranesi és l'estil retòric en què reprodueix els seus edificis públics en el llibre  The Works in Architecture of Robert and James Adam  [Les obres d'arquitectura de Robert i James Adam]. El seu estil és una combinació que part de l'art clàssic fins a arribar al pal·ladianisme i el pintoresc. En els seus interiors es troben moltes referències a les termes romanes, i també elements de compromís entre l'arquitectura grega i romana, com l'avantcambra de la Syon House, on Adam va prendre les decoracions de la entablatura extretes del Erecteion, columnes procedents directament de Roma i un sostre de motlle pal·ladià: en retrospectiva, Adam va crear una síntesi no tant d'origen intel·lectual, sinó escenogràfica i pintoresca. Una altra obra representativa dels germans Adam és Osterley Park, amb una notable estada etrusca i un clàssic hall d'entrada (1775-1780).
A la fi del segle xviii també es registra l'activitat de Joseph Bonomi el Vell, James Wyatt i Henry Holland. El primer, nascut a Itàlia, es va traslladar a Anglaterra el 1767. Entre les seves obres, en les quals conflueixen precises reminiscències arqueològiques, es recorda l'església de Packington Park, al comtat de Warwickshire, que mostra afinitat amb l'arquitectura contemporània revolucionària de Ledoux a França i de Gilly a Alemanya, i és única en l'escena anglesa. De formes austeres, l'exterior està fet d'argila pura i s'alleugereix per grans finestres amb un bisell derivació tèrmica semicircular; l'interior sembla inspirat en el temple de Neptú a Paestum amb columnes dòriques que sostenen la volta de cobertura. Probablement aquesta disposició interna va influir en molts arquitectes, entre ells James Wyatt.
Wyatt era rival d'Adam i es va fer famós amb el Panteó d'Oxford Street, a Londres (1770, ja destruït), un edifici destinat a l'entreteniment que era una versió neoclàssica de l'església de Santa Sofia d'Istanbul. Va construir molt, encara que se li recorda per les seves contribucions en el camp neogòtic i per la restauració de catedrals angleses. Va dissenyar diverses cases de camp en estil neoclàssic, com la de Dodington, a Gloucestershire, en la qual hi ha detalls dels mons grec i romà.

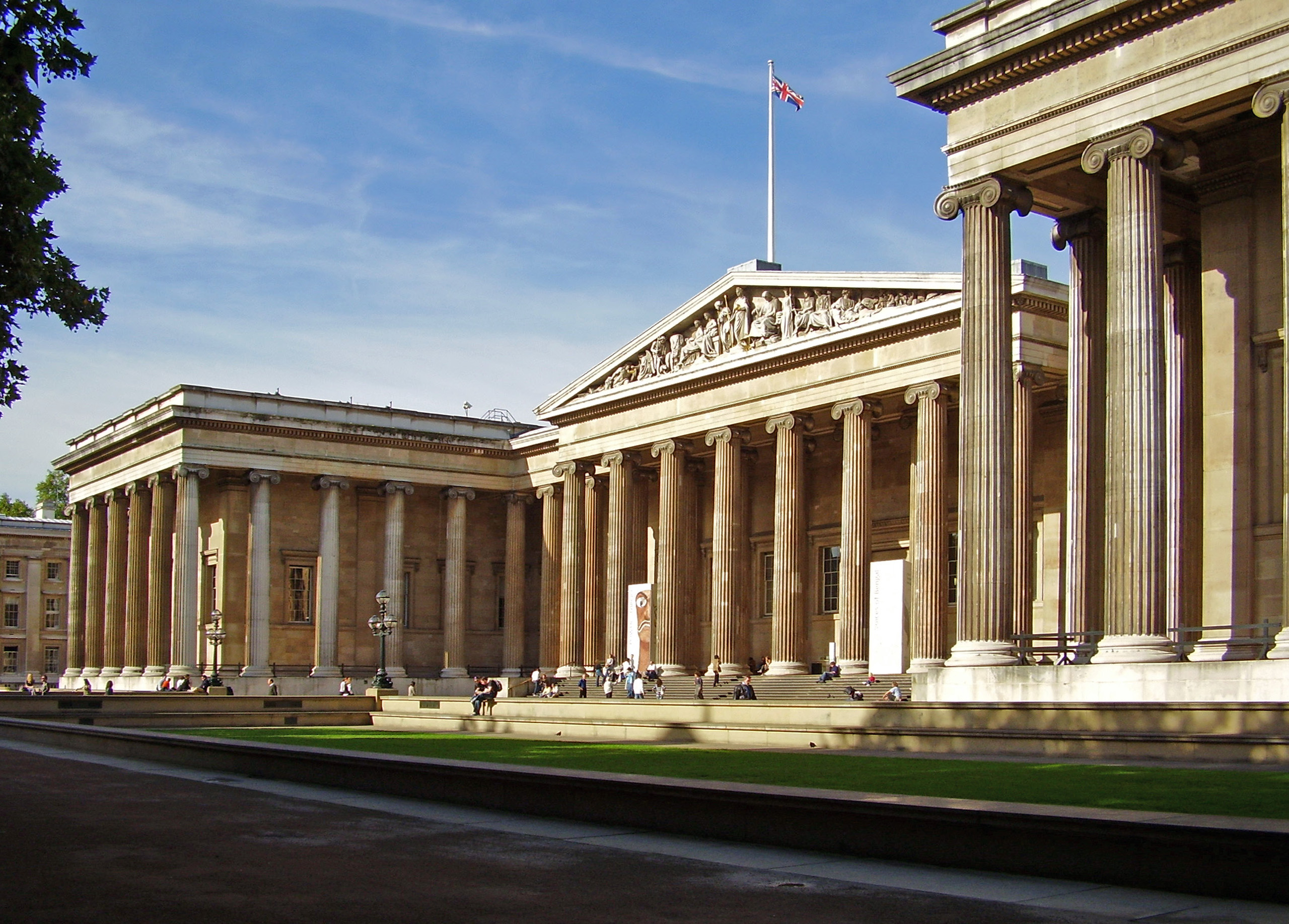
Museu Britànic a Londres

En estreta relació amb el llenguatge de Wyatt i d'Adam hi ha Henry Holland, que en el seu primer encàrrec important, el Brooks's Club a Londres (1776), dissenyà, darrere d'una façana pal·ladiana, ambients amb sòbries i mesures decoracions. Dos anys més tard va començar a treballar en una mansió al comtat de Herefordshire, que va ser seguida per les àmplies transformacions de Carlton House, on es poden veure influències franceses, ja que francesos van ser els artesans que es van ocupar de la decoració i del disseny de mobles.
Fins al segle xix es van construir edificis notables: exemples importants són el Museu Britànic de Londres, el Saint George's Hall a Liverpool i obres de John Soane (1753-1837). El Museu Britànic és un edifici monumental construït des dels anys 1820 i protegit per una elegant columnata jònica: l'articulat complex reprèn el tema dels temples clàssics i es concentra en el seu interior en una gran cúpula de ferro colat per sobre de la sala de lectura.
Una mica més tardana és el Saint George's Hall de Liverpool, severa construcció que alberga sales de concertino i corts de justícia. Aquesta mena de basílica civil, no és més que un conjunt de diferents volums adjacents entre si i units per un entaulament que s'executa en totes les façanes de l'edifici. El conjunt va ser dissenyat per Harvey Lonsdale Elmes i a la seva mort l'obra va ser continuada per Charles Robert Cockerell, que hi va afegir el volum de la sala de concerts, la rica decoració clàssica contrasta amb la sobrietat de l'exterior.

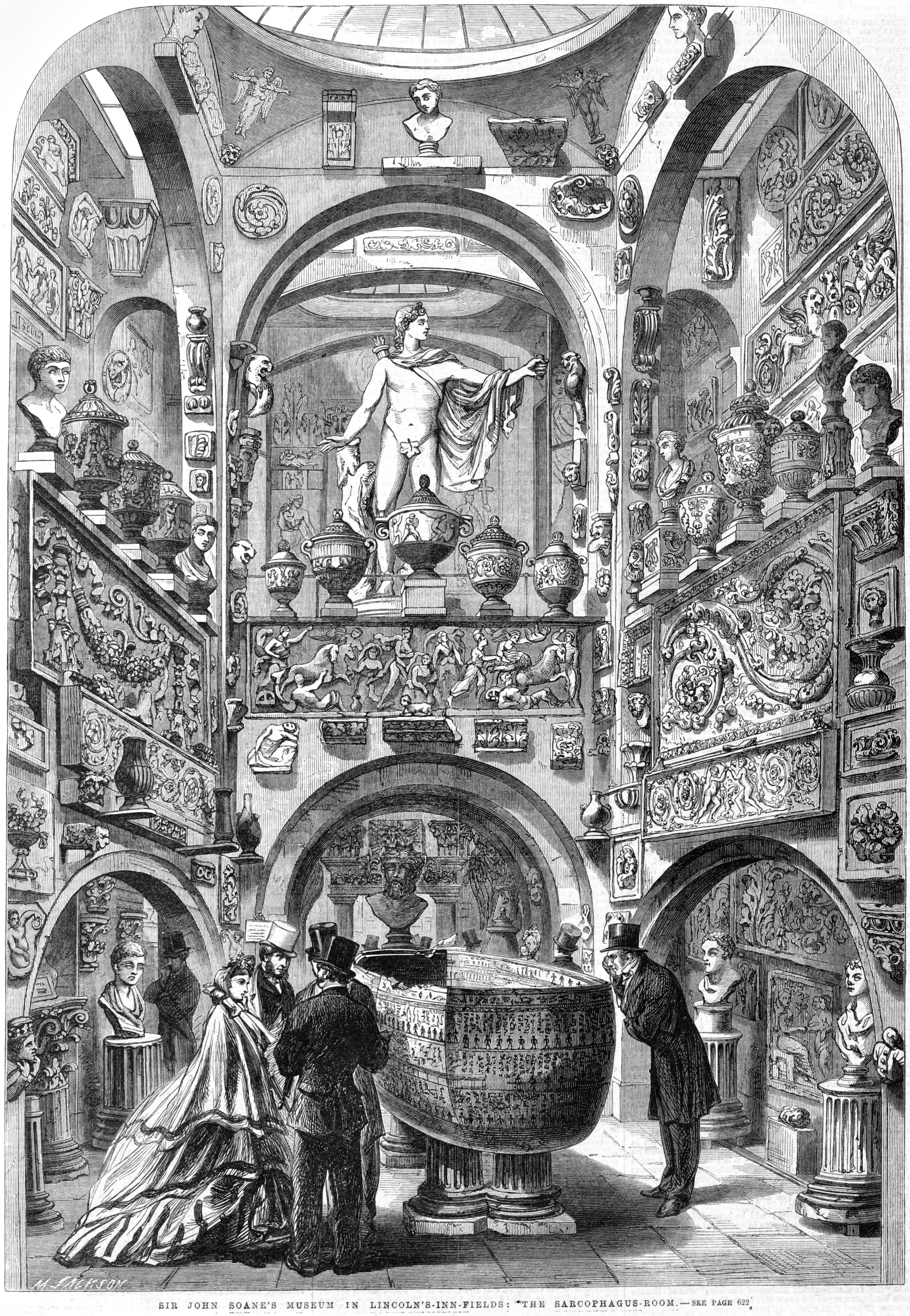
John Soane, Museu Soane a Londres

John Soane es considera gairebé el representant exclusiu del neoclassicisme revolucionari anglès. Influenciat per George Dance (1741-1825) i especialment per Ledoux, va saltar a la fama a final del segle xviii pel seu treball en la construcció del Banc d'Anglaterra, a Londres, un vast complex caracteritzat per les cúpules rebaixades i per una extrema senzillesa estructural. Entre les seves creacions cal destacar la casa que l'arquitecte va dissenyar per a si mateix a Londres (ara Museu Soane): el disseny original, que no es va executar completament, es va crear de la màxima simplicitat, amb grans arcs oberts a la façana i, per tant, molt a prop de la arquitectura revolucionària de Ledoux. En contrast, l'interior, molt congestionat, claustrofòbic, anul·la el classicisme de l'exterior. Revela un llenguatge molt personal, i més afí a la tradició pintoresca: nombrosos miralls (més de 90 en una de les estances més petites) simulen sales més àmplies, la il·luminació ve de dalt, mentre arcs goticitzants destaquen el plafó de les parets.
Entre la transformacions urbanístiques cal assenyalar Regent's Park i Regent Street a Londres, dissenyat per John Nash. L'arquitecte, influenciat per la sistematització realitzada a la ciutat de Bath va fer una sèrie d'unions en el teixit urbà de la ciutat, projectant habitacions amb columnes, llindes i frontons, d'acord amb els dictats del neoclassicisme; però, el sinuós recorregut abandona l'astaticitat vista en les transformacions de París i ofereix vistes en perspectiva sempre noves, combinant en si mateix també el gust romàntic pel descobriment continu i pel pintoresc.
En qualsevol cas, els millors projectistes anglesos de l'època van patir la fascinació del renaixement gòtic, sovint associat amb una tradició religiosa, arquitectònica i intel·lectual que va sorgir en el centre de Oxford, Cambridge i Londres. En canvi, des de mitjan segle xix, a Escòcia i el nord del país va florir una intensa temporada neoclàssica, per exemple a l'Ajuntament de Leeds (1853), a la Picton Reading Room de Liverpool (1875) o en les esglésies que Alexander Thomson va construir a Glasgow sota la influència de Schinkel i Cockerell.

Algunes obres a Gran Bretanya
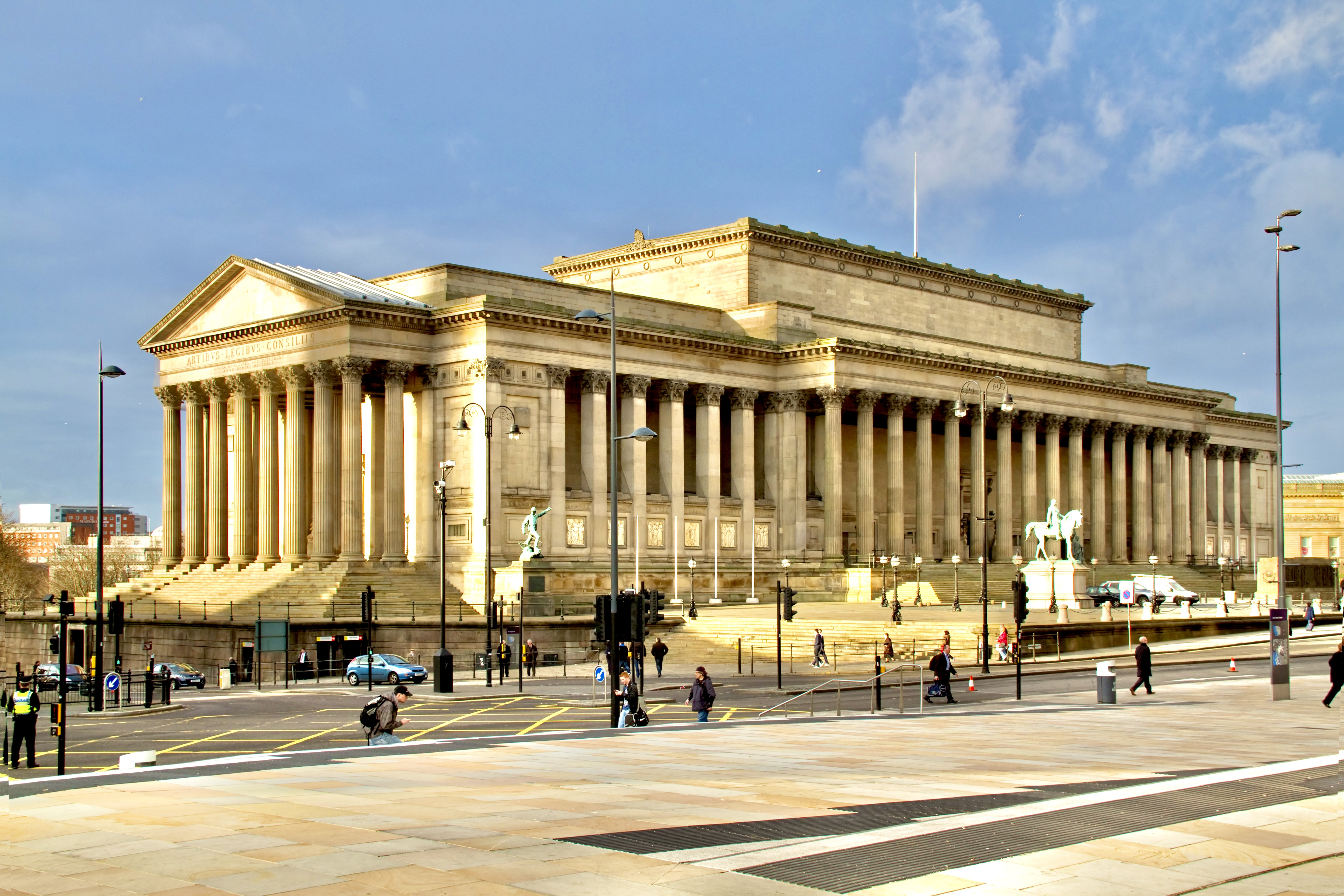
Harvey Lonsdale Elmes i Charles Robert Cockerell, St George's Hall, Liverpool
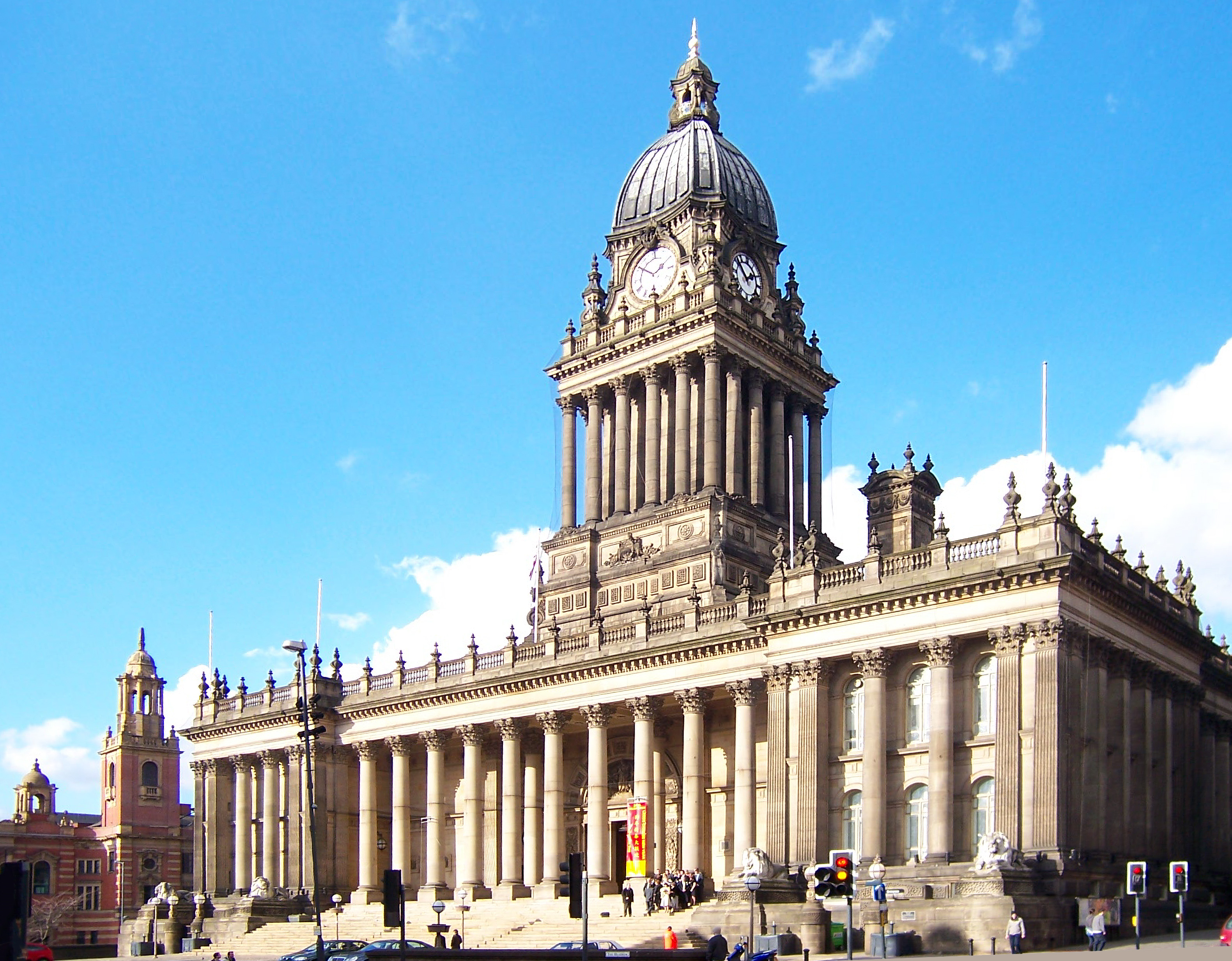
Ajuntament de Leeds
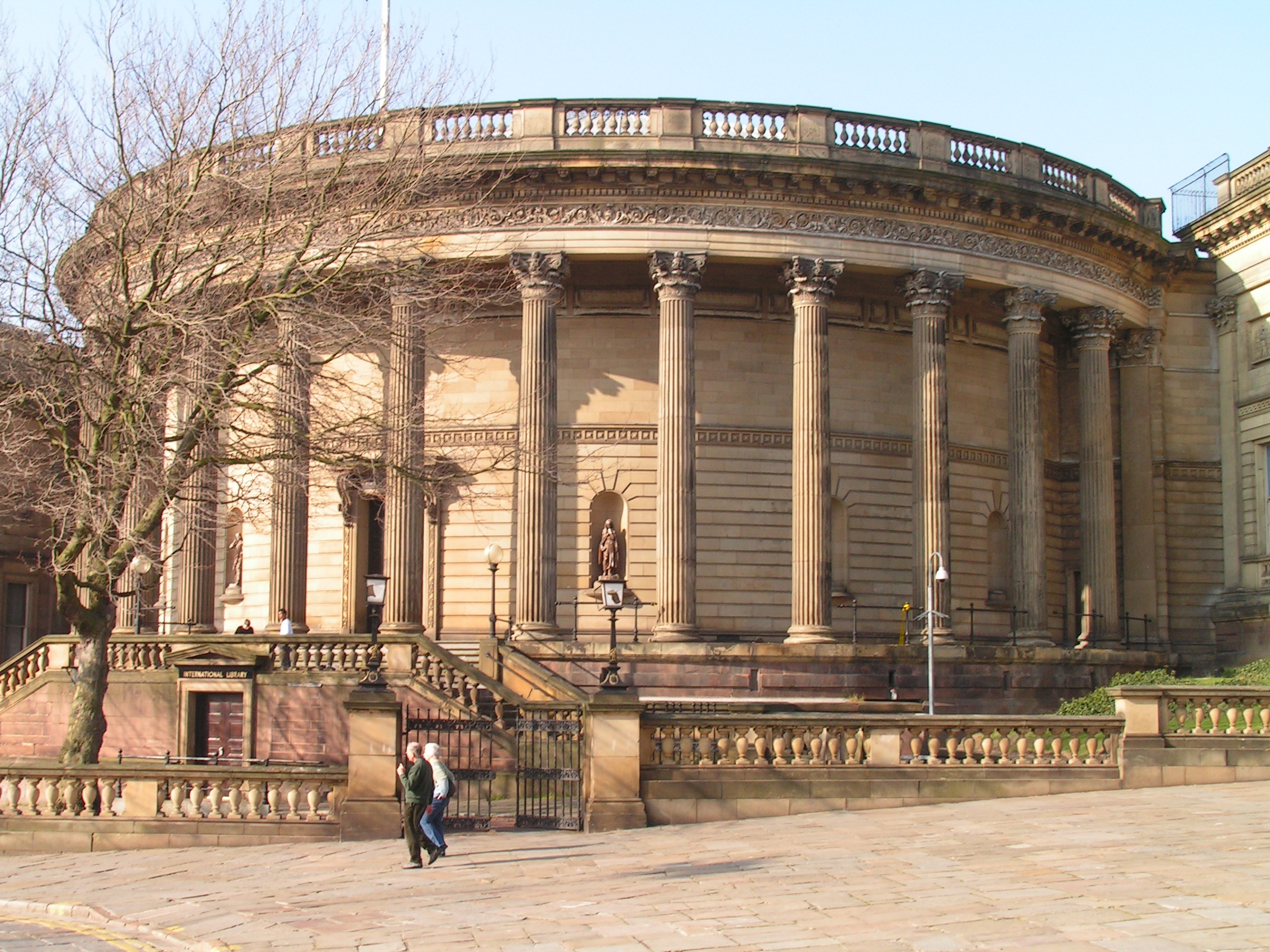
Picton Reading Room, Liverpool

### Itàlia

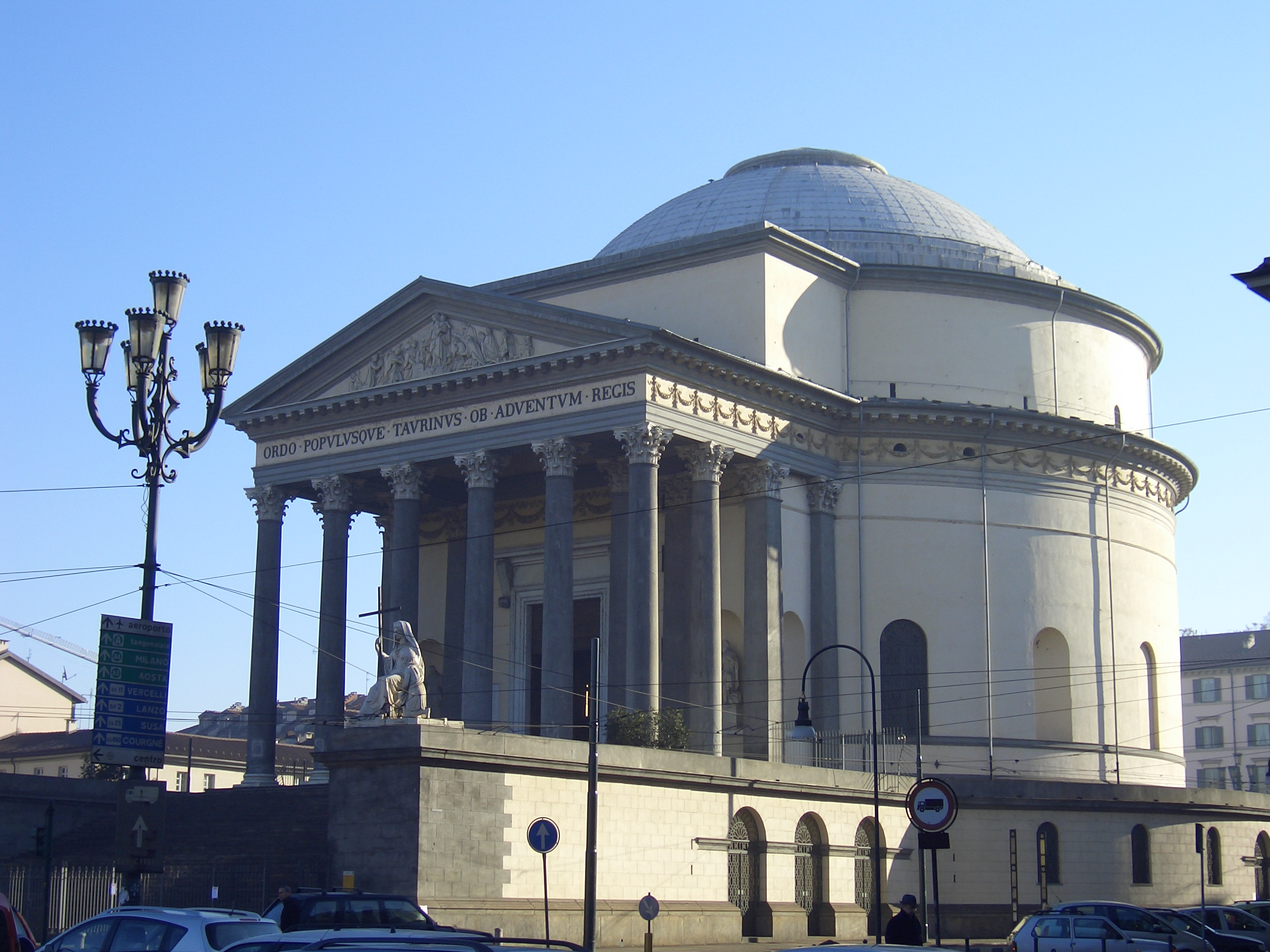
Església de la Gran Mare di Dio, Torí, Itàlia.

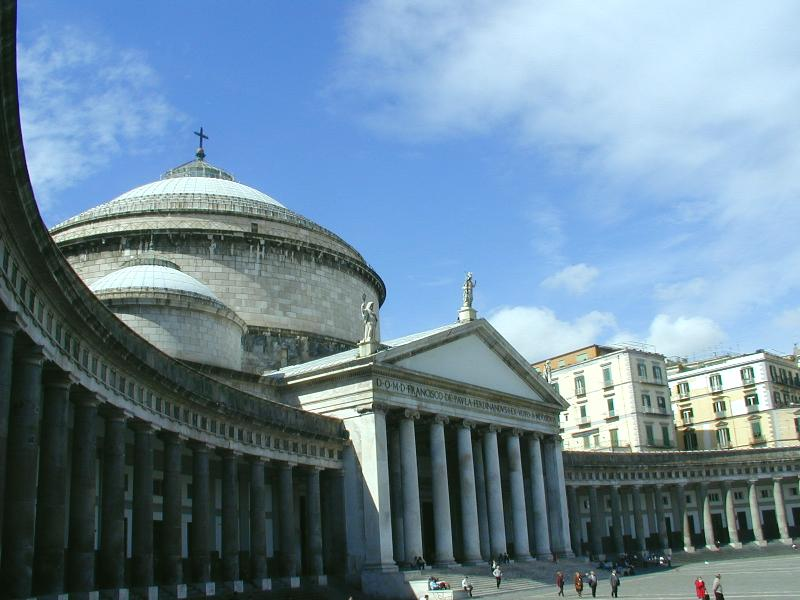
Basílica de Sant Francesc de Paula, Nàpols, Itàlia.

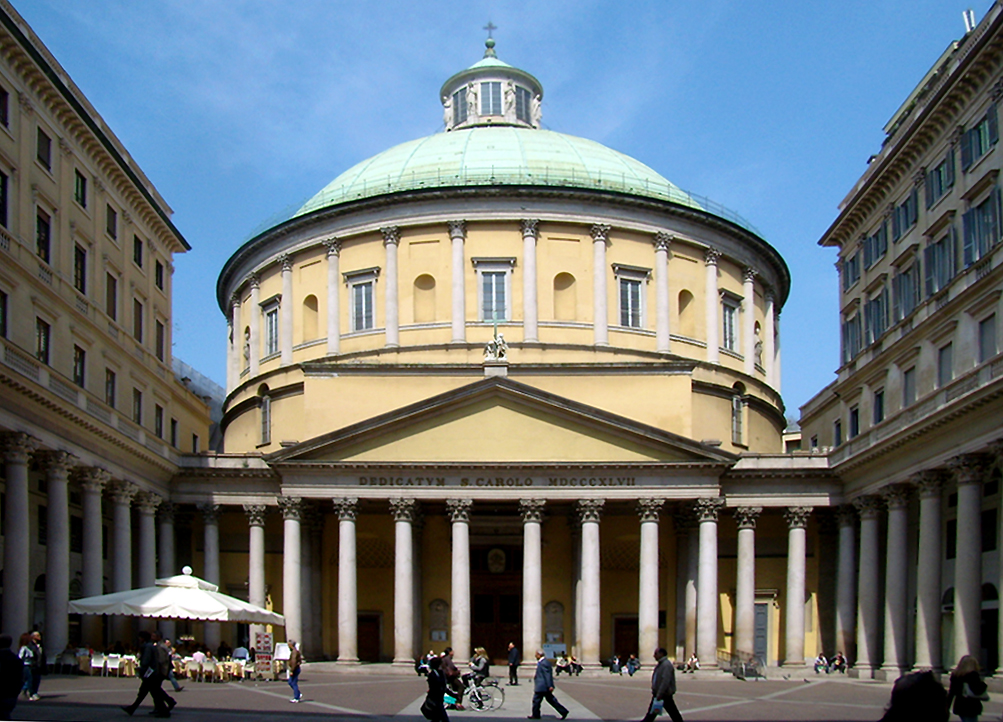
Carlo Amati, Església di San Carlo al Corso, Milà

Itàlia va preferir recrear els seus models antics ja ben avançat el segle xviii i en els començaments del segle xix. El model del Panteó d'Agripa, a Roma, es repeteix en un gran nombre de temples, com el de l'església de la Gran Mare di Dio, en Torí, i la Basílica de Sant Francesc de Paula, a Nàpols, tots dos acabats l'any 1831, que reprodueixen el pòrtic octàstil i el volum cilíndric del Panteó.
 
L'arquitectura neoclàssica es va desenvolupar a Itàlia a partir de la segona meitat del segle xviii, en el context de petits estats, sovint en conflicte entre ells o dominats per les potències estrangeres, en l'època que va precedir l'establiment del regne unificat sota Vittorio Emanuele II. Per aquest motiu el neoclassicisme no es va afirmar en la mateixa forma en tot el país; l'absència d'una cultura unificada i la gran pobresa que es va apoderar de la península italiana al segle xviii no eren circumstàncies propícies per a la producció arquitectònica.
A l'inici del mateix segle es va revelar un curt, però extraordinari, tardo-barroc: a Roma, es van fer monuments com la Plaça d'Espanya, la Fontana de Trevi i la plaça de Sant Ignasi, mentre que al Piemont estaven treballant Filippo Juvara (1678-1736) i Bernardo Antonio Vittone (1704-1770). L'activitat es va traslladar llavors al Regne de Nàpols, on Ferdinando Fugida (1699-1782) i Luigi Vanvitelli havien estat cridats per ampliar, respectivament, el Reial Albergo dei Poveri i la Reggia di Caserta; en particular, la Reggia, tot i que a l'exterior mostra un cert contingut neoclàssic, és considerada l'última gran realització i l'encarnació de les millors tradicions del barroc italià. l'afirmació del Neoclassicisme va ser per tant lenta i difícil, i va consistir essencialment en contribucions estrangeres, en particular franceses.
A aquest panorama general es va afegir l'escàs interès dels estudiosos en confrontar l'arquitectura neoclàssica italiana, que durant molt de temps ha limitat un examen minuciós i serè. Tot i les dificultats derivades del context sociopolític, el Neoclassicisme a Itàlia va produir nombroses obres notables. Estudis més recents han posat en relleu els trets distintius, peculiaritats i, en alguns aspectes, el caràcter unitari de la producció italiana, en les seves variants regionals o fins i tot locals, en el context d'aquest policentrisme que encara caracteritzava la península entre els segles XVIII i xix.

### Context històric

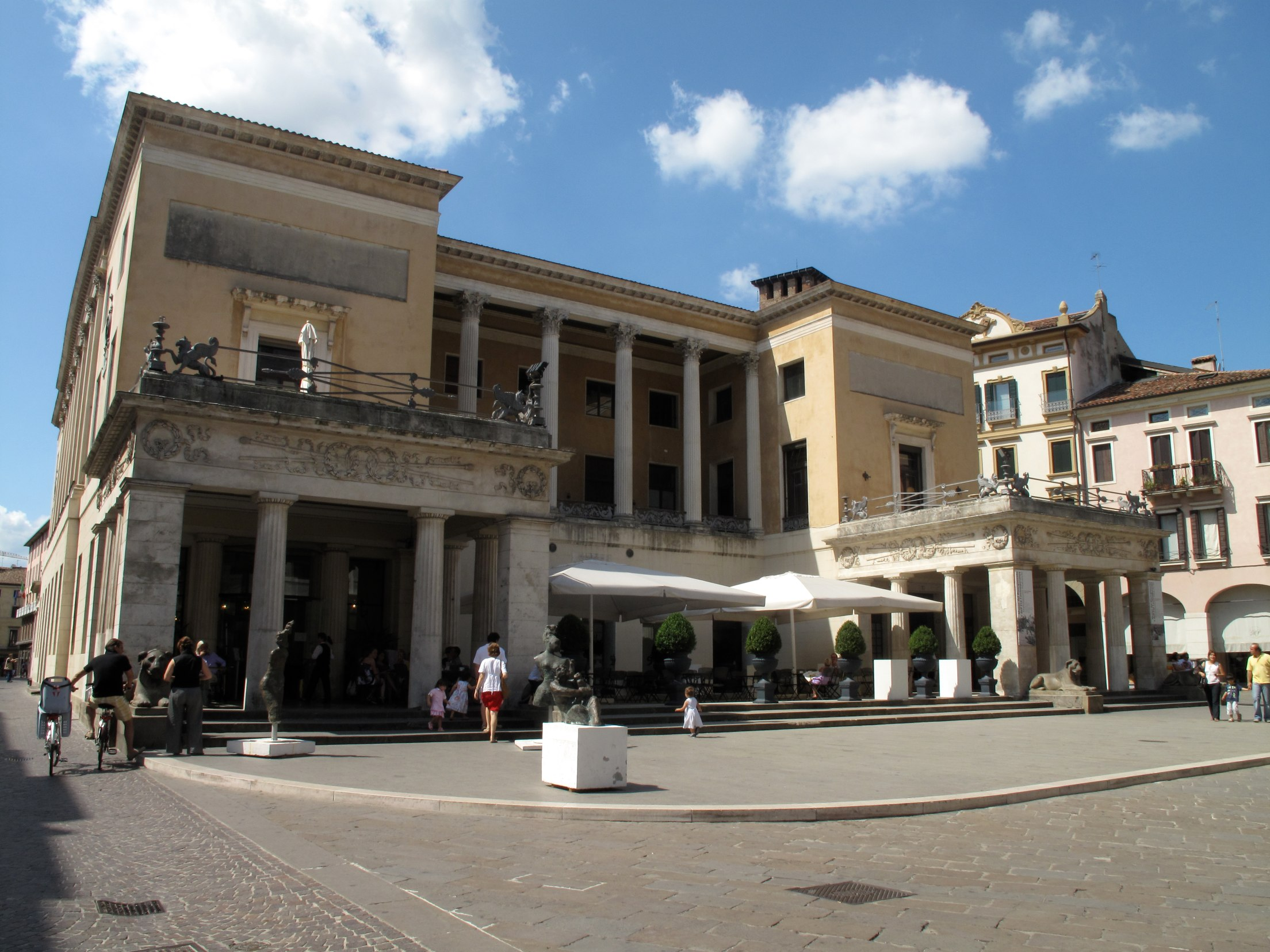
Giuseppe Jappelli, Caffè Pedrocchi, Pàdua

Els complexos esdeveniments que van afectar les regions italianes, entre el final del segle xviii i principis del segle xix, van ser substancialment diferents en la fase pre-revolucionària (segle xviii), a la fase revolucionària que va coincidir amb l'ocupació francesa, i en la Restaurazione, una tercera fase que va precedir l'annexió al regne d'Itàlia.
Amb la Revolució francesa les relacions entre els Estats Pontificis i França es van deteriorar considerablement. Durant la campanya d'Itàlia de 1796 els territoris de l'Església van ser envaïts i la ciutat de Roma va ser ocupada. Es va declarar la república Romana, el papa Pius VI va ser deportat, primer a la Toscana i després a França. El nou pontífex, Pius VII, va ser capaç de tornar a Roma quan les forces de la coalició van prevaler sobre les franceses. Alhora, Napoleó Bonaparte va substituir l'embranzida revolucionària amb la idea d'establir un imperi mundial; per tal d'establir la unitat religiosa, va estipular un concordat amb l'Església, però davant la negativa del papa a estar en contra dels enemics de França, els Estats Pontificis van ser reocupats fins a la capitulació final de Bonaparte.
Les primeres hostilitats entre França i el regne de Nàpols van tenir lloc el 1793; en 1796 es va concloure un armistici, però en 1799 Nàpols i el seu regne van ser envaïts per l'exèrcit francès. En el deixant revolucionària, es va establir el 1799 la república Napolitana, que va ser reprimida sagnantment als pocs mesos i que va ser seguida per la primera restauració dels Borbó. L'any 1801, el regne va signar un tractat de neutralitat amb França, però la violació del pacte va provocar la segona ocupació francesa de la ciutat i l'enderrocament de  Ferdinando IV, amb l'ascens al tron de Josep I Bonaparte. Bonaparte va governar l'estat entre 1806 i 1808, quan va ser reemplaçat per Joachim Murat, que va romandre allí fins a 1815, l'any de la segona restauració dels Borbó.

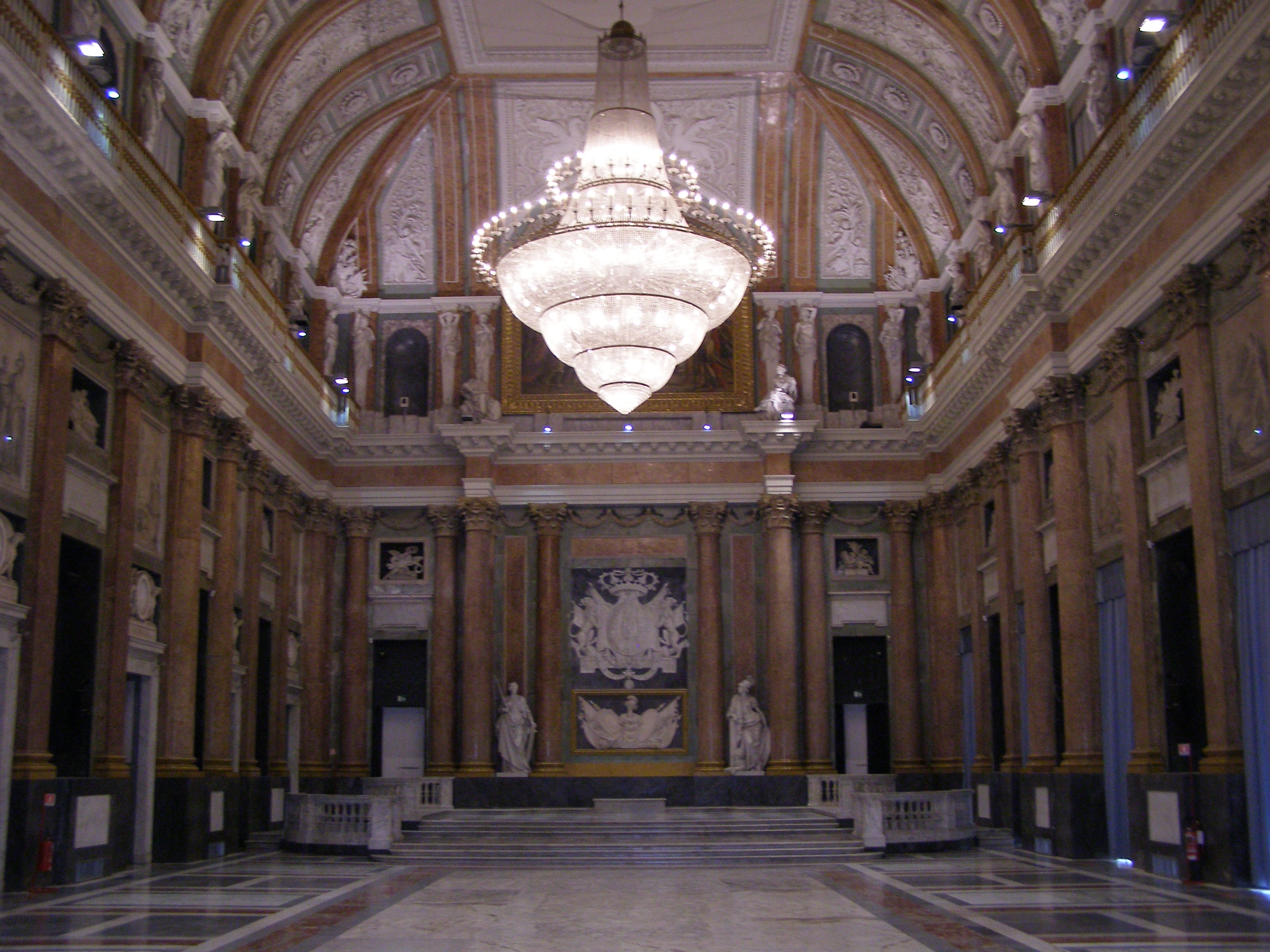
Simone Cantoni, la Gran Sala del Consell, Palau Ducal, Gènova

La República de Venècia va deixar d'existir en 1797. Va ser ocupada per les tropes napoleòniques, però part del seu territori va ser retornat a l'Imperi austríac després del Tractat de Camp Formio. El canvi de règim va provocar una greu crisi econòmica. Amb el retorn dels francesos les coses van millorar; el Veneto va ser annexionat al regne d'Itàlia, però, amb el Congrés de Viena el territori unificat de Llombardia-Veneto quedar sota el control austríac.
L'any 1737 el Gran Ducat de Toscana va passar sota el d'Asburgo-Lorena. Amb Pietro Leopoldo de Lorraine, que va ser Gran Duc entre 1765 i 1790, l'Estat es va interessar per les grans reformes del comerç, de l'administració pública i de la justícia.
A continuació de l'ocupació francesa va venir la formació del Regne d'Etrúria (1801-1807) i la posterior annexió de la Toscana per l'Imperi francès. La restauració de Ferran III de Lorena en 1814, la pujada al tron del seu fill  Leopold II i l'annexió de la República de Lucca en 1847 completen la vida política de la Toscana neoclàssica.
La Llombardia cap al final del segle xviii encara estava subjecta a l'imperi austríac, però en 1797, amb l'ascens de Napoleó, l'antic ducat de Milà es va convertir en part de la república Cisalpina. Durant l'administració francesa, Milà va esdevenir el punt de trobada de tots els jacobins i de tots els progressistes italians. Durant un curt temps, la regió va quedar sota el control austríac, però el 2 de juny de 1800 Napoleó va entrar a Milà al capdavant del seu exèrcit. Després de la batalla de Marengo va néixer la segona República Cisalpina, que va canviar el nom a República italiana i després al de Regne d'Itàlia, fins a la caiguda de 1814.
El regne de Sardenya, després de la derrota dels piemontesos en 1796 contra l'exèrcit francès en el context de la primera campanya d'Itàlia, va cedir Niça i Savoia a França. En 1800, durant la segona campanya italiana, Napoleó va assegurar la possessió del Piemont i la Ligúria, que mentrestant s'havia convertit en la república de Ligúria. Entre 1802 i 1805, el Piemont i Gènova es van unir a l'Imperi francès. Després del Congrés de Viena, que va restaurar a la casa Savoia al tron del Piemont, el regne de Sardenya es va incorporar a la Ligúria.

### Espanya

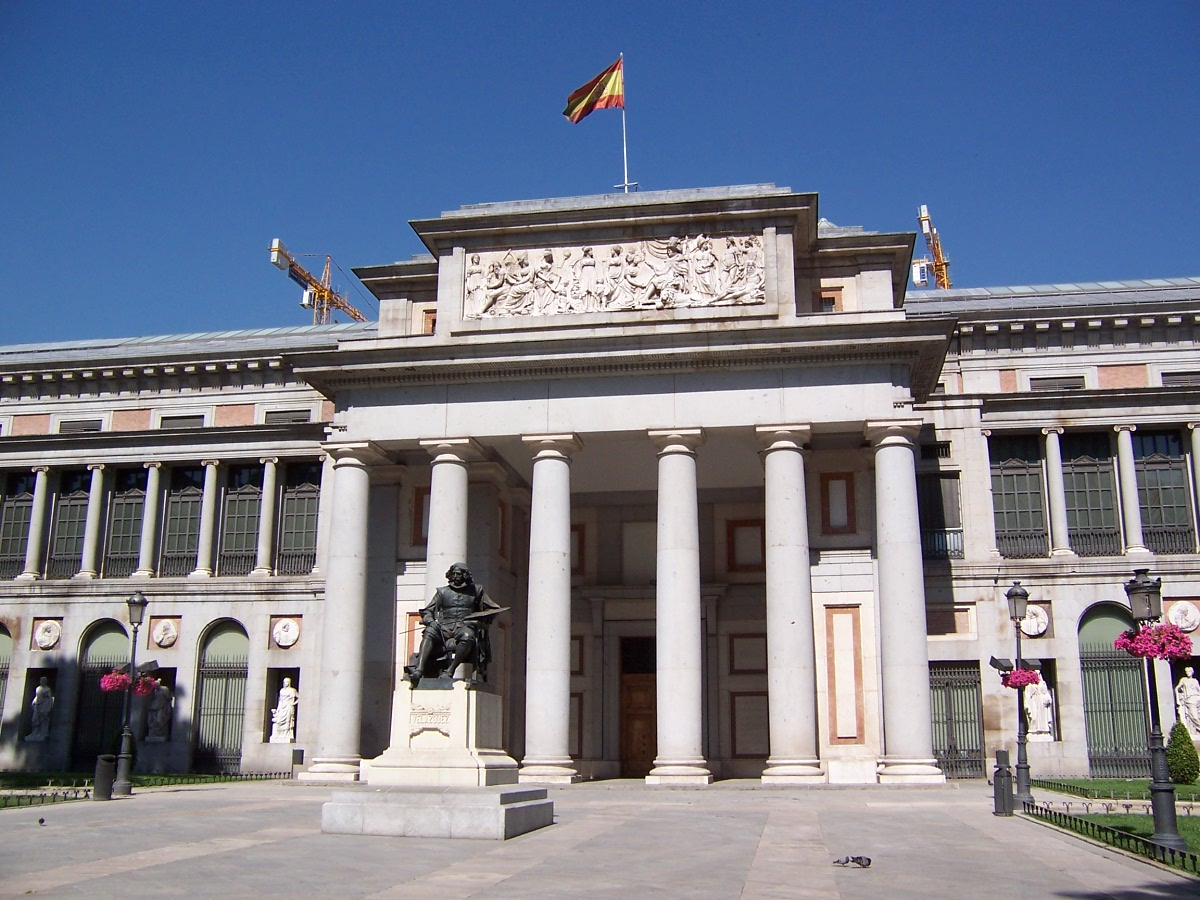
Museu del Prado, Juan de Villanueva.

A Espanya, el barroc del segle xvii i la primera meitat del segle xviii, en totes les seves expressions, deixava una sorprenent sèrie de monuments religiosos i de palaus, residències i col·legis. El contrast entre l'arquitectura xorigueresca i la modalitat acadèmica o neoclàssica va ser tan rude, que semblaven fenòmens artístics en dos mons oposats. A la segona meitat del segle xviii, es va imposar el gust neoclàssic impulsat per la Acadèmia de Belles Arts de San Fernando. A Madrid es van desenvolupar grans projectes de modificació urbana, el principal dissenyat per Juan de Villanueva al voltant del Saló del Prado i els seus voltants (el Reial Observatori Astronòmic, l'antic Hospital de Sant Carles, el Jardí Botànic, l'actual Museu del Prado -per gabinet de ciències-), i altres importants, com San Francisco el Gran (Francisco Cabezas, Francesco Sabatini -autor també de la Puerta de Alcalá -). Fora de Madrid destaca l'obra de Ventura Rodríguez (Catedral de Pamplona, capella de Nostra Senyora del Pilar), que també va dissenyar les fonts monumentals del Prado madrileny (font de Cibeles, font de Neptú).

### Rússia

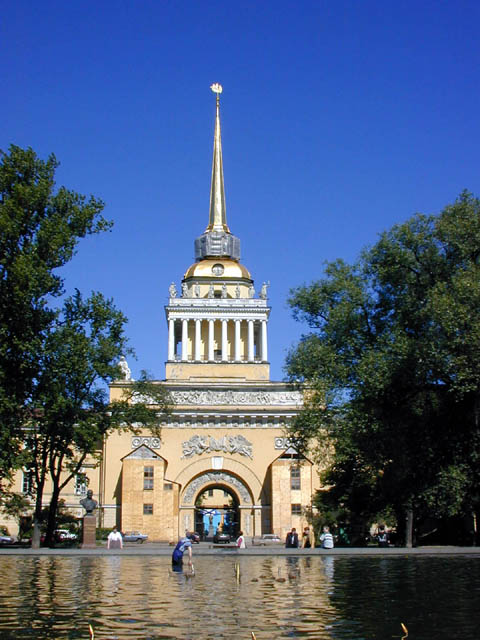
Andrejan Zacharov, Almirallat de Sant Petersburg

A Rússia, la contaminació del món occidental va tenir molta fortuna, sobretot a Sant Petersburg. Fins cap al 1760, s'hi mantenen espais fidels al gust rococó italià de Bartolomeo Rastrelli, com ara el palau d'Hivern. Caterina la Gran va introduir el neoclàssic a la capital, encarregant a un arquitecte francès, Jean-Baptiste Vallin de la Mothe (1729-1800), alguns palaus, com la Acadèmia Imperial de les Arts.
L'any 1779, Giacomo Quarenghi (1744-1812) va acceptar la invitació de viatjar a Sant Petersburg, on va romandre durant la resta de la seva vida, com a arquitecte oficial de Caterina II. Entre 1780 i 1785 va transformar Sant Petersburg en una ciutat clàssica. Va construir molts palaus i va posar de moda un original estil monumental, d'inspiració pal·ladiana, que es pot retrobar, entre d'altres, en el alhora sobri i auster palau inglès del parc de Peterhof  (1781-1789, destruït) més que en el més ric Teatre de l'Hermitage (1782 -1785).
Alhora, també era actiu l'escocès Charles Cameron (1743-1812), autor de la Galleria Cameron al palau de Caterina a Tsárskoye Seló, on va reprendre l'estil de l'anglès Adam, i el palau del Gran Duc Pau a Pavlovsk, construïts el 1781 i 1796. al parc del palau de Pavlovsk, Cameron va erigir el primer temple dòric de tota Rússia.
La moda del neoclàssic que va començar amb Catalina la Gran va conèixer l'apogeu amb Alexandre I. El palau de la Borsa de Sant Petersburg, dissenyat pel francès Jean-François Thomas de Thomon l'any 1804 és un exemple significatiu de l'arquitectura neogrega inspirada en el temple d'Hera a Paestum. La Borsa, erigida mentre Andrei Voronikhin construïa la catedral de Kazan, i a la qual després van seguir l'immens Almirallat (de Andrejan Zacharov, 1806-1815, que es fa ressò de les proporcions en gran escala de Boullée), la catedral de Sant Isaac (el dibuix, realitzat pel francès August de Montferrand, es basa en el Panteó parisenc) i l'arquitectura italianitzant de  Carlo Rossi (per exemple, el Palau del Senat (1829-1834) i el palau Mijailovsky (1819-1825), van fer de Sant Petersburg, amb les seves façanes en estuc acolorit i emergents detalls en blanc, una de les ciutats més consistentment neoclàssiques d'Europa. Juntament amb Rossi, l'arquitecte neoclàssic més important de Sant Petersburg va ser Vassili Stàssov, a qui es deuen les extenses casernes i estables incloent esglésies amb cinc cúpules i l'últim joc de la ciutat, l'arc de triomf a la via a Moscou (1834).
Encara que Moscou va ser també afectat per l'estil neoclàssic i, encara que amb episodis interessants, mai va aconseguir els resultats de Sant Petersburg. El nom lligat a moltes arquitectures clasiques de Moscou és Matvei Kazakov (1738-1812), que va ser responsable del Palau del Senat en el Kremlin. En lloc d'això, al final del segle xviii, una sèrie d'edificis clasitzants de Moscou són reconduïbles a l'esmentat Giacomo Quarenghi, que, arran de Kazakov, va ser seguit pels arquitectes com Domenico Gilardi (que es remunta al estil imperial) i Osip Beauvais (actiu durant la reconstrucció de la ciutat després del desastrós incendi de 1812).

Algunes obres a Rússia
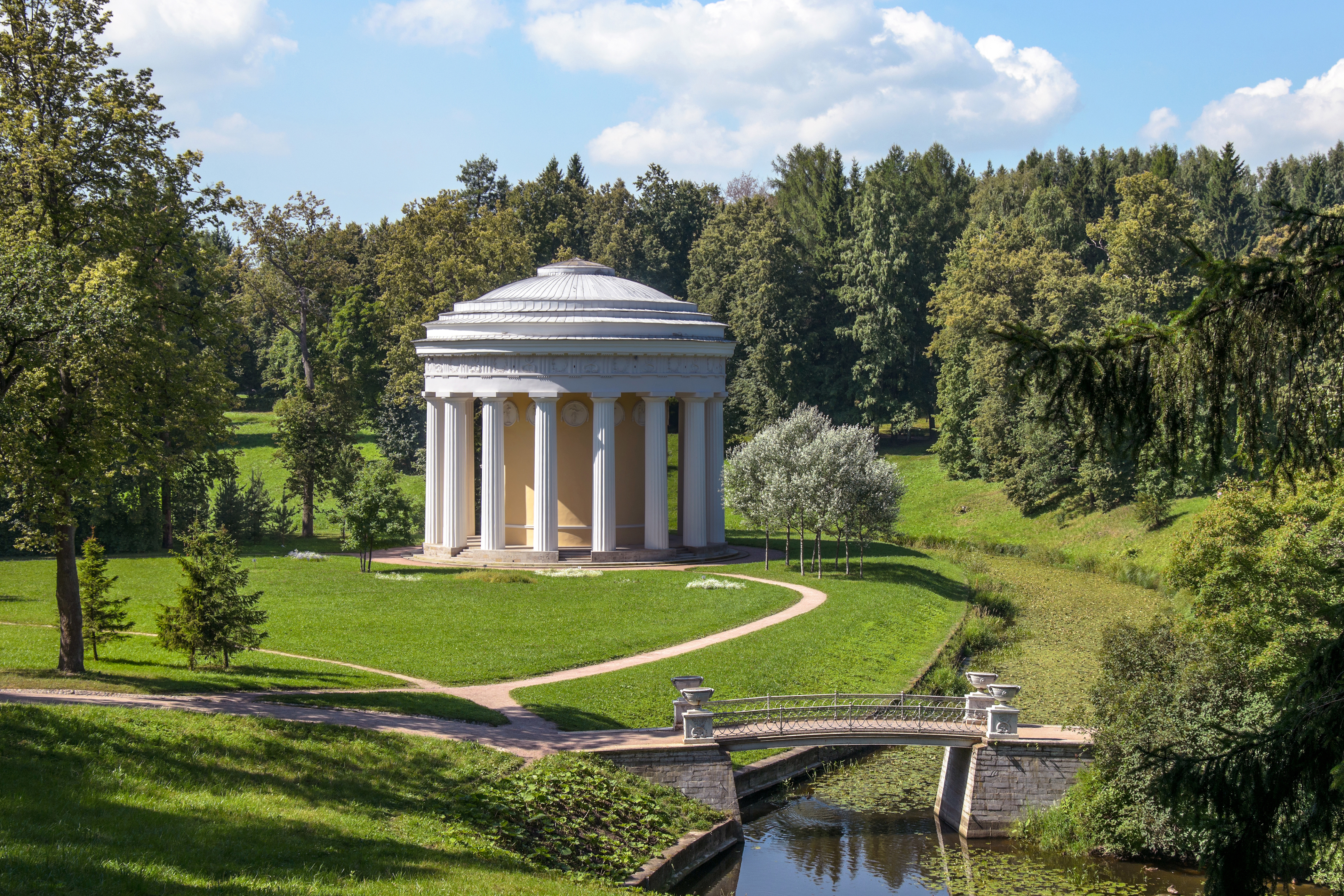
Charles Cameron, temple rodó a Pavlovsk
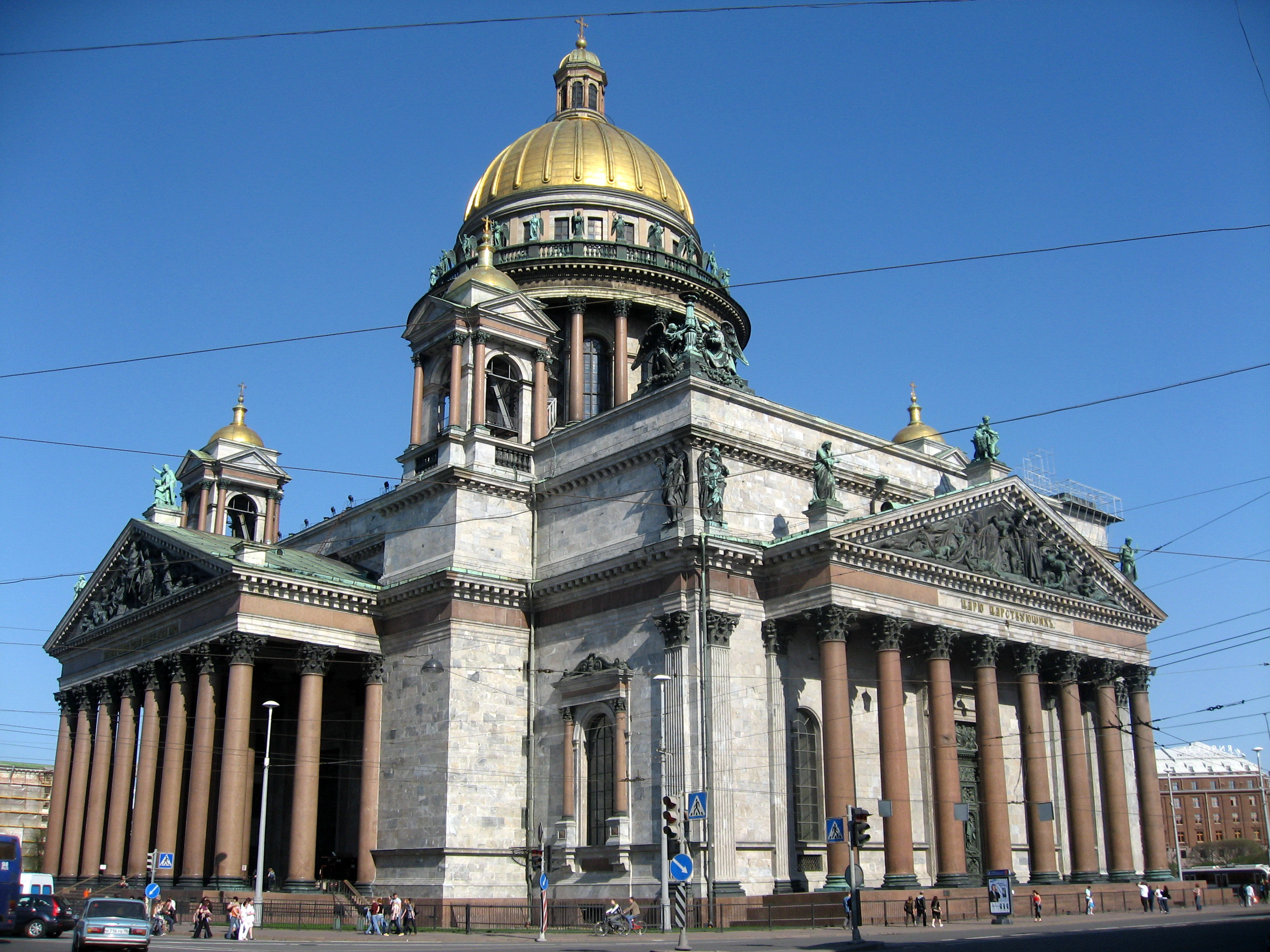
August de Montferrand, catedral de Sant Isaac, Sant Petersburg
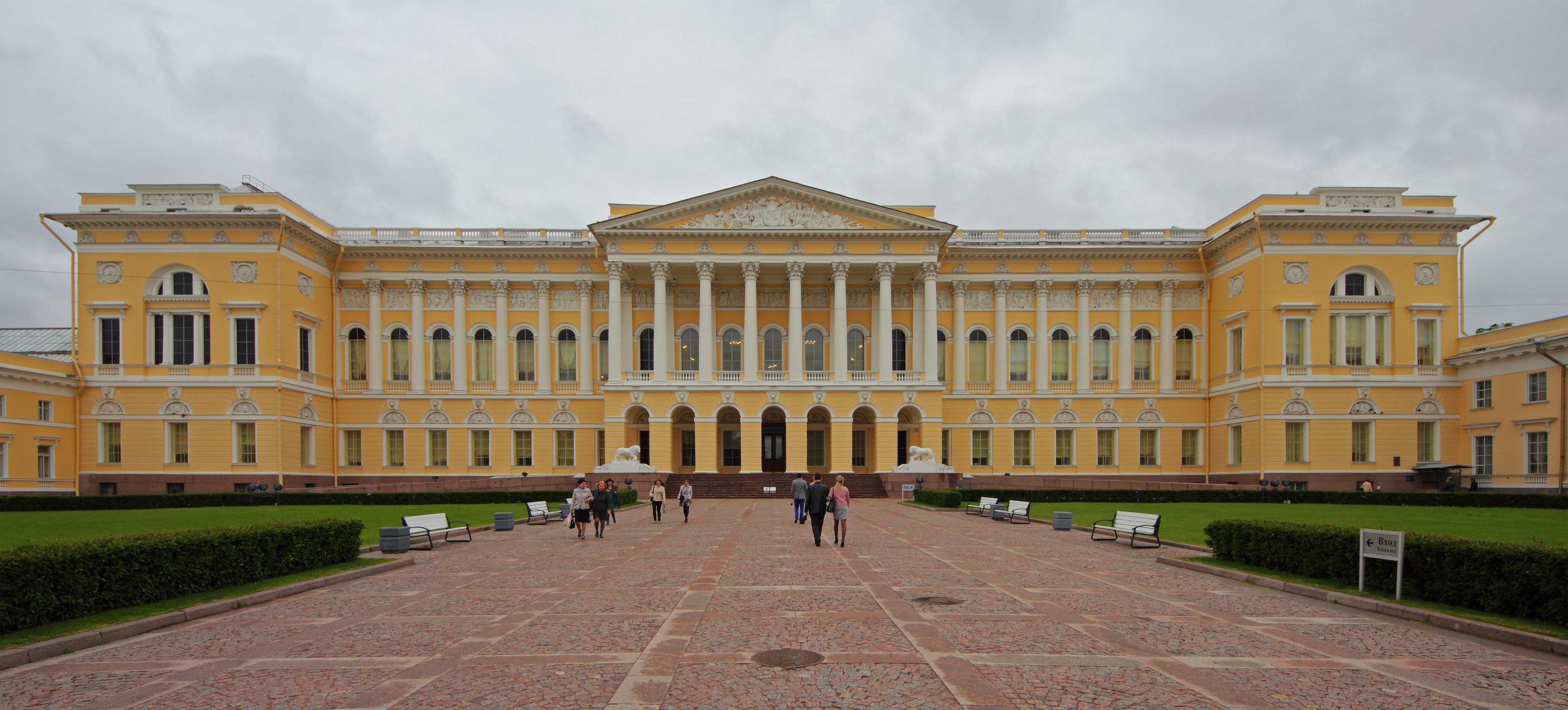
Carlo Rossi, palau Michajlovskij, Sant Petersburg

### Escandinàvia

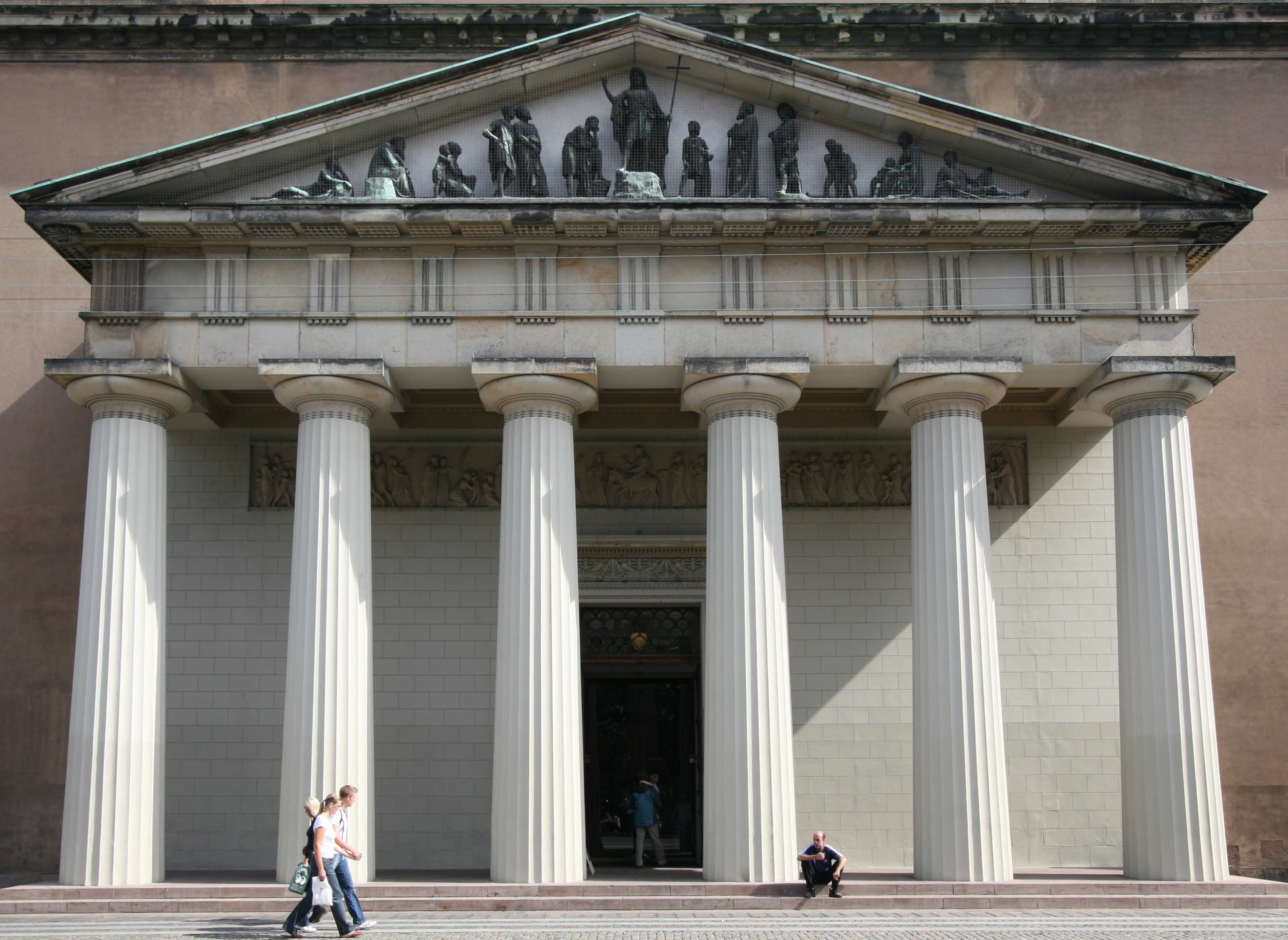
Catedral de Nostra Senyora de Copenhaguen.

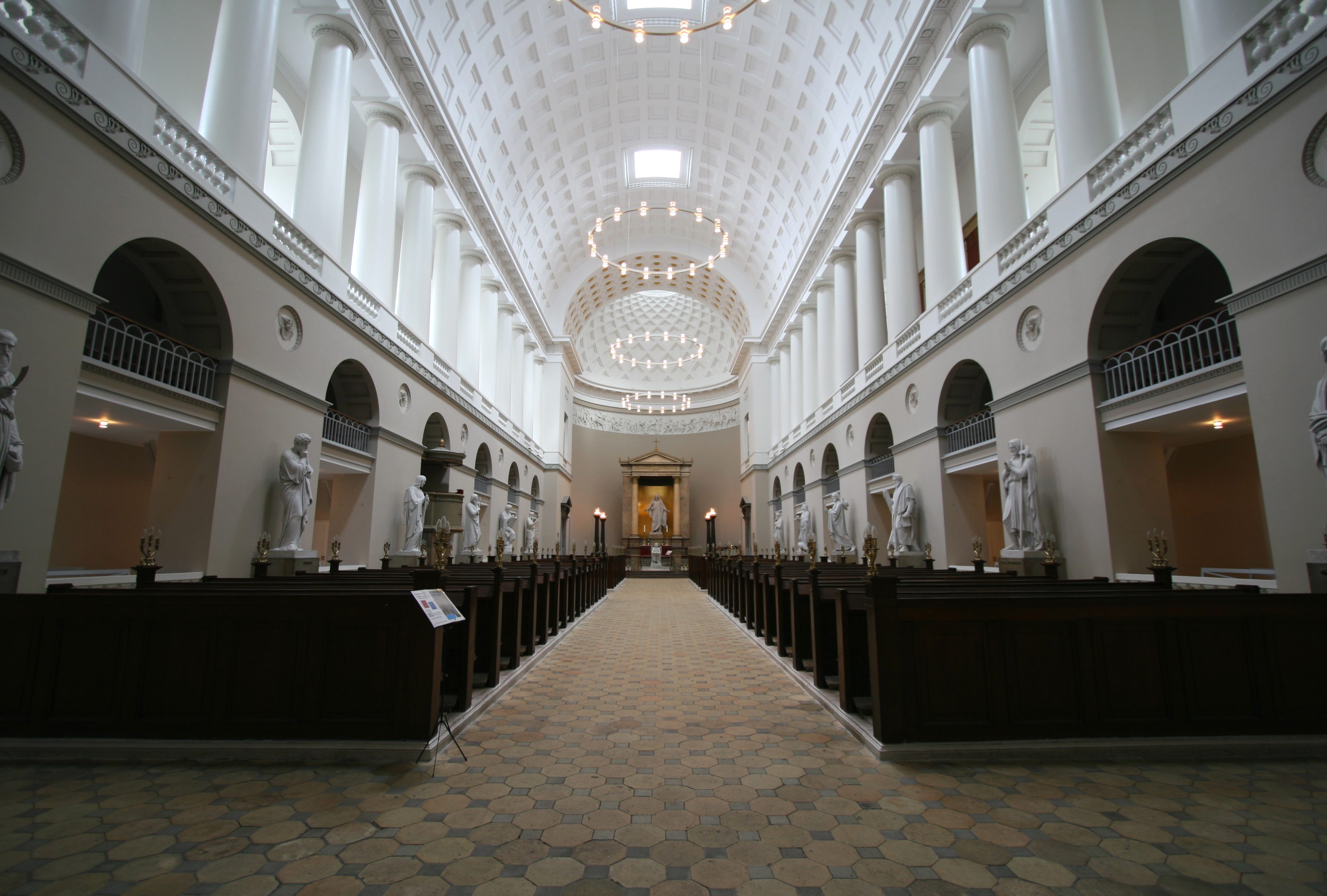
Christian Frederik Hansen, Catedral de Copenhage

L'Europa del Nord ofereix un ric repertori d'obres neoclàssiques, generalment d'origen alemany o francès. A Dinamarca el Neoclassicisme va aparèixer ja en els anys seixanta del Settecento. de fet, el menjador dissenyat per Nicolas-Henri Jardin al Palau d'Amalienborg (1755-1757) es recorda com «l'estada més antiga encara existent decorada en estil neoclàssic per un arquitecte francès». Deixeble de Jardin va ser Caspar Frederik Harsdorff, que, per exemple, va treballar a la catedral de Roskilde, on va pintar la capella d'Amalienborg (1755-1757) capella funerària de Frederic IV. Més tard, amb l'aparició de l'estil neogrec, la figura més interessant va ser Christian Frederik Hansen (1756-1845), que va dissenyar la catedral de Copenhage, amb la gran volta de canó sostinguda per columnates dòriques que es recorda al projecte de l'interior d'una biblioteca de Boullée.
Al començament del segle xix es realitza la planificació de Hèlsinki, llavors pertanyent al Gran Ducat de Rússia des de 1809. Els principals edificis públics de la ciutat es deuen a Carl Ludwig Engel, que s'havia compromès amb la plaça del Senat, dominada per la classicitzant catedral, pel Palau del Senat (1818-1822) i per la Universitat. El projecte inicial de la catedral data del 1818, però les obres, que van començar el 1830, no es van completar fins 1851. La planta és rigorosament central, composta per una creu grega amb quatre pòrtics exteriors: al centre de la composició s'aixeca una imponent cúpula, flanquejada per quatre cúpules més petites afegides més tard. En lloc d'això, a la Universitat Engel va construir una biblioteca amb sales de lectura de columnes, connectades amb imponents escalinates dòriques, que presenten similituds amb les del Palau del Senat: en el primer cas, dues files de columnes suporten els nivells d'arribada de les rampes, mentre que en el segon, sobre les columnes dòriques descansen la volta de creueria de la cobertura.

### Altres nacions europees

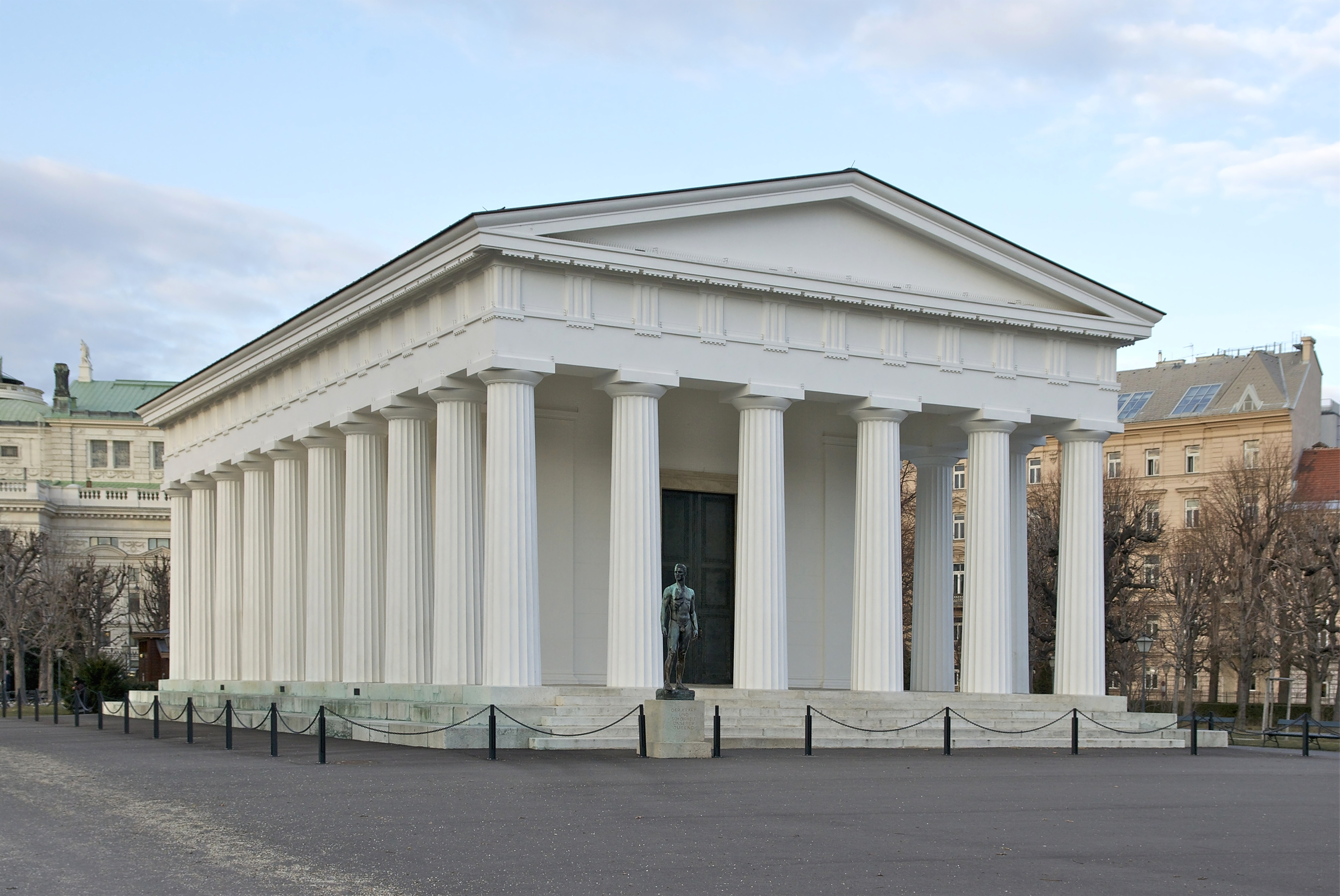
Pietro Nobile, Theseustempel, Vienna

La propagació del revival clàssic va ser gairebé uniforme a tot Europa, encara que amb algunes excepcions: Espanya, per exemple, no va aportar cap contribució significativa al Neoclassicisme.
A Viena algunes influències neoclàssiques es registren des de les primeres dècades del segle xviii, a la Karlskirche de Johann Bernhard Fischer von Erlach, una obra mestra del rococó austríac: l'edifici està de fet protegit per un pòrtic hexàstil, al qual es recolza en dues columnes coclides inspirades en la columna Trajana de Roma. Un classicisme més rigorós es fa sentir al segle xix, amb el Theseustempel i el Burgtor, dues complex neogrecs del ja esmentat Pietro Nobile.
A Polònia, cap al final del segle xviii, es difon una arquitectura derivada dels models revolucionaris de Ledoux, però un monument de principis del primer Neoclassicisme es troba a la catedral de Vílnius (ara a Lituània, que en l'època estava unida a Polònia a la Confederació polonès-lituana). en el següent segle Antonio Corazzi va ser protagonista de la construcció de diversos palaus a Varsòvia, mentre que la noblesa polonesa encarregava a Karl Friedrich Schinkel algunes residències al camp.
A Praga el Neoclassicisme va ser rebuda amb retard respecte a la resta d'Europa, a Hongria la ruptura amb el llenguatge barroc ja va succeir en els anys 1770: la catedral de Vac, amb el seu pòrtic coronat per un àtic massiu, data de 1763-1777. Al segle xix aquest estil culmina a la catedral d'Esztergom (de planta central, amb una cúpula) i en el neogrec Museu Nacional Hongarès a Budapest (aquest últim obra de Mihály Pollack) .
Paradoxalment l'estil neoclàssic es desenvolupa a Grècia només a mitjans del segle xix, quan es va presentar per a la renovació d'Atenes. Van intervenir per tant projectistes de diferents llocs d'Europa, sobretot alemanys, francesos i danesos. Entre les obres més originals destaca el pati rodó del Zappeion, començat en 1874 segons els plànols de Theophil Hansen.

Theophil Hansen, Acadèmia d'Atenes
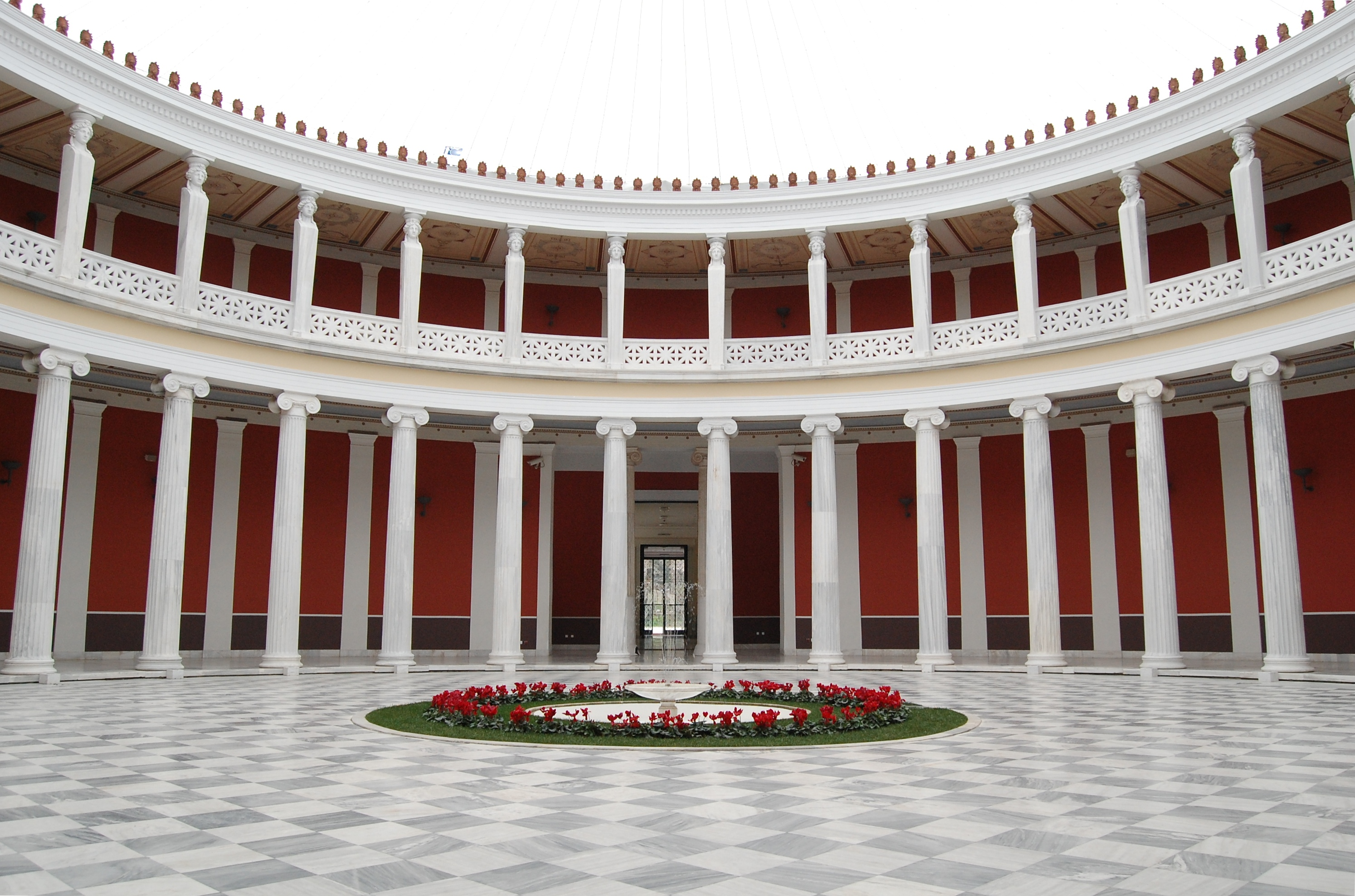
Theophil Hansen, Zappeion, Atenes
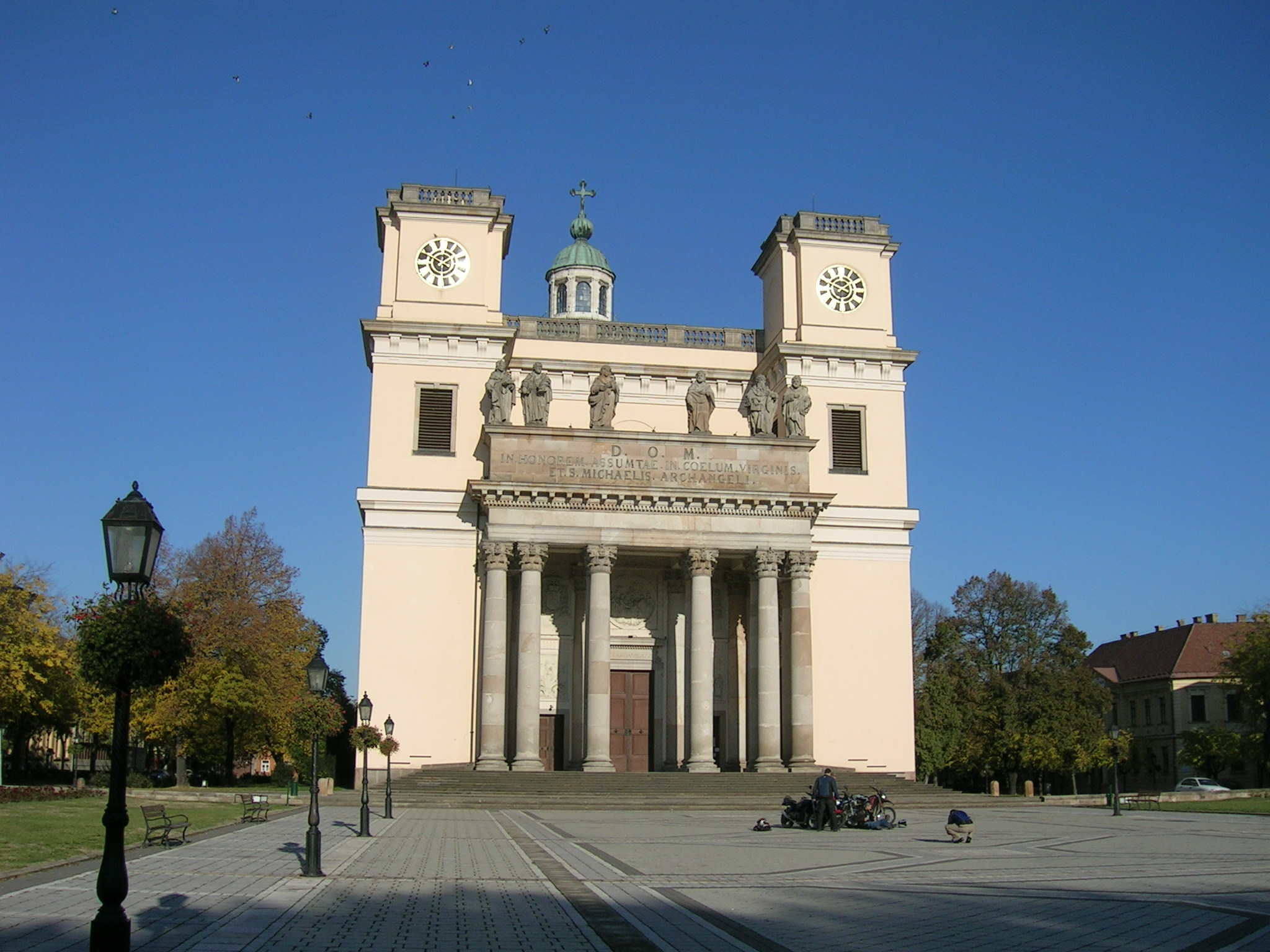
Catedral de Vác

## Neoclassicisme als Estats Units
Tant en els Estats Units com a Iberoamèrica es van desenvolupar programes constructius neoclàssics.

### Estats Units

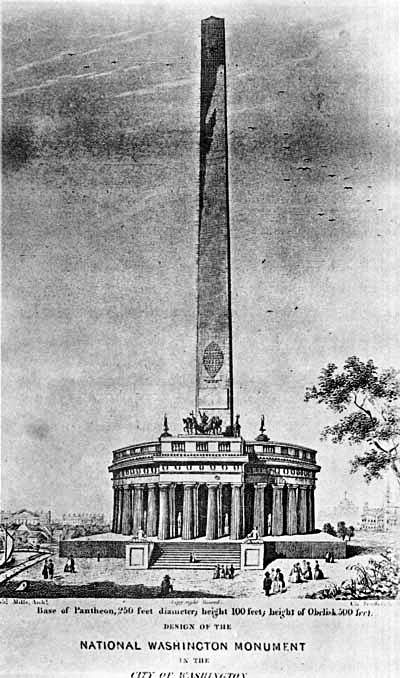
Disseny per al monument a Washington, Robert Mills, 1836

#### Seglesxviiiixix

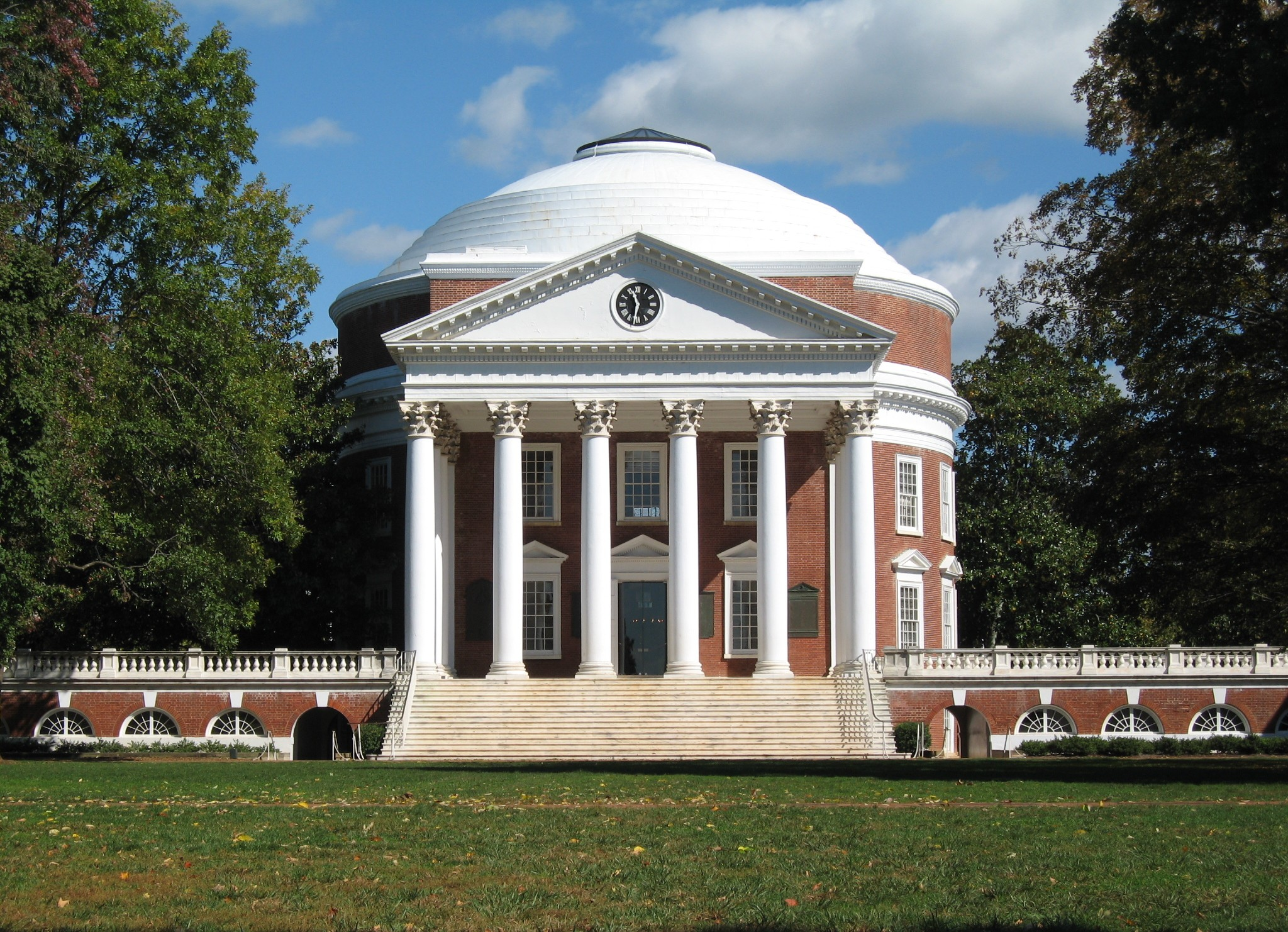
Thomas Jefferson, Rotonda de la Universitat de Virgínia, Charlottesville (1817)

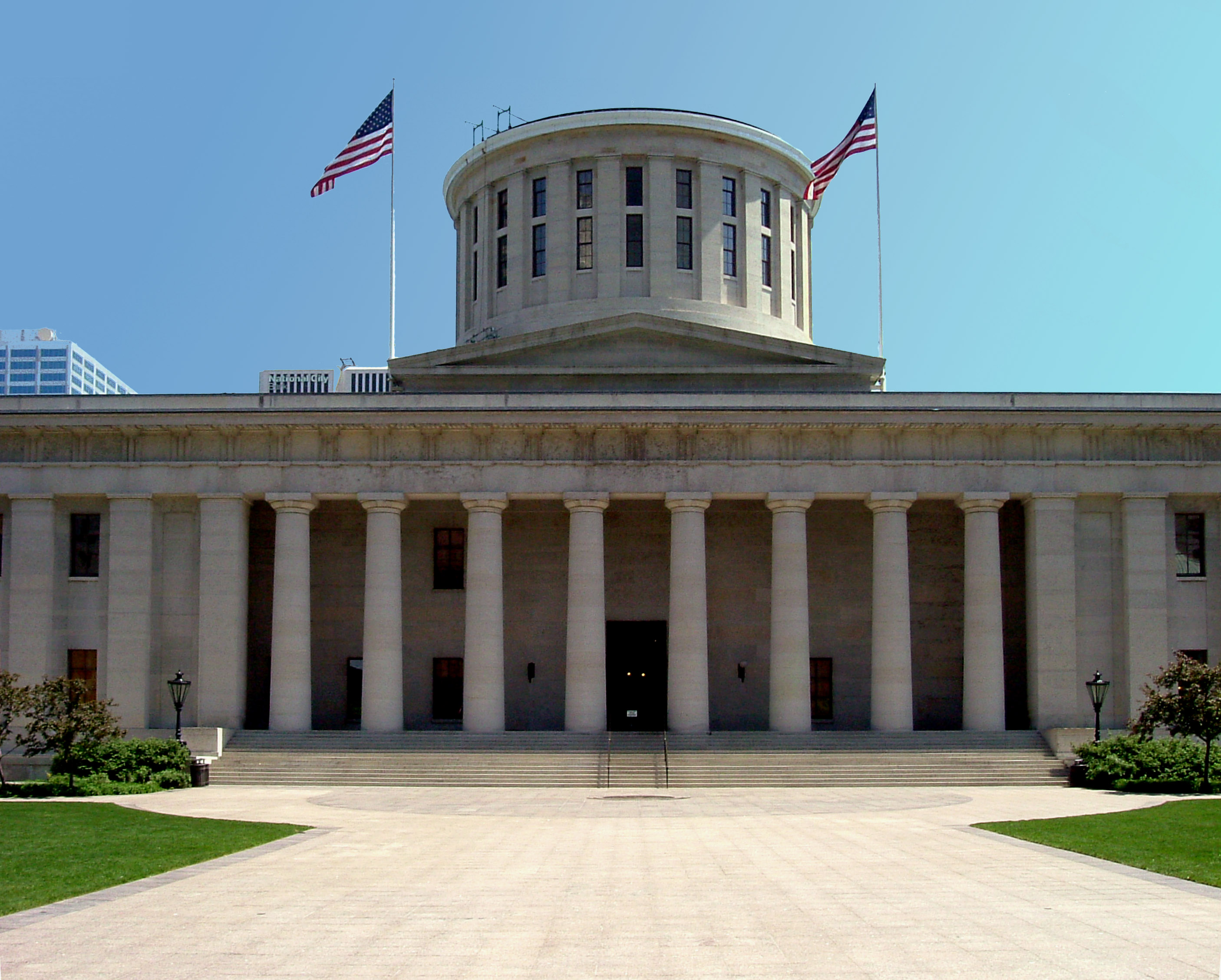
Capitoli d'Ohio, Columbus

Els orígens del neoclassicisme nord-americà deriven de la intensa difusió que hi havia del pal·ladianisme en el disseny de viles rurals; també des de finals del segle xviii es va veure l'èxit del revival grec. Els arquitectes més interessants de l'època eren Thomas Jefferson i Benjamin Latrobe. El primer, a partir de 1771, va començar a treballar a casa seva a Monticello, a Virgínia, obra particularment innovadora en comparació amb construccions angleses contemporànies. Inspirat per la Maison Carrée de Nimes, entre 1785 i 1789, va executar el poc original projecte per al  capitoli de l'estat de Virgínia. El seu treball més famós és el campus de la Universitat de Virgínia, els dibuixos definitius es remunten a 1817: l'element dominant del nou complex és sens dubte la Rotonda, que albergarà la biblioteca i que amb un porticat vagament pal·ladià, combina un cos circular, inspirat en el Panteó. Una altra de les característiques de l'edifici, reconstruït com a resultat d'un greu incendi que es va desenvolupar a finals del segle xix, són les sales que s'obren a l'interior, de forma el·líptica.
Va ser el mateix Benjamin Latrobe qui va suggerir a Jefferson la solució de la Rotonda. El primer treball principal de Latrobe són la penitenciaria de Richmond i la Banca d'Pennsilvània, ja desapareguda. A principis del segle xix va rebre l'encàrrec per completar el Capitoli de Washington, el gran palau en que havien col·laborat molts arquitectes de l'època i amb un resultat molt qüestionable. Més tard, sota l'ala reconstruïda del Senat, va inserir la Cambra del Tribunal Suprem, en la qual el gust per la geometria i els detalls suggereixen una estreta afinitat amb els models del francès Ledoux i de l'anglès Soane. Entre 1809 i 1818 va realitzar la catedral de Baltimore, sotmesa seguida a modificacions i ampliacions, però que romandrà com la seva millor construcció.
L'estil clàssic es va consolidar després amb les obres de Robert Mills i William Strickland, estudiants del propi Latrobe. del primer es recorden algunes esglésies de planta central a Filadèlfia i Richmond, l'enorme columna de Washington a Baltimore i diversos edificis a la capital federal del país, caracteritzats per severs pòrtics. Del segon, després de la fama aconseguida pel disseny del segon banc dels Estats Units, es té el projecte per l'original Borsa de Filadèlfia i el Capitoli de Nashville (1845-1849), dotats amb llanternes inspirades en el monument coràgic de Lisícrates.

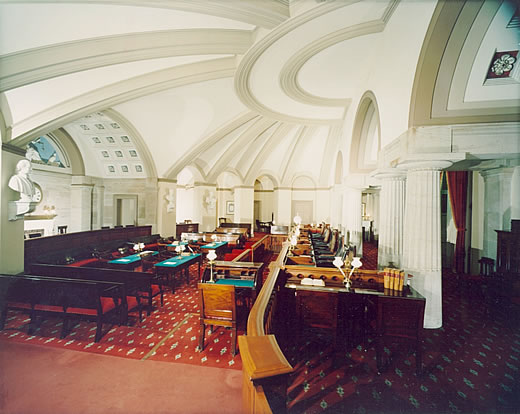
Benjamin Latrobe, Cambra de la Cort Suprema, Washington
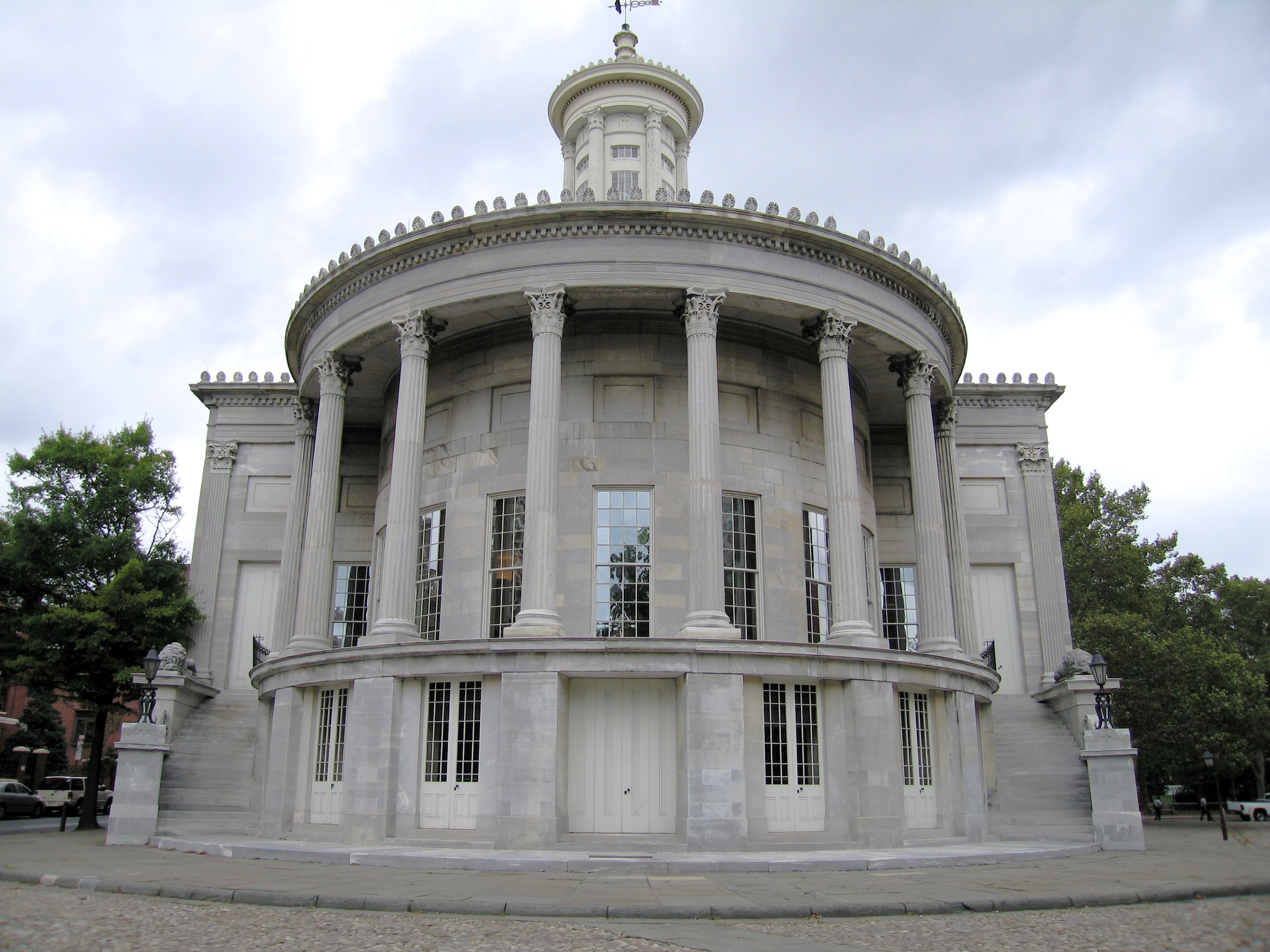
William Strickland, Borsa de Filadèlfia
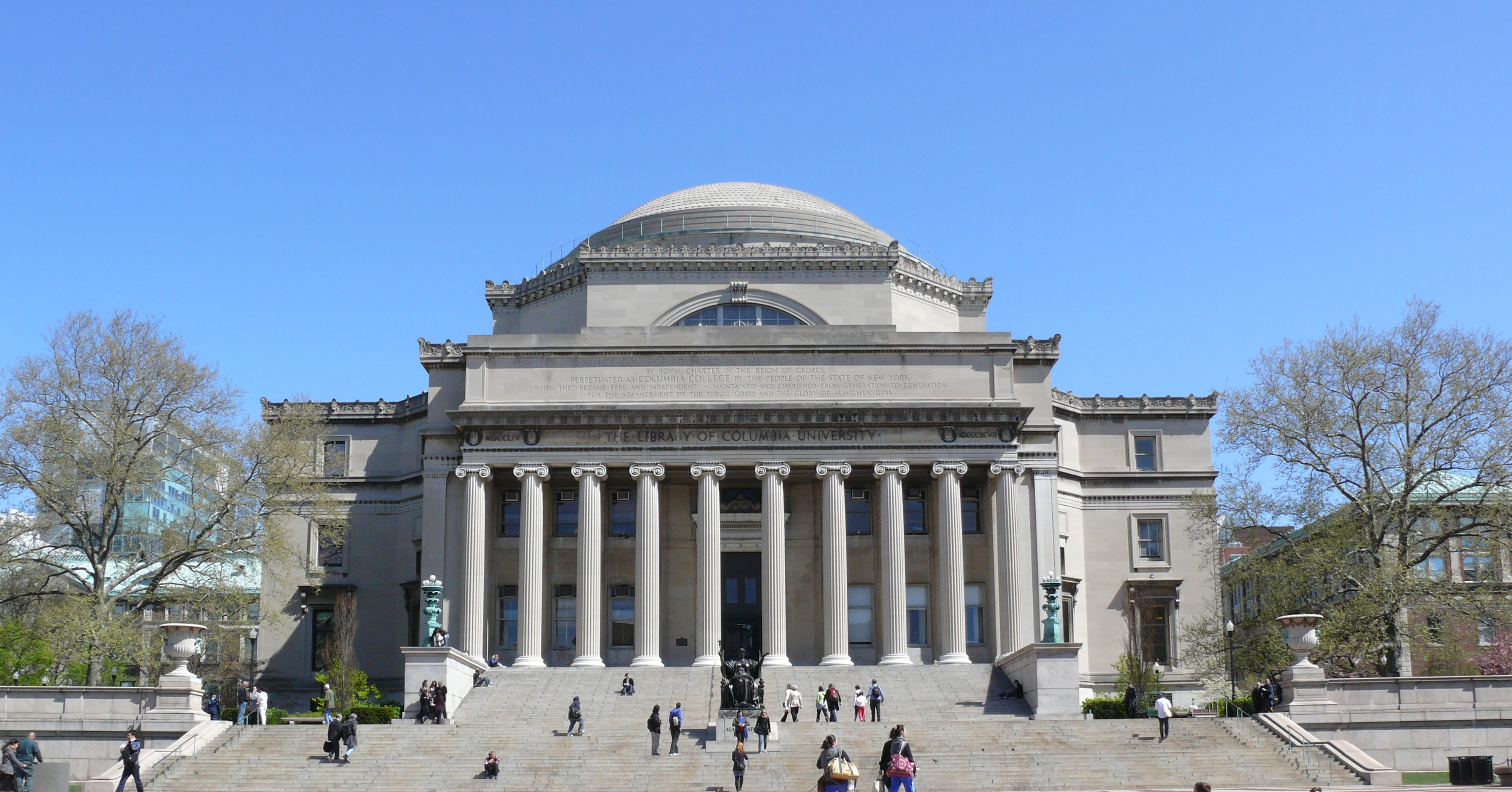
Charles Follen McKim i altres, Biblioteca de la Universitat de Colúmbia, Nova York

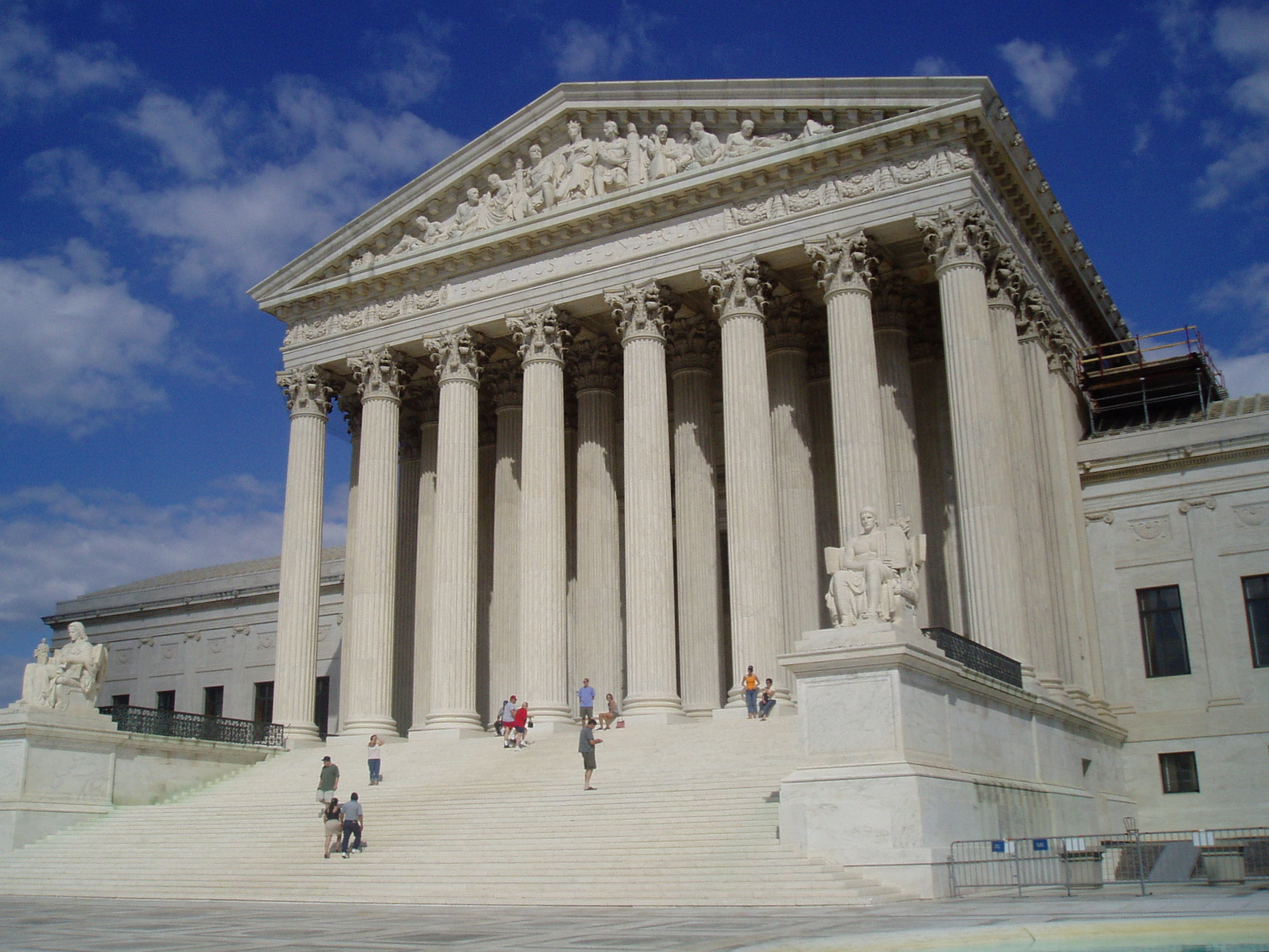
Palau de la Cort Suprema dels Estats Units, Washington

La primera meitat del segle xix finalitza amb la construcció d'alguns edificis clàssics: el Capitoli de New Haven, obra de Ithiel Town, el capitoli d'Ohio a  Columbus (1838) i el Girard College a Filadèlfia, de Thomas Walter.
El neoclassicisme s'imposa en l'escena americana substancialment fins a la segona meitat del segle xix. Els últims treballs notables són alguns projectes acadèmics dels associats William Rutherford Mead, Stanford White i Charles Follen McKim, com la Biblioteca de la Universitat de Colúmbia a Nova York, de 1893, imponent edifici que reflecteix l'esplendor de l'arquitectura civil romana seguint el model del neoclassicisme francès.

#### El segle XX

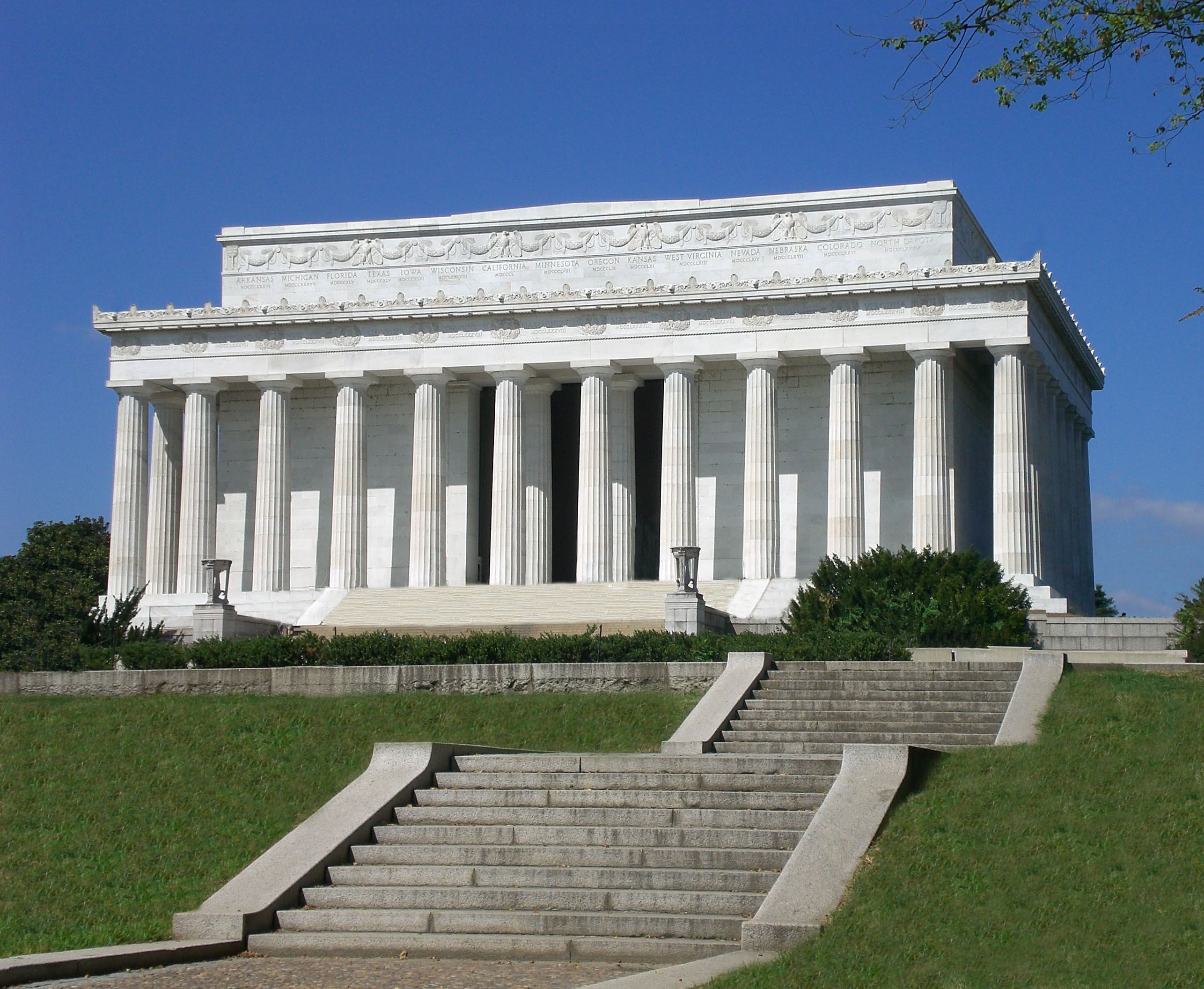
Henry Bacon, Lincoln Memorial, Washington

Cap a finals del segle xix, el classicisme pur es converteix en el eix teòric i cultural per a la construcció de ciutats senceres com Washington: a la ciutat, concebuda com un 'damer', es van disposar freds edificis classicitzants. A Nova York van ser concebudes parts senceres de nova urbanització, que involucraven a les àrees disposades al llarg de Wall Street. en aquest esperit urbanístic es van disposar importants edificis en el vell estil. de fet, al segle xx el neoclassicisme es va convertir en l'estil preferit per a edificis governamentals: es tracta d'edificis fets en clau anti-moderna, que reflecteixen en el gegantisme la intenció de destacar el paper i el prestigi internacional de la nació.
Són nombrosos els exemples, els més cèlebres concentrades principalment en l'àrea de Washington. Per exemple, el Lincoln Memorial (acabat en 1922) de Washington és un dels edificis que tracten d'imprimir a la ciutat una empremta destinada a recalcar la similitud amb la Roma imperial. Dissenyat com un monument en memòria del president nord-americà Abraham Lincoln, conegut per la seva lluita contra l'esclavitud, el monument va ser concebut a nivell ideal el 1867, però les obres només van començar a la primeria del segle xx. A l'interior de l'edifici, dissenyat per Henry Bacon, es van col·locar escultures i estàtues ideades segons el model de les famoses "còpies romanes": estàtues fetes a l'època romana que són còpies antigues de bronzes perduts de l'antiga Grècia, com en el cas de la gran estàtua de Lincoln, al centre del mateix monument.

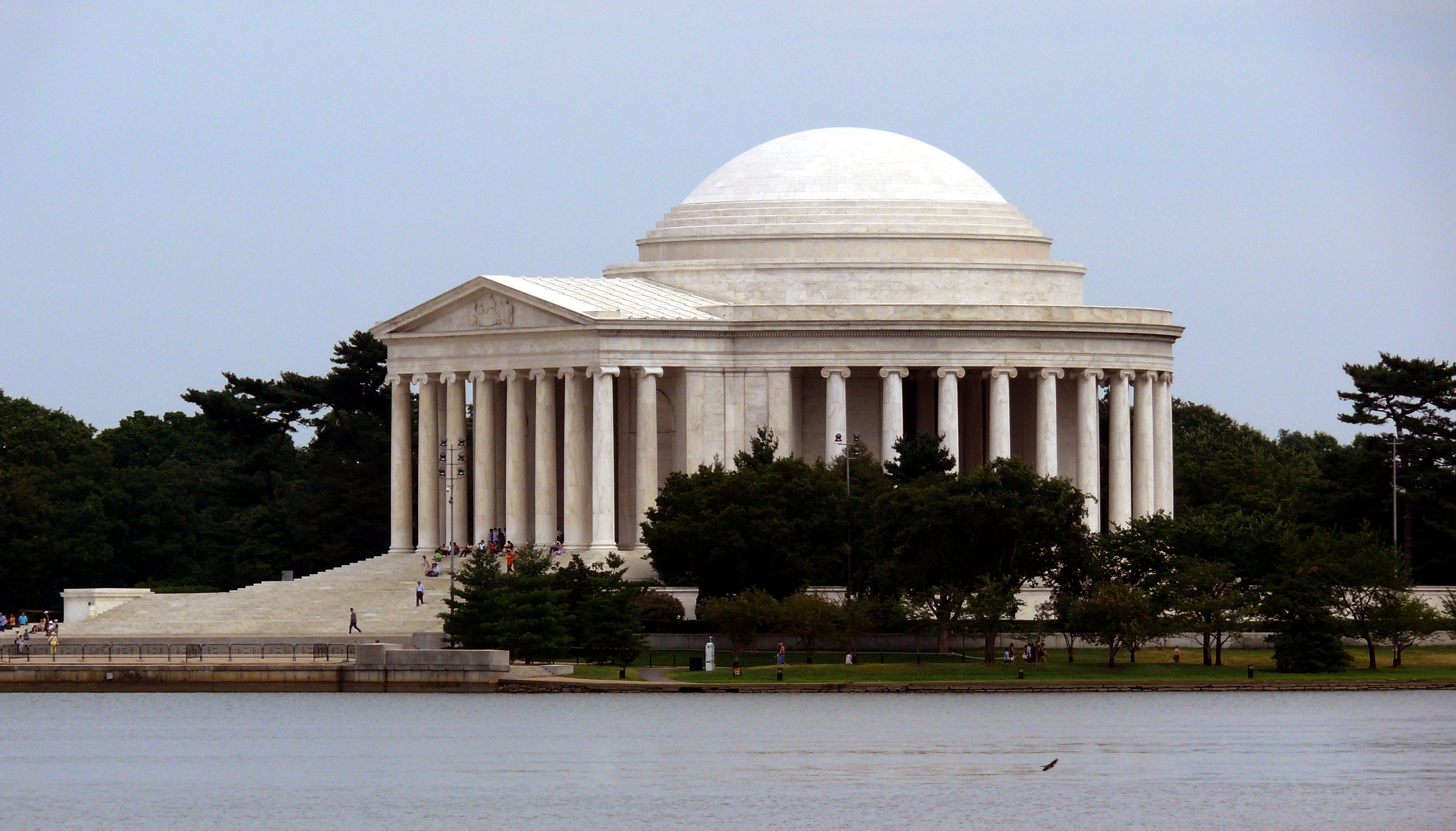
John Russell Pope, Jefferson Memorial, Washington

També a la capital nord-americana, als anys 1930 es va aixecar el majestuós Palau de la Cort Suprema, acabat el 1935. L'edifici, la façana frontal mostra una pronao d'estil corinti, va ser projectat per Cass Gilbert, que era llavors ja conegut per tota la crítica d'art internacional pel Woolworth Building a Nova York, en el seu moment un dels gratacels més alts en el món.
L'últim edifici d'aquest gènere és el Jefferson Memorial, inaugurat a Washington ja a l'any 1943. Dissenyat el 1939 per John Russell Pope, va ser construït a imitació de les viles pal·ladianas i dels temples romans i grecs. L'edifici es desenvolupa al llarg d'una rotonda de columnes jòniques que culmina en un gran pronao amb vistes al riu Potomac. El monument reprèn el model de la Rotonda de l'arquitecte i president Thomas Jefferson, al qual es dedica el memorial, que havia fet per a la Universitat de Virgínia. Es tracta d'un 'revival' molt allunyat de les noves tendències de l'arquitectura del segle xx, que des de feia temps ja havia obert noves portes, en una ruptura total amb el passat i les seves imposicions estilístiques (veure per exemple la Casa de la Cascada, que Frank Lloyd Wright havia completat el 1939).

### Iberoamèrica

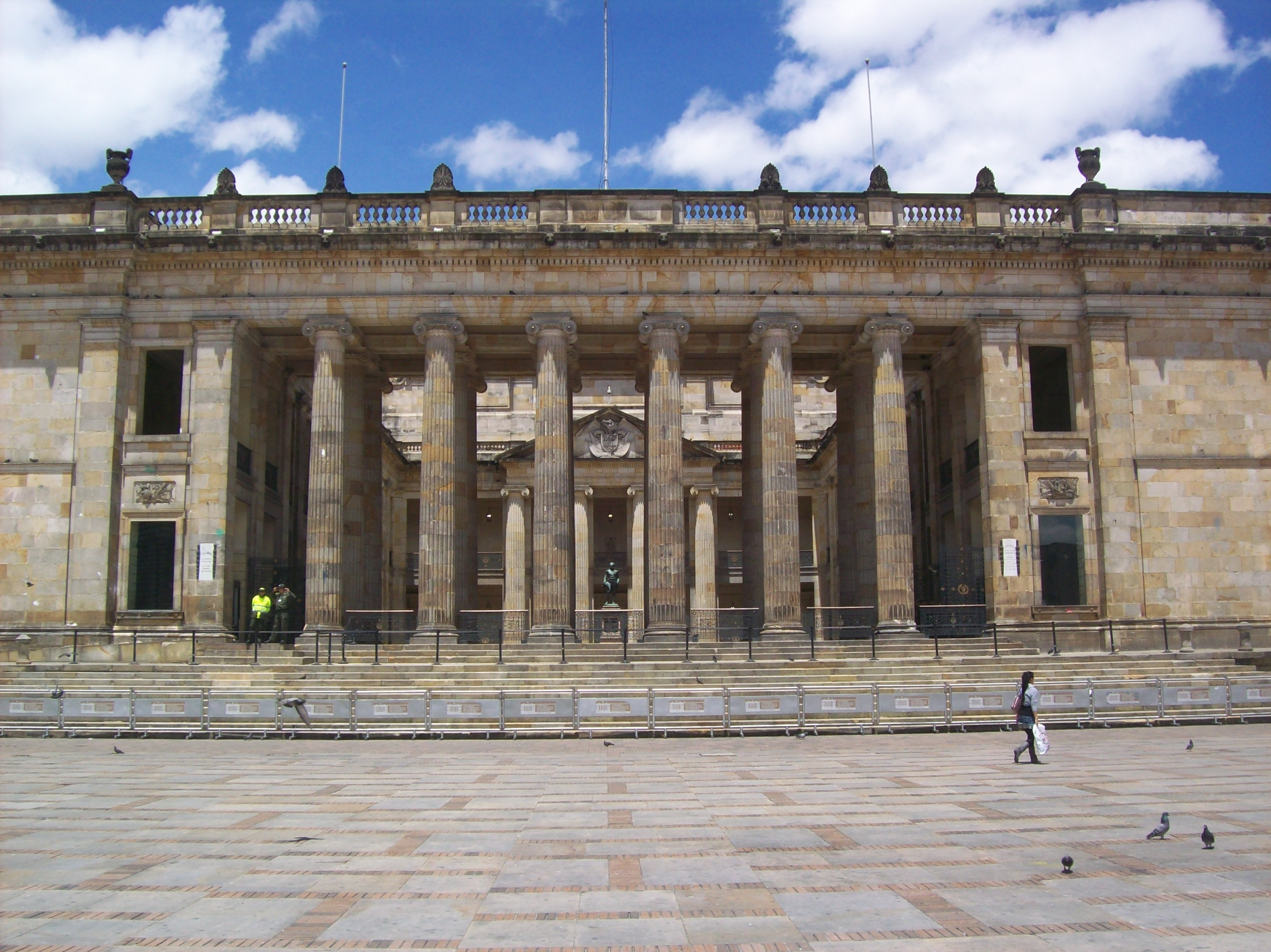
Capitoli Nacional de Colòmbia, Bogotà

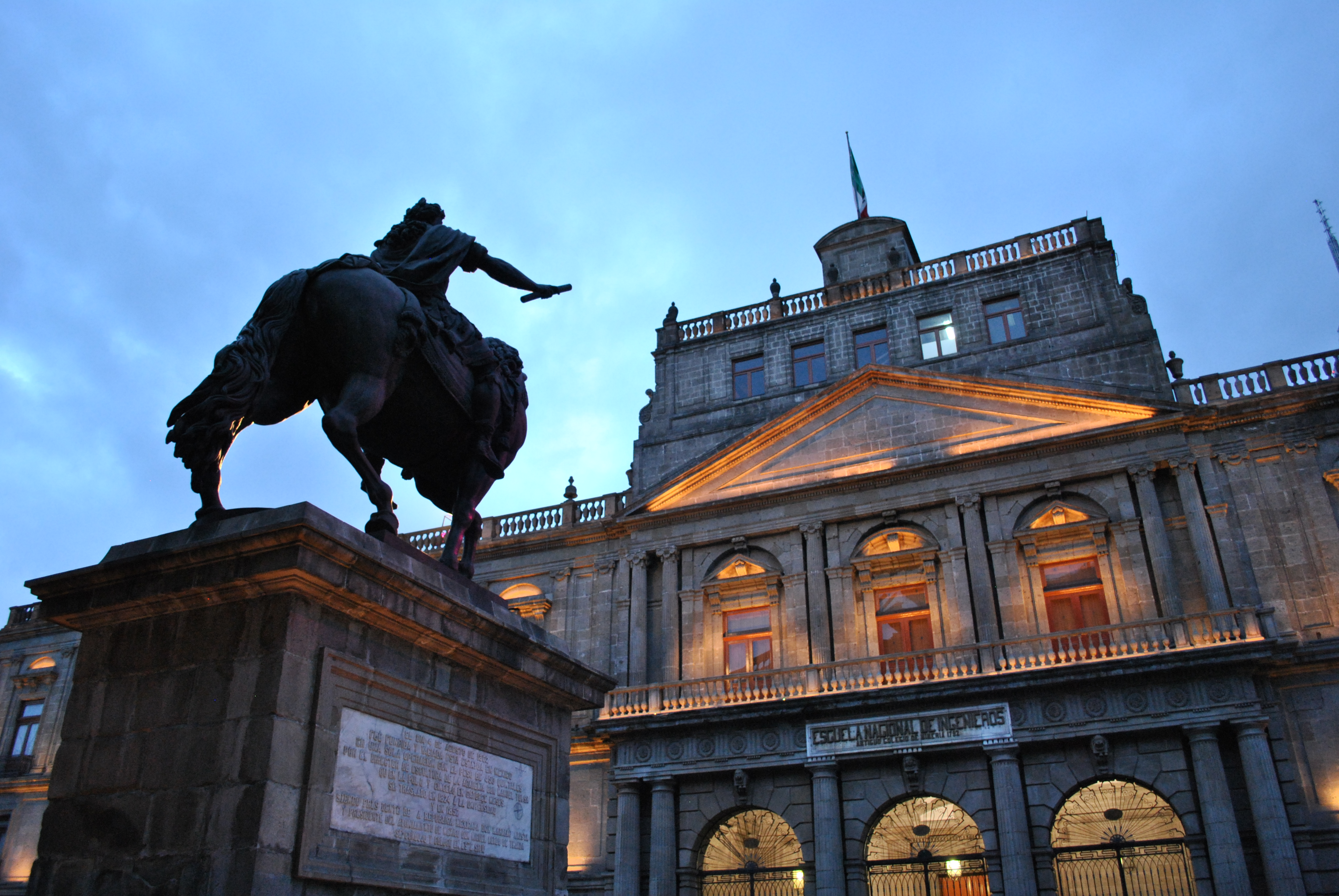
Palau de Mineria, Ciutat de Mèxic

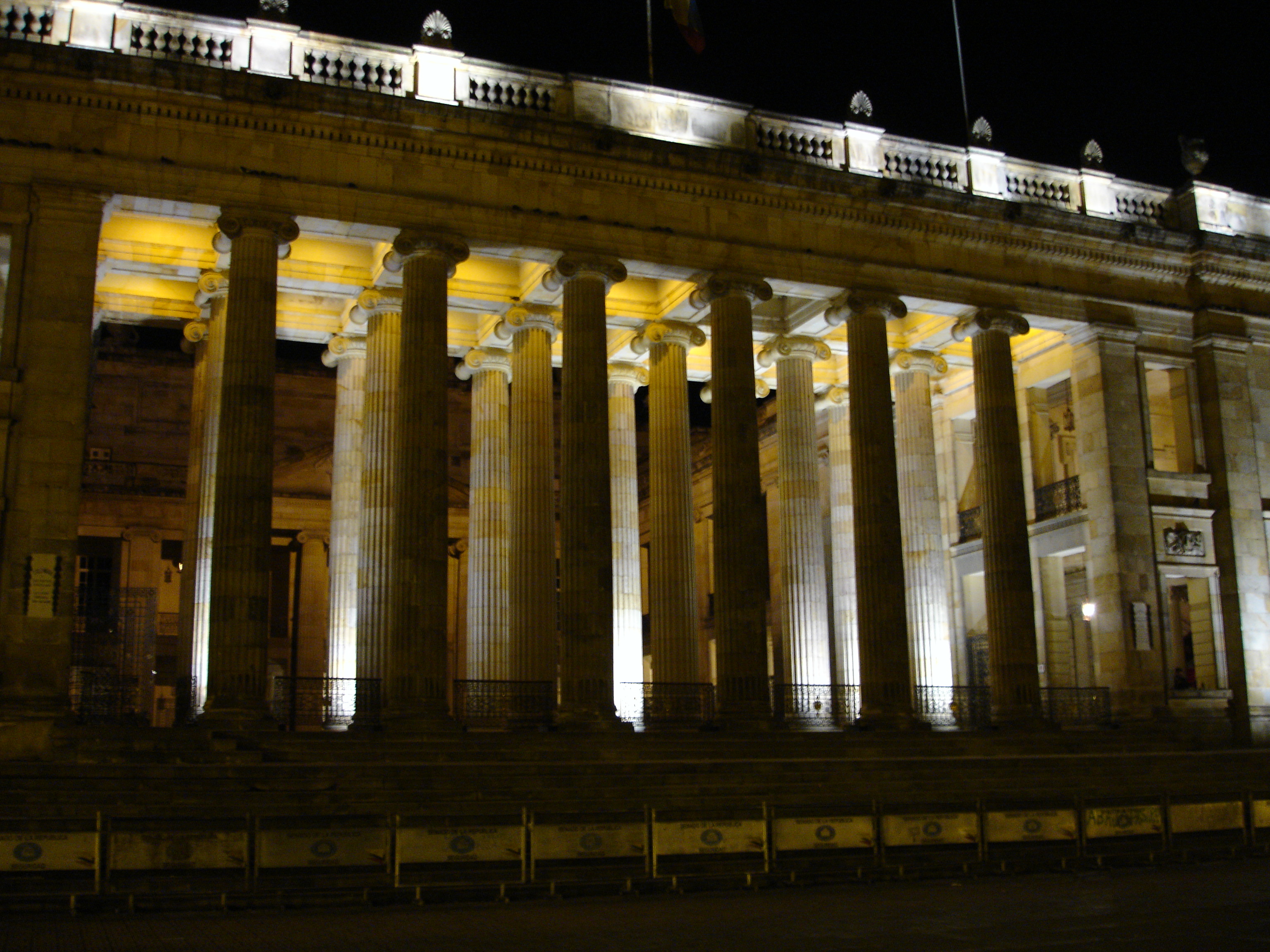
Capitoli Nacional de Bogotà.

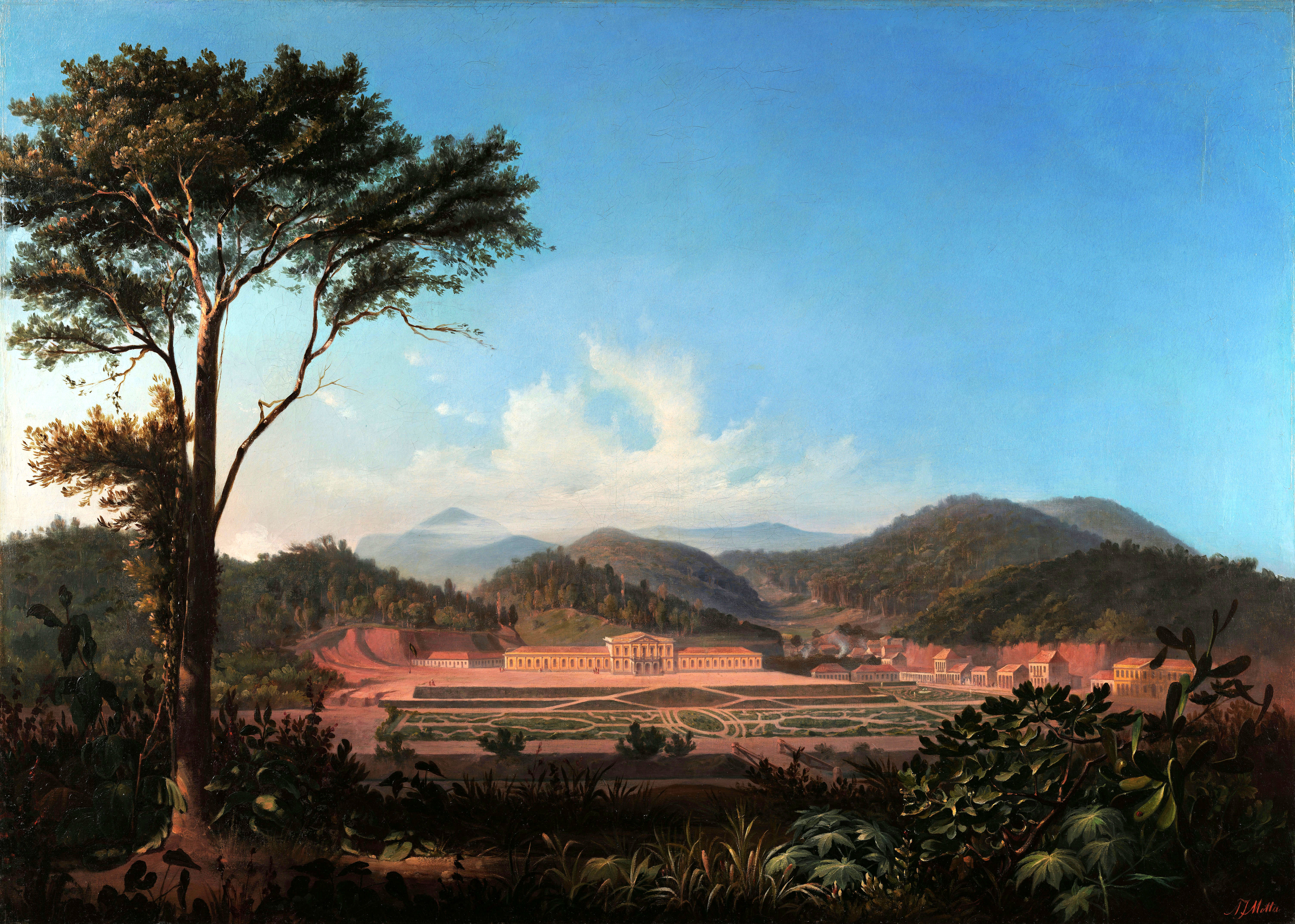
Palau Imperial de Petrópolis.

Als imperis americans d'Espanya i Portugal va arribar l'estil neoclàssic a través de projectes dissenyats a Europa o bé realitzats localment per arquitectes europeus o criolls formats en les acadèmies de les metròpolis.
També hi ha exemples de l'adaptació al llenguatge arquitectònic local, que durant els segles anteriors havia realitzat una síntesi o sincretisme dels elements europeus i precolombíns en el denominat barroc colonial. Un exemple d'això és la Catedral de Tulancingo, Mèxic (1788, José Damián Ortiz de Castro).
A criteris més clàssics pertanyen, a Xile, el Palacio de la Moneda (1784-1805) i la Catedral Metropolitana de Santiago (1748-1800), ambdues obres de l'arquitecte italià Joaquín Toesca.
A Mèxic, el Palau de Mineria (1797-1813, Manuel Tolsà) i el Hospicio Cabañas de Guadalajara (1804-1810, del mateix arquitecte).
A l'Equador, el Palau de Govern de Quito (també anomenat de Carondelet, 1790 o 1801,  Antonio García).
Ja després de l'independència d'Hispanoamèrica, es van desenvolupar programes constructius en per a les noves repúbliques. A Colòmbia es va construir el Capitoli Nacional de Colòmbia a Bogotà (1847, Thomas Reed, format a l'Acadèmia de Berlín), La Catedral Primada de Colòmbia a Bogotà (1807-1823) sota els plànols de Fra Domingo de Petrés; a Perú la Catedral d'Arequipa (1844, Lucas Poblete).
Brasil, que es va convertir en la seu de la cort de la monarquia portuguesa, que es va independenitzar de la seva metròpoli com Imperi de Brasil, també va fer servir els recursos de l'arquitectura per a la glorificació del poder polític, i es va optar per recórrer a arquitectes formats en la Reial Acadèmia de París. A aquesta època pertany la portada de l'Acadèmia de Belles Arts de Rio de Janeiro o Acadèmia Imperial (1822) i el Palau Imperial de Petrópolis (dècada de 1840).
Argentina, és un altre dels països que cerca despullar del seu passat colonial, però en el context de reorganització del país després de la independència en 1810, es busca un aspecte de poder que transmeti la presència de l'Estat inspirant respecte i devoció, incloent per descomptat l'arquitectura. No obstant això, no es concep una imatge pròpia, sinó que s'introdueix el cànon clàssic, no en forma de rèplica d'edificis de l'Antiguitat, però si amb una predominança clàssica i molta influència de classicisme francès; que perdurarà fins al segle xx.
En el cultural, es pot verificar un apressament per importar models culturals europeus, per reemplaçar la tradició colonial. Es tractava de negar tot el que pogués recordar l'etapa de la subordinació a Espanya. És lògic que amb aquesta base ideològica la imatge que oferien les ciutats resultessin negatives i es necessités transformar-les.